# NHL (2015/2016)/Play-off
NHL (2015/2016) Play-off – rozgrywka finałowa sezonu 2015/2016 w amerykańsko-kanadyjskiej lidze hokejowej NHL o Puchar Stanleya. Mecze odbywały się od 13 kwietnia do 12 czerwca 2016. W finale wystąpiły zespoły Pittsburgh Penguins i San Jose Sharks. Zdobywcą Pucharu Stanleya została drużyna z Pittsburgha.

## Rozstawienie
Po zakończeniu sezonu zasadniczego 16 zespołów zapewniło sobie start w fazie play-off. Drużyna Washington Capitals zdobywca Presidents’ Trophy uzyskała najlepszy wynik w lidze zdobywając w 82 spotkaniach 120 punktów. Była to najwyżej rozstawiona drużyna. Kolejne miejsce rozstawione uzupełnili mistrzowie dywizji: Dallas Stars, Anaheim Ducks oraz Florida Panthers.

### Konferencja Wschodnia
Dywizja atlantycka
1. Florida Panthers – 103 punkty, mistrz dywizji atlantyckiej
2. Tampa Bay Lightning – 97 punktów
3. Detroit Red Wings – 93 punkty

Dywizja metropolitalna
1. Washington Capitals – 120 punktów, mistrz dywizji metropolitalnej i konferencji wschodniej, zdobywca Presidents’ Trophy
2. Pittsburgh Penguins – 104 punktów
3. New York Rangers – 101 punktów
4. New York Islanders –  dzika karta, 100 punkty
5. Philadelphia Flyers –  dzika karta, 96 punktów

### Konferencja Zachodnia
Dywizja pacyficzna
1. Anaheim Ducks – 103 punkty, mistrz dywizji pacyficznej
2. Los Angeles Kings – 102 punkty
3. San Jose Sharks – 98 punktów

Dywizja centralna
1. Dallas Stars – 109 punktów, mistrz dywizji centralnej i konferencji zachodniej
2. St. Louis Blues – 107 punktów
3. Chicago Blackhawks – 103 punkty
4. Nashville Predators – dzika karta, 96 punktów
5. Minnesota Wild – dzika karta, 87 punktów

## Drzewko play-off
Faza play-off rozgrywana jest w czterech rundach. Drużyna, która zajęła wyższe miejsce w sezonie zasadniczym w nagrodę zostaje gospodarzem ewentualnego siódmego meczu. Z tym, że zdobywca Presidents’ Trophy zawsze jest gospodarzem siódmego meczu. Wszystkie cztery rundy rozgrywane są w formule do czterech zwycięstw według schematu: 2-2-1-1-1, czyli wyżej rozstawiony rozgrywa mecze: 1 i 2 oraz ewentualnie 5 i 7 we własnej hali. Niżej rozstawiona drużyna rozgrywa w swojej hali mecze: trzeci, czwarty oraz ewentualnie szósty.
Pierwsze mecze play-off odbyły się 13 kwietnia 2016. Wyżej rozstawiona drużyna jest umieszczona w górnym rzędzie pary.
|  |                          |                          |                          |                     |                     |                       |                       |                       |  |  |                    |                    |                    |  |  |                        |                        |                        |
|  | Ćwierćfinały Konferencji | Ćwierćfinały Konferencji | Ćwierćfinały Konferencji |                     |                     | Półfinały Konferencji | Półfinały Konferencji | Półfinały Konferencji |  |  | Finały Konferencji | Finały Konferencji | Finały Konferencji |  |  | Finał Pucharu Stanleya | Finał Pucharu Stanleya | Finał Pucharu Stanleya |
|  | Ćwierćfinały Konferencji | Ćwierćfinały Konferencji | Ćwierćfinały Konferencji |                     |                     | Półfinały Konferencji | Półfinały Konferencji | Półfinały Konferencji |  |  | Finały Konferencji | Finały Konferencji | Finały Konferencji |  |  | Finał Pucharu Stanleya | Finał Pucharu Stanleya | Finał Pucharu Stanleya |
|  |                          |                          |                          |                     |                     |                       |                       |                       |  |  |                    |                    |                    |  |  |                        |                        |                        |
|  |                          |                          |                          |                     |                     |                       |                       |                       |  |  |                    |                    |                    |  |  |                        |                        |                        |
|  | M1                       | Washington Capitals      | 4                        |                     |                     |                       |                       |                       |  |  |                    |                    |                    |  |  |                        |                        |                        |
|  | M1                       | Washington Capitals      | 4                        |                     |                     |                       |                       |                       |  |  |                    |                    |                    |  |  |                        |                        |                        |
|  | WC                       | Philadelphia Flyers      | 2                        |                     |                     |                       |                       |                       |  |  |                    |                    |                    |  |  |                        |                        |                        |
|  | WC                       | Philadelphia Flyers      | 2                        | M1                  | Washington Capitals | 2                     |                       |                       |  |  |                    |                    |                    |  |  |                        |                        |                        |
|  |                          |                          |                          | M1                  | Washington Capitals | 2                     |                       |                       |  |  |                    |                    |                    |  |  |                        |                        |                        |
|  | M2                       | Pittsburgh Penguins      | 4                        |                     |                     |                       |                       |                       |  |  |                    |                    |                    |  |  |                        |                        |                        |
|  | M2                       | Pittsburgh Penguins      | 4                        | M2                  | Pittsburgh Penguins | 4                     |                       |                       |  |  |                    |                    |                    |  |  |                        |                        |                        |
|  |                          |                          |                          | M2                  | Pittsburgh Penguins | 4                     |                       |                       |  |  |                    |                    |                    |  |  |                        |                        |                        |
|  | M3                       | New York Rangers         | 1                        |                     |                     |                       |                       |                       |  |  |                    |                    |                    |  |  |                        |                        |                        |
|  | M3                       | New York Rangers         | 1                        | M2                  | Pittsburgh Penguins | 4                     |                       |                       |  |  |                    |                    |                    |  |  |                        |                        |                        |
|  | Konferencja Wschodnia    |                          |                          | M2                  | Pittsburgh Penguins | 4                     |                       |                       |  |  |                    |                    |                    |  |  |                        |                        |                        |
|  |                          |                          | A2                       | Tampa Bay Lightning | 3                   |                       |                       |                       |  |  |                    |                    |                    |  |  |                        |                        |                        |
|  | A2                       | Tampa Bay Lightning      | A2                       | Tampa Bay Lightning | 3                   | 4                     |                       |                       |  |  |                    |                    |                    |  |  |                        |                        |                        |
|  | A2                       | Tampa Bay Lightning      |                          |                     |                     | 4                     |                       |                       |  |  |                    |                    |                    |  |  |                        |                        |                        |
|  | A3                       | Detroit Red Wings        | 1                        |                     |                     |                       |                       |                       |  |  |                    |                    |                    |  |  |                        |                        |                        |
|  | A3                       | Detroit Red Wings        | 1                        | A2                  | Tampa Bay Lightning | 4                     |                       |                       |  |  |                    |                    |                    |  |  |                        |                        |                        |
|  |                          |                          |                          | A2                  | Tampa Bay Lightning | 4                     |                       |                       |  |  |                    |                    |                    |  |  |                        |                        |                        |
|  | WC                       | New York Islanders       | 1                        |                     |                     |                       |                       |                       |  |  |                    |                    |                    |  |  |                        |                        |                        |
|  | WC                       | New York Islanders       | 1                        | A1                  | Florida Panthers    | 2                     |                       |                       |  |  |                    |                    |                    |  |  |                        |                        |                        |
|  |                          |                          |                          | A1                  | Florida Panthers    | 2                     |                       |                       |  |  |                    |                    |                    |  |  |                        |                        |                        |
|  | WC                       | New York Islanders       | 4                        |                     |                     |                       |                       |                       |  |  |                    |                    |                    |  |  |                        |                        |                        |
|  | WC                       | New York Islanders       | 4                        | W                   | Pittsburgh Penguins | 4                     |                       |                       |  |  |                    |                    |                    |  |  |                        |                        |                        |
|  |                          |                          |                          |                     |                     |                       |                       |                       |  |  |                    |                    |                    |  |  |                        |                        |                        |
|  |                          |                          | Z                        | San Jose Sharks     | 2                   |                       |                       |                       |  |  |                    |                    |                    |  |  |                        |                        |                        |
|  | C1                       | Dallas Stars             | Z                        | San Jose Sharks     | 2                   | 4                     |                       |                       |  |  |                    |                    |                    |  |  |                        |                        |                        |
|  | C1                       | Dallas Stars             |                          |                     |                     | 4                     |                       |                       |  |  |                    |                    |                    |  |  |                        |                        |                        |
|  | WC                       | Minnesota Wild           | 2                        |                     |                     |                       |                       |                       |  |  |                    |                    |                    |  |  |                        |                        |                        |
|  | WC                       | Minnesota Wild           | 2                        | C1                  | Dallas Stars        | 3                     |                       |                       |  |  |                    |                    |                    |  |  |                        |                        |                        |
|  |                          |                          |                          | C1                  | Dallas Stars        | 3                     |                       |                       |  |  |                    |                    |                    |  |  |                        |                        |                        |
|  | C2                       | St. Louis Blues          | 4                        |                     |                     |                       |                       |                       |  |  |                    |                    |                    |  |  |                        |                        |                        |
|  | C2                       | St. Louis Blues          | 4                        | C2                  | St. Louis Blues     | 4                     |                       |                       |  |  |                    |                    |                    |  |  |                        |                        |                        |
|  |                          |                          |                          | C2                  | St. Louis Blues     | 4                     |                       |                       |  |  |                    |                    |                    |  |  |                        |                        |                        |
|  | C3                       | Chicago Blackhawks       | 3                        |                     |                     |                       |                       |                       |  |  |                    |                    |                    |  |  |                        |                        |                        |
|  | C3                       | Chicago Blackhawks       | 3                        | C2                  | St. Louis Blues     | 2                     |                       |                       |  |  |                    |                    |                    |  |  |                        |                        |                        |
|  | Konferencja Zachodnia    |                          |                          | C2                  | St. Louis Blues     | 2                     |                       |                       |  |  |                    |                    |                    |  |  |                        |                        |                        |
|  |                          |                          | P3                       | San Jose Sharks     | 4                   |                       |                       |                       |  |  |                    |                    |                    |  |  |                        |                        |                        |
|  | P2                       | Los Angeles Kings        | P3                       | San Jose Sharks     | 4                   | 1                     |                       |                       |  |  |                    |                    |                    |  |  |                        |                        |                        |
|  | P2                       | Los Angeles Kings        |                          |                     |                     | 1                     |                       |                       |  |  |                    |                    |                    |  |  |                        |                        |                        |
|  | P3                       | San Jose Sharks          | 4                        |                     |                     |                       |                       |                       |  |  |                    |                    |                    |  |  |                        |                        |                        |
|  | P3                       | San Jose Sharks          | 4                        | P3                  | San Jose Sharks     | 4                     |                       |                       |  |  |                    |                    |                    |  |  |                        |                        |                        |
|  |                          |                          |                          | P3                  | San Jose Sharks     | 4                     |                       |                       |  |  |                    |                    |                    |  |  |                        |                        |                        |
|  | WC                       | Nashville Predators      | 3                        |                     |                     |                       |                       |                       |  |  |                    |                    |                    |  |  |                        |                        |                        |
|  | WC                       | Nashville Predators      | 3                        | P1                  | Anaheim Ducks       | 3                     |                       |                       |  |  |                    |                    |                    |  |  |                        |                        |                        |
|  |                          |                          |                          | P1                  | Anaheim Ducks       | 3                     |                       |                       |  |  |                    |                    |                    |  |  |                        |                        |                        |
|  | WC                       | Nashville Predators      | 4                        |                     |                     |                       |                       |                       |  |  |                    |                    |                    |  |  |                        |                        |                        |
|  | WC                       | Nashville Predators      | 4                        |                     |                     |                       |                       |                       |  |  |                    |                    |                    |  |  |                        |                        |                        |
|  |                          |                          |                          |                     |                     |                       |                       |                       |  |  |                    |                    |                    |  |  |                        |                        |                        |

## Wyniki spotkań play-off

### Ćwierćfinały konferencji

#### Washington Capitols (M1) – Philadelphia Flyers (WC)
Drużyny w fazie play-off spotkały się po raz piąty. Każda z drużyn wygrała po dwie serie. W sezonie zasadniczym drużyny wygrały po dwa z czterech spotkań.
| Waszyngton        | FiladelfiaWaszyngton | Filadelfia         |
| Verizon Center    | FiladelfiaWaszyngton | Wells Fargo Center |
| Pojemność: 18 506 | FiladelfiaWaszyngton | Pojemność: 19 543  |
|                   | FiladelfiaWaszyngton |                    |

| Szczegóły meczu | Szczegóły meczu                   | Szczegóły meczu                       | Szczegóły meczu                   | Szczegóły meczu | Szczegóły meczu |
| Tercja | Stan meczu                        | Zdobywcy bramek                       | Zdobywcy bramek                   | Kary | Kary |
| Tercja | Stan meczu                        | Strzelec                              | Asysta                            | Ukarany zawodnik | Przewinienie |
| --- | --------------------------------- | ------------------------------------- | --------------------------------- | --- | --- |
| 1 (1 : 0) | 1 : 0 WSH                         | 16:21 John Carlson (1) PPG            | M.Johansson (1), N.Bäckström (1)  | 03:30 John Carlson (WSH) 07:50 Brooks Orpik (WSH) 14:14 Brooks Orpik (WSH) | zahaczanie niedozwolony atak na głowę przeciwnika przeszkadzanie w grze |
| 2 (1 : 0) | 2 : 0 WSH                         | 36:36 Jay Beagle (1)                  | M.Johansson (2)                   | 22:57 Mark Streit (PHI) 28:50 Dmitrij Orłow (WSH) 33:28 Ryan White (PHI) 36:02 Brandon Manning (PHI) | trzymanie przeciwnika spowodowanie upadku przeciwnika natarcie opóźnianie gry |
| 3 (0 : 0) |                                   |                                       |                                   | 42:30 Ryan White (PHI) 45:25 Sam Gagner (PHI) 53:09 Tom Wilson (WSH) 53:09 Wayne Simmonds (PHI) 53:09 Tom Wilson (WSH) 53:09 Wayne Simmonds (PHI) 54:29 Shayne Gostisbehere (PHI) 54:29 André Burakovsky (WSH) 60:00 Jakub Voráček (PHI) 60:00 Ryan White (PHI) 60:00 Ryan White (PHI) 60:00 Jay Beagle (WSH) 60:00 Carl Alzner (WSH) | nadmiar zawodników na lodzie niebezpieczna gra wysokim kijem wrzucenie na bandę bójka nadmierna ostrość w grze przeszkadzanie w grze uderzanie kijem nadmierna ostrość w grze niesportowe zachowanie nadmierna ostrość w grze |
| Statystyki bramkarzy | Statystyki bramkarzy              | Steve Mason (PHI) Braden Holtby (WSH) | Czas gry – 58:07 Czas gry – 59:54 | 29 obron / 31 strzałów 19 obron / 19 strzałów | SV% – .935 SV% – 1.000 |
| Objaśnienia: PPG – gol w przewadze, SHG – gol w osłabieniu, EN – gol do pustej bramki, OT – dogrywka, SV – procent obronionych strzałów |                                   |                                       |                                   | | |
| \| Trzy gwiazdy meczu \| Trzy gwiazdy meczu \| Trzy gwiazdy meczu \| Trzy gwiazdy meczu \| Trzy gwiazdy meczu \| Trzy gwiazdy meczu \| \| 1 \| 1 \| 2 \| 2 \| 3 \| 3 \| \| ------------------ \| --------------------------------- \| ------------------ \| -------------------------------- \| ------------------ \| ------------------------------------ \| \| \| Braden Holtby Washington Capitals \| \| John Carlson Washington Capitals \| \| Marcus Johansson Washington Capitals \| |                                   |                                       |                                   | | |
| Trzy gwiazdy meczu |                                   |                                       |                                   | | |
| 1 | 1                                 | 2                                     | 2                                 | 3 | 3 |
| | Braden Holtby Washington Capitals |                                       | John Carlson Washington Capitals  | | Marcus Johansson Washington Capitals |

| Trzy gwiazdy meczu | Trzy gwiazdy meczu                | Trzy gwiazdy meczu | Trzy gwiazdy meczu               | Trzy gwiazdy meczu | Trzy gwiazdy meczu                   |
| 1                  | 1                                 | 2                  | 2                                | 3                  | 3                                    |
| ------------------ | --------------------------------- | ------------------ | -------------------------------- | ------------------ | ------------------------------------ |
|                    | Braden Holtby Washington Capitals |                    | John Carlson Washington Capitals |                    | Marcus Johansson Washington Capitals |

| Szczegóły meczu | Szczegóły meczu                   | Szczegóły meczu                                                                   | Szczegóły meczu                                                                                | Szczegóły meczu | Szczegóły meczu                                                                         |
| Tercja | Stan meczu                        | Zdobywcy bramek                                                                   | Zdobywcy bramek                                                                                | Kary | Kary                                                                                    |
| Tercja | Stan meczu                        | Strzelec                                                                          | Asysta                                                                                         | Ukarany zawodnik | Przewinienie                                                                            |
| --- | --------------------------------- | --------------------------------------------------------------------------------- | ---------------------------------------------------------------------------------------------- | --- | --------------------------------------------------------------------------------------- |
| 1 (1 : 0) | 1 : 0 WSH                         | 14:09 John Carlson (2) PPG                                                        | N.Bäckström (2), M.Johansson (3)                                                               | 13:32 Brandon Manning (PHI) 16:06 Jason Chimera (WSH) 16:59 John Carlson (WSH) 20:00 Radko Gudas (PHI) 20:00 Jason Chimera (WSH) | trzymanie kija przeciwnika atak kijem trzymanym oburącz niebezpieczna gra wysokim kijem |
| 2 (2 : 1) | 2 : 0 WSH 2 : 1 PHI 3 : 1 WSH     | 22:26 Jason Chimera (1) 29:37 Jakub Voráček (1) 37:21 Aleksandr Owieczkin (1) PPG | C.Alzner (1), M.Niskanen (1) B.Schenn (1), S.Gostisbehere (1) N.Bäckström (3), M.Johansson (4) | 28:50 André Burakovsky (WSH) 28:50 Nick Cousins (PHI) 30:09 T.J. Oshie (WSH) 36:42 Mark Streit (PHI)                             | nadmierna ostrość w grze zahaczanie                                                     |
| 3 (1 : 0) | 4 : 1 WSH                         | 57:47 Nicklas Bäckström (1)                                                       | T.J. Oshie (1), J.Carlson (1)                                                                  | 59:55 Tom Wilson (WSH) | nadmierna ostrość w grze                                                                |
| Statystyki bramkarzy | Statystyki bramkarzy              | Steve Mason (PHI) Braden Holtby (WSH)                                             | Czas gry – 57:59 Czas gry – 60:00                                                              | 19 obron / 23 strzały 41 obron / 42 strzały                                                                                      | SV% – .826 SV% – .976                                                                   |
| Objaśnienia: PPG – gol w przewadze, SHG – gol w osłabieniu, EN – gol do pustej bramki, OT – dogrywka, SV – procent obronionych strzałów |                                   |                                                                                   |                                                                                                | |                                                                                         |
| \| Trzy gwiazdy meczu \| Trzy gwiazdy meczu \| Trzy gwiazdy meczu \| Trzy gwiazdy meczu \| Trzy gwiazdy meczu \| Trzy gwiazdy meczu \| \| 1 \| 1 \| 2 \| 2 \| 3 \| 3 \| \| ------------------ \| --------------------------------- \| ------------------ \| ------------------------------------- \| ------------------ \| -------------------------------- \| \| \| Braden Holtby Washington Capitals \| \| Nicklas Bäckström Washington Capitals \| \| John Carlson Washington Capitals \| |                                   |                                                                                   |                                                                                                | |                                                                                         |
| Trzy gwiazdy meczu |                                   |                                                                                   |                                                                                                | |                                                                                         |
| 1 | 1                                 | 2                                                                                 | 2                                                                                              | 3 | 3                                                                                       |
| | Braden Holtby Washington Capitals |                                                                                   | Nicklas Bäckström Washington Capitals                                                          | | John Carlson Washington Capitals                                                        |

| Trzy gwiazdy meczu | Trzy gwiazdy meczu                | Trzy gwiazdy meczu | Trzy gwiazdy meczu                    | Trzy gwiazdy meczu | Trzy gwiazdy meczu               |
| 1                  | 1                                 | 2                  | 2                                     | 3                  | 3                                |
| ------------------ | --------------------------------- | ------------------ | ------------------------------------- | ------------------ | -------------------------------- |
|                    | Braden Holtby Washington Capitals |                    | Nicklas Bäckström Washington Capitals |                    | John Carlson Washington Capitals |

| Szczegóły meczu | Szczegóły meczu                         | Szczegóły meczu | Szczegóły meczu | Szczegóły meczu | Szczegóły meczu |
| Tercja | Stan meczu                              | Zdobywcy bramek | Zdobywcy bramek | Kary | Kary |
| Tercja | Stan meczu                              | Strzelec | Asysta | Ukarany zawodnik | Przewinienie |
| --- | --------------------------------------- | --- | --- | --- | --- |
| 1 (1 : 1) | 1 : 0 PHI 1 : 1 WSH                     | 00:57 Michael Raffl (1) 04:43 Marcus Johansson (1) PPG                                                                  | B.Manning (1), S.Gagner (1) J.Carlson (2), N.Bäckström (4)                                                            | 04:28 Wayne Simmonds (PHI) 11:17 Michael Raffl (PHI) 13:45 Jason Chimera (WSH) 19:52 Mike Richards (WSH) | trzymanie przeciwnika przeszkadzanie w grze nadmierna ostrość w grze przeszkadzanie w grze                                                                                    |
| 2 (0 : 1) | 1 : 2 WSH                               | 28:50 Aleksandr Owieczkin (2)                                                                                           | N.Bäckström (5), T.J. Oshie (2)                                                                                       | 22:48 Radko Gudas (PHI) 30:43 Daniel Winnik (WSH) 31:32 Mike Richards (WSH) 31:32 Wayne Simmonds (PHI) 38:30 Jewgienij Kuzniecow (WSH) 40:00 Brayden Schenn (PHI) | nadmierna ostrość w grze przeszkadzanie w grze nadmierna ostrość w grze zahaczanie uderzanie kijem                                                                            |
| 3 (0 : 4) | 1 : 3 WSH 1 : 4 WSH 1 : 5 WSH 1 : 6 WSH | 41:58 Jewgienij Kuzniecow (1) PPG 47:37 John Carlson (3) PPG 54:58 Aleksandr Owieczkin (3) PPG 58:20 Jay Beagle (2) PPG | J.Williams (1), B.Holtby (1) A.Owieczkin (1), J.Williams (2) J.Carlson (3), T.J. Oshie (3) N.Schmidt (1), D.Orłow (1) | 46:04 T.J. Oshie (WSH) 46:04 Mark Streit (PHI) 46:35 Radko Gudas (PHI) 49:42 Carl Alzner (WSH) 52:17 Pierre-Édouard Bellemare (PHI) 52:17 Pierre-Édouard Bellemare (PHI) 52:17 Radko Gudas (PHI) 52:17 Ryan White (PHI) 54:58 Sam Gagner (PHI) 56:21 Matt Read (PHI) | nadmierna ostrość w grze atak kijem trzymanym oburącz spowodowanie upadku przeciwnika przeszkadzanie w grze atak z tyłu niesportowe zachowanie opóźnianie gry uderzanie kijem |
| Statystyki bramkarzy | Statystyki bramkarzy                    | Steve Mason (PHI) Braden Holtby (WSH)                                                                                   | Czas gry – 60:00 Czas gry – 60:00                                                                                     | 21 obron / 27 strzałów 31 obron / 32 strzały | SV% – .778 SV% – .969 |
| Objaśnienia: PPG – gol w przewadze, SHG – gol w osłabieniu, EN – gol do pustej bramki, OT – dogrywka, SV – procent obronionych strzałów |                                         | | | | |
| \| Trzy gwiazdy meczu \| Trzy gwiazdy meczu \| Trzy gwiazdy meczu \| Trzy gwiazdy meczu \| Trzy gwiazdy meczu \| Trzy gwiazdy meczu \| \| 1 \| 1 \| 2 \| 2 \| 3 \| 3 \| \| ------------------ \| -------------------------------- \| ------------------ \| --------------------------------------- \| ------------------ \| ------------------------------------- \| \| \| John Carlson Washington Capitals \| \| Aleksandr Owieczkin Washington Capitals \| \| Nicklas Bäckström Washington Capitals \| |                                         | | | | |
| Trzy gwiazdy meczu |                                         | | | | |
| 1 | 1                                       | 2 | 2 | 3 | 3 |
| | John Carlson Washington Capitals        | | Aleksandr Owieczkin Washington Capitals                                                                               | | Nicklas Bäckström Washington Capitals |

| Trzy gwiazdy meczu | Trzy gwiazdy meczu               | Trzy gwiazdy meczu | Trzy gwiazdy meczu                      | Trzy gwiazdy meczu | Trzy gwiazdy meczu                    |
| 1                  | 1                                | 2                  | 2                                       | 3                  | 3                                     |
| ------------------ | -------------------------------- | ------------------ | --------------------------------------- | ------------------ | ------------------------------------- |
|                    | John Carlson Washington Capitals |                    | Aleksandr Owieczkin Washington Capitals |                    | Nicklas Bäckström Washington Capitals |

| Szczegóły meczu | Szczegóły meczu                     | Szczegóły meczu                           | Szczegóły meczu                         | Szczegóły meczu                                                                | Szczegóły meczu                             |
| Tercja | Stan meczu                          | Zdobywcy bramek                           | Zdobywcy bramek                         | Kary                                                                           | Kary                                        |
| Tercja | Stan meczu                          | Strzelec                                  | Asysta                                  | Ukarany zawodnik                                                               | Przewinienie                                |
| --- | ----------------------------------- | ----------------------------------------- | --------------------------------------- | ------------------------------------------------------------------------------ | ------------------------------------------- |
| 1 (1 : 0) | 1 : 0 PHI                           | 05:51 Shayne Gostisbehere (1) PPG         | C.Giroux (1), W.Simmonds (1)            | 05:03 Taylor Chorney (WSH)                                                     | przeszkadzanie w grze                       |
| 2 (1 : 0) | 2 : 0 PHI                           | 23:51 Andrew MacDonald (1)                | W.Simmonds (2), B.Schenn (2)            | 34:31 Sam Gagner (PHI) 37:48 Nicklas Bäckström (WSH) 38:16 Jakub Voráček (PHI) | przeszkadzanie w grze trzymanie przeciwnika |
| 3 (0 : 1) | 2 : 1 WSH                           | 42:38 T.J. Oshie (1)                      | M.Niskanen (1), C.Alzner (2)            |                                                                                |                                             |
| Statystyki bramkarzy | Statystyki bramkarzy                | Michal Neuvirth (PHI) Braden Holtby (WSH) | Czas gry – 60:00 Czas gry – 58:59       | 31 obron / 32 strzały 23 obrony / 25 strzałów                                  | SV% – .969 SV% – .920                       |
| Objaśnienia: PPG – gol w przewadze, SHG – gol w osłabieniu, EN – gol do pustej bramki, OT – dogrywka, SV – procent obronionych strzałów |                                     |                                           |                                         |                                                                                |                                             |
| \| Trzy gwiazdy meczu \| Trzy gwiazdy meczu \| Trzy gwiazdy meczu \| Trzy gwiazdy meczu \| Trzy gwiazdy meczu \| Trzy gwiazdy meczu \| \| 1 \| 1 \| 2 \| 2 \| 3 \| 3 \| \| ------------------ \| ----------------------------------- \| ------------------ \| --------------------------------------- \| ------------------ \| ---------------------------------- \| \| \| Michal Neuvirth Philadelphia Flyers \| \| Shayne Gostisbehere Philadelphia Flyers \| \| Wayne Simmonds Philadelphia Flyers \| |                                     |                                           |                                         |                                                                                |                                             |
| Trzy gwiazdy meczu |                                     |                                           |                                         |                                                                                |                                             |
| 1 | 1                                   | 2                                         | 2                                       | 3                                                                              | 3                                           |
| | Michal Neuvirth Philadelphia Flyers |                                           | Shayne Gostisbehere Philadelphia Flyers |                                                                                | Wayne Simmonds Philadelphia Flyers          |

| Trzy gwiazdy meczu | Trzy gwiazdy meczu                  | Trzy gwiazdy meczu | Trzy gwiazdy meczu                      | Trzy gwiazdy meczu | Trzy gwiazdy meczu                 |
| 1                  | 1                                   | 2                  | 2                                       | 3                  | 3                                  |
| ------------------ | ----------------------------------- | ------------------ | --------------------------------------- | ------------------ | ---------------------------------- |
|                    | Michal Neuvirth Philadelphia Flyers |                    | Shayne Gostisbehere Philadelphia Flyers |                    | Wayne Simmonds Philadelphia Flyers |

| Szczegóły meczu | Szczegóły meczu                     | Szczegóły meczu                           | Szczegóły meczu                         | Szczegóły meczu | Szczegóły meczu                                                                                                   |
| Tercja | Stan meczu                          | Zdobywcy bramek                           | Zdobywcy bramek                         | Kary | Kary |
| Tercja | Stan meczu                          | Strzelec                                  | Asysta                                  | Ukarany zawodnik | Przewinienie |
| --- | ----------------------------------- | ----------------------------------------- | --------------------------------------- | --- | --- |
| 1 (0 : 0) |                                     |                                           |                                         | 00:10 Brayden Schenn (PHI) 00:10 T.J. Oshie (WSH) 01:08 Justin Williams (WSH) 05:45 Radko Gudas (PHI) 12:05 Justin Williams (WSH) 17:33 Jason Chimera (WSH) 17:33 Nick Schulz (PHI) | bójka niebezpieczna gra wysokim kijem atak kijem trzymanym oburącz przeszkadzanie w grze nadmierna ostrość w grze |
| 2 (0 : 1) | 0 : 1 PHI                           | 27:52 Ryan White (1)                      | S.Gagner (2), M.Streit (1)              | 22:46 Marcus Johansson (WSH) 23:41 Shayne Gostisbehere (PHI) 25:49 Justin Williams (WSH)                                                                                            | nadmierna ostrość w grze trzymanie kija przeciwnika niebezpieczna gra wysokim kijem                               |
| 3 (0 : 1) | 0 : 2 PHI                           | 59:29 Chris VandeVelde (1)                | P-É.Bellemare (1) EN                    | 46:51 Jason Chimera (WSH) 49:40 Ryan White (PHI) | wrzucenie na bandę przeszkadzanie w grze                                                                          |
| Statystyki bramkarzy | Statystyki bramkarzy                | Michal Neuvirth (PHI) Braden Holtby (WSH) | Czas gry – 60:00 Czas gry – 59:10       | 44 obrony / 44 strzały 9 obron / 10 strzałów | SV% – 1.000 SV% – .900                                                                                            |
| Objaśnienia: PPG – gol w przewadze, SHG – gol w osłabieniu, EN – gol do pustej bramki, OT – dogrywka, SV – procent obronionych strzałów |                                     |                                           |                                         | | |
| \| Trzy gwiazdy meczu \| Trzy gwiazdy meczu \| Trzy gwiazdy meczu \| Trzy gwiazdy meczu \| Trzy gwiazdy meczu \| Trzy gwiazdy meczu \| \| 1 \| 1 \| 2 \| 2 \| 3 \| 3 \| \| ------------------ \| ----------------------------------- \| ------------------ \| --------------------------------------- \| ------------------ \| ------------------------------- \| \| \| Michal Neuvirth Philadelphia Flyers \| \| Aleksandr Owieczkin Washington Capitals \| \| Karl Alzner Washington Capitals \| |                                     |                                           |                                         | | |
| Trzy gwiazdy meczu |                                     |                                           |                                         | | |
| 1 | 1                                   | 2                                         | 2                                       | 3 | 3 |
| | Michal Neuvirth Philadelphia Flyers |                                           | Aleksandr Owieczkin Washington Capitals | | Karl Alzner Washington Capitals                                                                                   |

| Trzy gwiazdy meczu | Trzy gwiazdy meczu                  | Trzy gwiazdy meczu | Trzy gwiazdy meczu                      | Trzy gwiazdy meczu | Trzy gwiazdy meczu              |
| 1                  | 1                                   | 2                  | 2                                       | 3                  | 3                               |
| ------------------ | ----------------------------------- | ------------------ | --------------------------------------- | ------------------ | ------------------------------- |
|                    | Michal Neuvirth Philadelphia Flyers |                    | Aleksandr Owieczkin Washington Capitals |                    | Karl Alzner Washington Capitals |

| Szczegóły meczu | Szczegóły meczu                       | Szczegóły meczu                           | Szczegóły meczu                     | Szczegóły meczu                                                                   | Szczegóły meczu                                                       |
| Tercja | Stan meczu                            | Zdobywcy bramek                           | Zdobywcy bramek                     | Kary                                                                              | Kary                                                                  |
| Tercja | Stan meczu                            | Strzelec                                  | Asysta                              | Ukarany zawodnik                                                                  | Przewinienie                                                          |
| --- | ------------------------------------- | ----------------------------------------- | ----------------------------------- | --------------------------------------------------------------------------------- | --------------------------------------------------------------------- |
| 1 (0 : 0) |                                       |                                           |                                     | 13:18 Claude Giroux (PHI) 18:13 Wayne Simmonds (PHI) 19:03 Andrew MacDonald (PHI) | zahaczanie uderzanie kijem niebezpieczna gra wysokim kijem            |
| 2 (0 : 1) | 0 : 1 WSH                             | 28:59 Nicklas Bäckström (2)               | M.Johansson (5), A.Owieczkin (2)    | 24:25 Nicklas Bäckström (WSH) 24:30 Matt Niskanen (WSH) 26:55 Ryan White (PHI)    | niebezpieczna gra wysokim kijem zahaczanie trzymanie kija przeciwnika |
| 3 (0 : 0) |                                       |                                           |                                     | 41:23 Sam Gagner (PHI)                                                            | zahaczanie                                                            |
| Statystyki bramkarzy | Statystyki bramkarzy                  | Michal Neuvirth (PHI) Braden Holtby (WSH) | Czas gry – 58:25 Czas gry – 59:47   | 28 obron / 29 strzałów 26 obron / 26 strzałów                                     | SV% – .966 SV% – 1.000                                                |
| Objaśnienia: PPG – gol w przewadze, SHG – gol w osłabieniu, EN – gol do pustej bramki, OT – dogrywka, SV – procent obronionych strzałów |                                       |                                           |                                     |                                                                                   |                                                                       |
| \| Trzy gwiazdy meczu \| Trzy gwiazdy meczu \| Trzy gwiazdy meczu \| Trzy gwiazdy meczu \| Trzy gwiazdy meczu \| Trzy gwiazdy meczu \| \| 1 \| 1 \| 2 \| 2 \| 3 \| 3 \| \| ------------------ \| ------------------------------------- \| ------------------ \| ----------------------------------- \| ------------------ \| --------------------------------- \| \| \| Nicklas Bäckström Washington Capitals \| \| Michal Neuvirth Philadelphia Flyers \| \| Braden Holtby Washington Capitals \| |                                       |                                           |                                     |                                                                                   |                                                                       |
| Trzy gwiazdy meczu |                                       |                                           |                                     |                                                                                   |                                                                       |
| 1 | 1                                     | 2                                         | 2                                   | 3                                                                                 | 3                                                                     |
| | Nicklas Bäckström Washington Capitals |                                           | Michal Neuvirth Philadelphia Flyers |                                                                                   | Braden Holtby Washington Capitals                                     |

| Trzy gwiazdy meczu | Trzy gwiazdy meczu                    | Trzy gwiazdy meczu | Trzy gwiazdy meczu                  | Trzy gwiazdy meczu | Trzy gwiazdy meczu                |
| 1                  | 1                                     | 2                  | 2                                   | 3                  | 3                                 |
| ------------------ | ------------------------------------- | ------------------ | ----------------------------------- | ------------------ | --------------------------------- |
|                    | Nicklas Bäckström Washington Capitals |                    | Michal Neuvirth Philadelphia Flyers |                    | Braden Holtby Washington Capitals |

#### Pitsburgh Penguins (M2) – New York Rangers (M3)
Drużyny w fazie play-off spotkały się po raz siódmy. Dotychczas czterokrotnie serię wygrał Pittsburgh. W sezonie zasadniczym spotkały się czterokrotnie a Pittsburgh wygrał trzy spotkania.
| Pittsburgh           | PittsburghNowy Jork | Nowy Jork             |
| Consol Energy Center | PittsburghNowy Jork | Madison Square Garden |
| Pojemność: 18 387    | PittsburghNowy Jork | Pojemność: 18 006     |
|                      | PittsburghNowy Jork |                       |

| Szczegóły meczu | Szczegóły meczu                                   | Szczegóły meczu | Szczegóły meczu | Szczegóły meczu                                                               | Szczegóły meczu                                                                            |
| Tercja | Stan meczu                                        | Zdobywcy bramek | Zdobywcy bramek | Kary                                                                          | Kary                                                                                       |
| Tercja | Stan meczu                                        | Strzelec | Asysta | Ukarany zawodnik                                                              | Przewinienie                                                                               |
| --- | ------------------------------------------------- | --- | --- | ----------------------------------------------------------------------------- | ------------------------------------------------------------------------------------------ |
| 1 (1 : 0) | 1 : 0 PIT                                         | 19:42 Patric Hörnqvist (1) | C.Sheary (1), K.Letang (1) | 05:19 Viktor Stålberg (NYR) 10:47 Viktor Stålberg (NYR) 12:59 Eric Fehr (PIT) | zahaczanie niedozwolone uderzenie w głowę niesportowe zachowanie                           |
| 2 (1 : 0) | 2 : 0 PIT                                         | 38:56 Sidney Crosby (1) | P.Hörnqvist (1) | 20:09 Chris Kreider (NYR) 30:02 Dominic Moore (NYR) 31:46 Trevor Daley (PIT)  | przeszkadzanie w grze trzymanie przeciwnika spowodowanie upadku przeciwnika                |
| 3 (3 : 2) | 2 : 1 NYR 3 : 1 PIT 4 : 1 PIT 4 : 2 NYR 5 : 2 PIT | 43:10 Derek Stepan (1) PPG 45:31 Tom Kühnhackl (1) SHG 48:02 Patric Hörnqvist (2) PPG 50:11 Derek Stepan (2) 57:10 Patric Hörnqvist (3) EN | R.Nash (1), D.Brassard (1) N.Bonino (1), K.Letang (2) P.Kessel (1), S.Crosby (1) D.Boyle (1), M.Zuccarello (1) S.Crosby (2), T.Daley (1) | 42:08 Carl Hagelin (PIT) 42:08 Ian Cole (PIT) 47:35 Eric Staal (NYR)          | niebezpieczna gra wysokim kijem nadmierna ostrość w grze przeszkadzanie w grze bramkarzowi |
| Statystyki bramkarzy | Statystyki bramkarzy                              | Jeff Zatkoff (PIT) Henrik Lundqvist (NYR) Antti Raanta (NYR)                                                                               | Czas gry – 59:47 Czas gry – 20:00 Czas gry – 39:54                                                                                       | 35 obron / 37 strzałów 10 obron / 11 strzałów 16 obron / 19 strzałów          | SV% – .946 SV% – .909 SV% – .842                                                           |
| Objaśnienia: PPG – gol w przewadze, SHG – gol w osłabieniu, EN – gol do pustej bramki, OT – dogrywka, SV – procent obronionych strzałów |                                                   | | |                                                                               |                                                                                            |
| \| Trzy gwiazdy meczu \| Trzy gwiazdy meczu \| Trzy gwiazdy meczu \| Trzy gwiazdy meczu \| Trzy gwiazdy meczu \| Trzy gwiazdy meczu \| \| 1 \| 1 \| 2 \| 2 \| 3 \| 3 \| \| ------------------ \| ------------------------------------ \| ------------------ \| -------------------------------- \| ------------------ \| --------------------------------- \| \| \| Patric Hörnqvist Pittsburgh Penguins \| \| Jeff Zatkoff Pittsburgh Penguins \| \| Sidney Crosby Pittsburgh Penguins \| |                                                   | | |                                                                               |                                                                                            |
| Trzy gwiazdy meczu |                                                   | | |                                                                               |                                                                                            |
| 1 | 1                                                 | 2 | 2 | 3                                                                             | 3                                                                                          |
| | Patric Hörnqvist Pittsburgh Penguins              | | Jeff Zatkoff Pittsburgh Penguins |                                                                               | Sidney Crosby Pittsburgh Penguins                                                          |

| Trzy gwiazdy meczu | Trzy gwiazdy meczu                   | Trzy gwiazdy meczu | Trzy gwiazdy meczu               | Trzy gwiazdy meczu | Trzy gwiazdy meczu                |
| 1                  | 1                                    | 2                  | 2                                | 3                  | 3                                 |
| ------------------ | ------------------------------------ | ------------------ | -------------------------------- | ------------------ | --------------------------------- |
|                    | Patric Hörnqvist Pittsburgh Penguins |                    | Jeff Zatkoff Pittsburgh Penguins |                    | Sidney Crosby Pittsburgh Penguins |

| Szczegóły meczu | Szczegóły meczu                         | Szczegóły meczu                                                                                      | Szczegóły meczu                                                                                    | Szczegóły meczu | Szczegóły meczu |
| Tercja | Stan meczu                              | Zdobywcy bramek                                                                                      | Zdobywcy bramek                                                                                    | Kary | Kary |
| Tercja | Stan meczu                              | Strzelec                                                                                             | Asysta                                                                                             | Ukarany zawodnik | Przewinienie |
| --- | --------------------------------------- | --- | -------------------------------------------------------------------------------------------------- | --- | --- |
| 1 (0 : 0) |                                         | | | 16:25 Kevin Hayes (NYR) 19:58 Patric Hörnqvist (PIT) 19:58 Mats Zuccarello (NYR)                                                                                               | przeszkadzanie w grze nadmierna ostrość w grze                                                                                       |
| 2 (1 : 3) | 1 : 0 PIT 1 : 1 NYR 1 : 2 NYR 1 : 3 NYR | 23:21 Phil Kessel (1) PPG 32:38 Keith Yandle (1) 32:56 Derick Brassard (1) 36:52 Mats Zuccarello (1) | T.Daley (2), N.Bonino (2) R.Nash (2), J.T. Miller (1) J.T. Miller (2), B.Skjei (1) J.T. Miller (3) | 22:08 Mats Zuccarello (NYR) 28:47 Brian Dumoulin (PIT) 33:26 Bryan Rust (PIT) 37:15 J.T. Miller (NYR)                                                                          | zahaczanie przeszkadzanie w grze |
| 3 (1 : 1) | 1 : 4 NYR 2 : 4 PIT                     | 40:39 Chris Kreider (1) 45:42 Phil Kessel (1) PPG                                                    | D.Brassard (2) N.Bonino (3), J.Małkin (1)                                                          | 44:34 Sidney Crosby (PIT) 44:41 Chris Kreider (NYR) 45:30 Keith Yandle (NYR) 51:43 Chris Kunitz (PIT) 51:43 Chris Kunitz (PIT) 51:43 Kevin Klein (NYR) 51:43 Kevin Klein (NYR) | uderzanie kijem przeszkadzanie w grze bramkarzowi niebezpieczna gra wysokim kijem uderzanie kijem bójka niesportowe zachowanie bójka |
| Statystyki bramkarzy | Statystyki bramkarzy                    | Jeff Zatkoff (PIT) Henrik Lundqvist (NYR)                                                            | Czas gry – 57:26 Czas gry – 59:58                                                                  | 24 obrony / 28 strzałów 29 obron / 31 strzałów | SV% – .857 SV% – .935 |
| Objaśnienia: PPG – gol w przewadze, SHG – gol w osłabieniu, EN – gol do pustej bramki, OT – dogrywka, SV – procent obronionych strzałów |                                         | | | | |
| \| Trzy gwiazdy meczu \| Trzy gwiazdy meczu \| Trzy gwiazdy meczu \| Trzy gwiazdy meczu \| Trzy gwiazdy meczu \| Trzy gwiazdy meczu \| \| 1 \| 1 \| 2 \| 2 \| 3 \| 3 \| \| ------------------ \| ---------------------------- \| ------------------ \| -------------------------------- \| ------------------ \| ------------------------------- \| \| \| J.T. Miller New York Rangers \| \| Derick Brassard New York Rangers \| \| Phil Kessel Pittsburgh Penguins \| |                                         | | | | |
| Trzy gwiazdy meczu |                                         | | | | |
| 1 | 1                                       | 2 | 2                                                                                                  | 3 | 3 |
| | J.T. Miller New York Rangers            | | Derick Brassard New York Rangers                                                                   | | Phil Kessel Pittsburgh Penguins |

| Trzy gwiazdy meczu | Trzy gwiazdy meczu           | Trzy gwiazdy meczu | Trzy gwiazdy meczu               | Trzy gwiazdy meczu | Trzy gwiazdy meczu              |
| 1                  | 1                            | 2                  | 2                                | 3                  | 3                               |
| ------------------ | ---------------------------- | ------------------ | -------------------------------- | ------------------ | ------------------------------- |
|                    | J.T. Miller New York Rangers |                    | Derick Brassard New York Rangers |                    | Phil Kessel Pittsburgh Penguins |

| Szczegóły meczu | Szczegóły meczu                 | Szczegóły meczu                                     | Szczegóły meczu                                     | Szczegóły meczu | Szczegóły meczu                                                                          |
| Tercja | Stan meczu                      | Zdobywcy bramek                                     | Zdobywcy bramek                                     | Kary | Kary                                                                                     |
| Tercja | Stan meczu                      | Strzelec                                            | Asysta                                              | Ukarany zawodnik | Przewinienie                                                                             |
| --- | ------------------------------- | --------------------------------------------------- | --------------------------------------------------- | --- | ---------------------------------------------------------------------------------------- |
| 1 (0 : 0) |                                 |                                                     |                                                     | 10:42 Marc Staal (NYR) 12:10 Conor Sheary (PIT) 16:58 Chris Kunitz (PIT) 16:58 Kris Letang (PIT) 16:58 Kevin Hayes (NYR) 16:58 Viktor Stålberg (NYR) | spowodowanie upadku przeciwnika niebezpieczna gra wysokim kijem nadmierna ostrość w grze |
| 2 (1 : 1) | 1 : 0 NYR 1 : 1 PIT             | 20:39 Rick Nash (1) SHG 39:18 Sidney Crosby (2) PPG | K.Klein (1), E.Staal (1) P.Kessel (2), J.Małkin (2) | 20:22 Chris Kreider (NYR) 23:18 Trevor Daley (PIT) 28:04 Jewgienij Małkin (PIT) 39:00 Marc Staal (NYR)                                               | wrzucenie na bandę nadmierna ostrość w grze spowodowanie upadku przeciwnika zahaczanie   |
| 3 (0 : 2) | 1 : 2 PIT 1 : 3 PIT             | 44:16 Matt Cullen (1) 59:47 Kris Letang (1) EN      | T.Kühnhackl (1), I.Cole (1)                         | |                                                                                          |
| Statystyki bramkarzy | Statystyki bramkarzy            | Matt Murray (PIT) Henrik Lundqvist (NYR)            | Czas gry – 59:59 Czas gry – 58:47                   | 16 obron / 17 strzałów 28 obron / 30 strzałów | SV% – .941 SV% – .933                                                                    |
| Objaśnienia: PPG – gol w przewadze, SHG – gol w osłabieniu, EN – gol do pustej bramki, OT – dogrywka, SV – procent obronionych strzałów |                                 |                                                     |                                                     | |                                                                                          |
| \| Trzy gwiazdy meczu \| Trzy gwiazdy meczu \| Trzy gwiazdy meczu \| Trzy gwiazdy meczu \| Trzy gwiazdy meczu \| Trzy gwiazdy meczu \| \| 1 \| 1 \| 2 \| 2 \| 3 \| 3 \| \| ------------------ \| ------------------------------- \| ------------------ \| -------------------------- \| ------------------ \| ------------------------------- \| \| \| Matt Cullen Pittsburgh Penguins \| \| Rick Nash New York Rangers \| \| Matt Murray Pittsburgh Penguins \| |                                 |                                                     |                                                     | |                                                                                          |
| Trzy gwiazdy meczu |                                 |                                                     |                                                     | |                                                                                          |
| 1 | 1                               | 2                                                   | 2                                                   | 3 | 3                                                                                        |
| | Matt Cullen Pittsburgh Penguins |                                                     | Rick Nash New York Rangers                          | | Matt Murray Pittsburgh Penguins                                                          |

| Trzy gwiazdy meczu | Trzy gwiazdy meczu              | Trzy gwiazdy meczu | Trzy gwiazdy meczu         | Trzy gwiazdy meczu | Trzy gwiazdy meczu              |
| 1                  | 1                               | 2                  | 2                          | 3                  | 3                               |
| ------------------ | ------------------------------- | ------------------ | -------------------------- | ------------------ | ------------------------------- |
|                    | Matt Cullen Pittsburgh Penguins |                    | Rick Nash New York Rangers |                    | Matt Murray Pittsburgh Penguins |

| Szczegóły meczu | Szczegóły meczu                      | Szczegóły meczu                                                        | Szczegóły meczu                                        | Szczegóły meczu | Szczegóły meczu                                                                  |
| Tercja | Stan meczu                           | Zdobywcy bramek                                                        | Zdobywcy bramek                                        | Kary | Kary                                                                             |
| Tercja | Stan meczu                           | Strzelec                                                               | Asysta                                                 | Ukarany zawodnik | Przewinienie                                                                     |
| --- | ------------------------------------ | ---------------------------------------------------------------------- | ------------------------------------------------------ | --- | -------------------------------------------------------------------------------- |
| 1 (0 : 3) | 0 : 1 PIT 0 : 2 PIT 0 : 3 PIT        | 01:09 Eric Fehr (1) 07:11 Sidney Crosby (3) PPG 16:12 Conor Sheary (1) | B.Lovejoy (1), J.Małkin (3) J.Małkin (4), K.Letang (3) | 06:42 Rick Nash (NYR) 08:43 Patric Hörnqvist (PIT) 10:50 Trevor Daley (PIT) 10:50 Eric Staal (NYR) 13:06 Trevor Daley (PIT) | przeszkadzanie w grze nadmierna ostrość w grze niesportowe zachowanie zahaczanie |
| 2 (0 : 1) | 0 : 4 PIT                            | 24:00 Jewgienij Małkin (1) PPG                                         | S.Crosby (3), P.Hörnqvist (2)                          | 23:36 Dominic Moore (NYR) 26:14 Tanner Glass (NYR) 31:56 Ben Lovejoy                                                        | trzymanie przeciwnika niebezpieczna gra wysokim kijem trzymanie kija przeciwnika |
| 3 (0 : 1) | 0 : 5 PIT                            | 44:16 Jewgienij Małkin (2) PPG                                         | P.Dumoulin (1), N.Bonino (4)                           | 42:14 J.T. Miller (NYR) 54:30 Nick Bonino (PIT) 59:32 Oscar Lindberg (NYR)                                                  | uderzanie kijem zahaczanie                                                       |
| Statystyki bramkarzy | Statystyki bramkarzy                 | Matt Murray (PIT) Henrik Lundqvist (NYR) Antti Raanta (NYR)            | Czas gry – 60:00 Czas gry – 26:04 Czas gry – 33:56     | 31 obron / 31 strzałów 14 obron / 18 strzałów 13 obron / 14 strzałów                                                        | SV% – 1.000 SV% – .778 SV% – .929                                                |
| Objaśnienia: PPG – gol w przewadze, SHG – gol w osłabieniu, EN – gol do pustej bramki, OT – dogrywka, SV – procent obronionych strzałów |                                      |                                                                        |                                                        | |                                                                                  |
| \| Trzy gwiazdy meczu \| Trzy gwiazdy meczu \| Trzy gwiazdy meczu \| Trzy gwiazdy meczu \| Trzy gwiazdy meczu \| Trzy gwiazdy meczu \| \| 1 \| 1 \| 2 \| 2 \| 3 \| 3 \| \| ------------------ \| ------------------------------------ \| ------------------ \| ------------------------------- \| ------------------ \| --------------------------------- \| \| \| Jewgienij Małkin Pittsburgh Penguins \| \| Matt Murray Pittsburgh Penguins \| \| Sidney Crosby Pittsburgh Penguins \| |                                      |                                                                        |                                                        | |                                                                                  |
| Trzy gwiazdy meczu |                                      |                                                                        |                                                        | |                                                                                  |
| 1 | 1                                    | 2                                                                      | 2                                                      | 3 | 3                                                                                |
| | Jewgienij Małkin Pittsburgh Penguins |                                                                        | Matt Murray Pittsburgh Penguins                        | | Sidney Crosby Pittsburgh Penguins                                                |

| Trzy gwiazdy meczu | Trzy gwiazdy meczu                   | Trzy gwiazdy meczu | Trzy gwiazdy meczu              | Trzy gwiazdy meczu | Trzy gwiazdy meczu                |
| 1                  | 1                                    | 2                  | 2                               | 3                  | 3                                 |
| ------------------ | ------------------------------------ | ------------------ | ------------------------------- | ------------------ | --------------------------------- |
|                    | Jewgienij Małkin Pittsburgh Penguins |                    | Matt Murray Pittsburgh Penguins |                    | Sidney Crosby Pittsburgh Penguins |

| Szczegóły meczu | Szczegóły meczu                         | Szczegóły meczu                                                                              | Szczegóły meczu                                                                                             | Szczegóły meczu                                                                                    | Szczegóły meczu                                                    |
| Tercja | Stan meczu                              | Zdobywcy bramek                                                                              | Zdobywcy bramek                                                                                             | Kary                                                                                               | Kary                                                               |
| Tercja | Stan meczu                              | Strzelec                                                                                     | Asysta | Ukarany zawodnik                                                                                   | Przewinienie                                                       |
| --- | --------------------------------------- | -------------------------------------------------------------------------------------------- | --- | -------------------------------------------------------------------------------------------------- | ------------------------------------------------------------------ |
| 1 (2 : 2) | 0 : 1 NYR 1 : 1 PIT 1 : 2 NYR 2 : 2 PIT | 01:02 Rick Nash (2) 09:50 Carl Hagelin (1) 10:35 Dominic Moore (1) 11:39 Phil Kessel (3) PPG | D.Girardi (1), B.Skjei (2) P.Kessel (3), N.Bonino (5) J.Fast (1), Marc Staal (2) S.Crosby (4), K.Letang (4) | 10:42 Brady Skjei (NYR) 12:42 Jewgienij Małkin (PIT) 15:16 Rick Nash (NYR) 15:16 Kris Letang (PIT) | wrzucenie na bandę spowodowanie upadku przeciwnika uderzanie kijem |
| 2 (4 : 0) | 3 : 2 PIT 4 : 2 PIT 5 : 2 PIT 6 : 2 PIT | 25:21 Bryan Rust (1) 29:26 Matt Cullen (2) 36:18 Conor Sheary (2) 39:01 Bryan Rust (2)       | T.Daley (3), M.Cullen (1) B.Rust (1), T.Kühnhackl (2) S.Crosby (5) J.Małkin (5)                             | 30:26 Dominic Moore (NYR) 34:01 Conor Sheary (PIT)                                                 | nadmierna ostrość w grze niebezpieczna gra wysokim kijem           |
| 3 (0 : 1) | 6 : 3 NYR                               | 45:38 Chris Kreider (2) PPG                                                                  | R.Diaz (1), D.Brassard (3)                                                                                  | 44:58 Matt Murray (PIT)                                                                            | spowodowanie upadku przeciwnika                                    |
| Statystyki bramkarzy | Statystyki bramkarzy                    | Matt Murray (PIT) Henrik Lundqvist (NYR) Antti Raanta (NYR)                                  | Czas gry – 60:00 Czas gry – 40:00 Czas gry – 20:00                                                          | 38 obron / 41 strzałów 17 obron / 23 strzały 5 obron / 5 strzałów                                  | SV% – .927 SV% – .739 SV% – 1.000                                  |
| Objaśnienia: PPG – gol w przewadze, SHG – gol w osłabieniu, EN – gol do pustej bramki, OT – dogrywka, SV – procent obronionych strzałów |                                         |                                                                                              | | |                                                                    |
| \| Trzy gwiazdy meczu \| Trzy gwiazdy meczu \| Trzy gwiazdy meczu \| Trzy gwiazdy meczu \| Trzy gwiazdy meczu \| Trzy gwiazdy meczu \| \| 1 \| 1 \| 2 \| 2 \| 3 \| 3 \| \| ------------------ \| ------------------------------ \| ------------------ \| --------------------------------- \| ------------------ \| ------------------------------- \| \| \| Bryan Rust Pittsburgh Penguins \| \| Sidney Crosby Pittsburgh Penguins \| \| Matt Cullen Pittsburgh Penguins \| |                                         |                                                                                              | | |                                                                    |
| Trzy gwiazdy meczu |                                         |                                                                                              | | |                                                                    |
| 1 | 1                                       | 2                                                                                            | 2 | 3                                                                                                  | 3                                                                  |
| | Bryan Rust Pittsburgh Penguins          |                                                                                              | Sidney Crosby Pittsburgh Penguins                                                                           | | Matt Cullen Pittsburgh Penguins                                    |

| Trzy gwiazdy meczu | Trzy gwiazdy meczu             | Trzy gwiazdy meczu | Trzy gwiazdy meczu                | Trzy gwiazdy meczu | Trzy gwiazdy meczu              |
| 1                  | 1                              | 2                  | 2                                 | 3                  | 3                               |
| ------------------ | ------------------------------ | ------------------ | --------------------------------- | ------------------ | ------------------------------- |
|                    | Bryan Rust Pittsburgh Penguins |                    | Sidney Crosby Pittsburgh Penguins |                    | Matt Cullen Pittsburgh Penguins |

#### Tampa Bay Lightning (A2) – Detroit Red Wings (A3)
Drużyny w fazie play-off spotkały się po raz drugi. Pierwsze spotkanie, w 2015, wygrała Tampa. W sezonie zasadniczym zespoły wygrały po dwa spotkania.
| Tampa             | TampaDetroit | Detroit           |
| Amalie Arena      | TampaDetroit | Joe Louis Arena   |
| Pojemność: 19 092 | TampaDetroit | Pojemność: 20 027 |
|                   | TampaDetroit |                   |

| Szczegóły meczu | Szczegóły meczu                     | Szczegóły meczu                                                            | Szczegóły meczu                                                         | Szczegóły meczu | Szczegóły meczu                                                                                    |
| Tercja | Stan meczu                          | Zdobywcy bramek                                                            | Zdobywcy bramek                                                         | Kary | Kary                                                                                               |
| Tercja | Stan meczu                          | Strzelec                                                                   | Asysta                                                                  | Ukarany zawodnik | Przewinienie                                                                                       |
| --- | ----------------------------------- | -------------------------------------------------------------------------- | ----------------------------------------------------------------------- | --- | -------------------------------------------------------------------------------------------------- |
| 1 (1 : 0) | 1 : 0 TBL                           | 06:23 Nikita Kuczerow (1)                                                  | T.Johnson (1), A.Killorn (1)                                            | 10:47 Andrej Šustr (TBL) 11:12 Niklas Kronwall (DET) 19:50 Danny DeKeyser (DET) 20:00 Brian Boyle (TBL) | spowodowanie upadku przeciwnika uderzanie kijem niebezpieczna gra wysokim kijem natarcie           |
| 2 (1 : 2) | 1 : 1 DET 1 : 2 DET 2 : 2 TBL       | 22:11 Mike Green (1) 24:07 Justin Abdelkader (1) 29:29 Nikita Kuczerow (2) | D.DeKeyser (1), T.Tatar (1) K.Quincey (1) B.Coburn (1), N.Niesterow (1) | 26:34 Jonathan Drouin (TBL) 31:42 Dylan Larkin (DET) 31:42 Alex Killorn (TBL) 31:42 Darren Helm (DET) 31:42 Braydon Coburn (TBL) 31:42 Danny DeKeyser (DET) 33:49 Jason Garrison (TBL) 35:32 Justin Abdelkader (DET) | nadmierna ostrość w grze przeszkadzanie w grze nadmierna ostrość w grze zahaczanie uderzanie kijem |
| 3 (1 : 0) | 3 : 2 TBL                           | 48:52 Alex Killorn (1)                                                     | T.Johnson (2), N.Kuczerow (1)                                           | 42:50 Jonathan Drouin (TBL) 51:42 Justin Abdelkader (DET) 59:49 Ondřej Palát (TBL) 59:49 Justin Abdelkader (DET) 60:00 Henrik Zetterberg (DET)                                                                       | atak kijem trzymanym oburącz przeszkadzanie w grze nadmierna ostrość w grze natarcie               |
| Statystyki bramkarzy | Statystyki bramkarzy                | Jimmy Howard (DET) Ben Bishop (TBL)                                        | Czas gry – 57:59 Czas gry – 60:00                                       | 31 obron / 34 strzały 34 obrony / 36 strzałów | SV% – .912 SV% – .944                                                                              |
| Objaśnienia: PPG – gol w przewadze, SHG – gol w osłabieniu, EN – gol do pustej bramki, OT – dogrywka, SV – procent obronionych strzałów |                                     |                                                                            |                                                                         | | |
| \| Trzy gwiazdy meczu \| Trzy gwiazdy meczu \| Trzy gwiazdy meczu \| Trzy gwiazdy meczu \| Trzy gwiazdy meczu \| Trzy gwiazdy meczu \| \| 1 \| 1 \| 2 \| 2 \| 3 \| 3 \| \| ------------------ \| ----------------------------------- \| ------------------ \| --------------------------------- \| ------------------ \| -------------------------------- \| \| \| Nikita Kuczerow Tampa Bay Lightning \| \| Tyler Johnson Tampa Bay Lightning \| \| Alex Killorn Tampa Bay Lightning \| |                                     |                                                                            |                                                                         | | |
| Trzy gwiazdy meczu |                                     |                                                                            |                                                                         | | |
| 1 | 1                                   | 2                                                                          | 2                                                                       | 3 | 3                                                                                                  |
| | Nikita Kuczerow Tampa Bay Lightning |                                                                            | Tyler Johnson Tampa Bay Lightning                                       | | Alex Killorn Tampa Bay Lightning                                                                   |

| Trzy gwiazdy meczu | Trzy gwiazdy meczu                  | Trzy gwiazdy meczu | Trzy gwiazdy meczu                | Trzy gwiazdy meczu | Trzy gwiazdy meczu               |
| 1                  | 1                                   | 2                  | 2                                 | 3                  | 3                                |
| ------------------ | ----------------------------------- | ------------------ | --------------------------------- | ------------------ | -------------------------------- |
|                    | Nikita Kuczerow Tampa Bay Lightning |                    | Tyler Johnson Tampa Bay Lightning |                    | Alex Killorn Tampa Bay Lightning |

| Szczegóły meczu | Szczegóły meczu                         | Szczegóły meczu                                                                                       | Szczegóły meczu                                                                                  | Szczegóły meczu | Szczegóły meczu |
| Tercja | Stan meczu                              | Zdobywcy bramek                                                                                       | Zdobywcy bramek                                                                                  | Kary | Kary |
| Tercja | Stan meczu                              | Strzelec                                                                                              | Asysta                                                                                           | Ukarany zawodnik | Przewinienie |
| --- | --------------------------------------- | --- | ------------------------------------------------------------------------------------------------ | --- | --- |
| 1 (1 : 0) | 1 : 0 TBL                               | 15:17 Nikita Kuczerow (3) PPG                                                                         | V.Hedman (1), T.Johnson (1)                                                                      | 02:00 Alex Killorn (TBL) 11:11 Kyle Quincey (DET) 14:20 Gustav Nyquist (DET) 14:47 Justin Abdelkader (DET) | trzymanie przeciwnika nadmierna ostrość w grze uderzanie kijem spowodowanie upadku przeciwnika                                                                            |
| 2 (1 : 2) | 1 : 1 DET 2 : 1 TBL                     | 23:30 Dylan Larkin (1) 26:46 Brian Boyle (1)                                                          | J.Ericsson (1), N.Kronwall (1) Jonathan Drouin (1), B.Coburn (2)                                 | 21:12 Dylan Larkin (DET) 30:21 Pawieł Daciuk (DET) 31:50 Jonathan Drouin (TBL) 31:50 Riley Sheahan (DET) 31:50 Victor Hedman (TBL) 34:03 Victor Hedman (TBL) 37:35 Brian Boyle (TBL) | zahaczanie nadmierna ostrość w grze niesportowe zachowanie zahaczanie przeszkadzanie w grze                                                                               |
| 3 (3 : 1) | 2 : 2 DET 3 : 2 TBL 4 : 2 TBL 5 : 2 TBL | 44:27 Brad Richards (1) PPG 46:32 Tyler Johnson (1) 54:48 Tyler Johnson (2) 57:16 Alex Killorn (2) EN | M.Green (1), T.Tatar (2) A.Killorn (2) N.Kuczerow (1), J.Garrison (1) M.Carle (1), T.Johnson (4) | 42:53 Nikita Niesterow (TBL) 46:57 Tomáš Tatar (DET) 59:06 Ryan Callahan (TBL) 59:06 Dylan Larkin (DET) 59:06 Mike Blunden (TBL) 59:06 Brad Richards (DET) 59:06 Nikita Niesterow (TBL) 59:06 Brad Richards (DET) 59:06 Justin Abdelkader (DET) 59:06 Cedric Paquette (TBL) 59:06 Aleksiej Marczenko (DET) 59:06 Ryan Callahan (TBL) 59:06 Mike Green (DET) 59:06 Dylan Larkin (DET) 59:06 Andrej Šustr (TBL) 59:06 Justin Abdelkader (DET) | niebezpieczna gra wysokim kijem trzymanie kija przeciwnika nadmierna ostrość w grze uderzanie kijem nadmierna ostrość w grze uderzanie kijem bójka niesportowe zachowanie |
| Statystyki bramkarzy | Statystyki bramkarzy                    | Jimmy Howard (DET) Ben Bishop (TBL)                                                                   | Czas gry – 59:10 Czas gry – 59:36                                                                | 26 obron / 30 strzałów 30 obron / 32 strzały | SV% – .867 SV% – .938 |
| Objaśnienia: PPG – gol w przewadze, SHG – gol w osłabieniu, EN – gol do pustej bramki, OT – dogrywka, SV – procent obronionych strzałów |                                         | |                                                                                                  | | |
| \| Trzy gwiazdy meczu \| Trzy gwiazdy meczu \| Trzy gwiazdy meczu \| Trzy gwiazdy meczu \| Trzy gwiazdy meczu \| Trzy gwiazdy meczu \| \| 1 \| 1 \| 2 \| 2 \| 3 \| 3 \| \| ------------------ \| --------------------------------- \| ------------------ \| ----------------------------------- \| ------------------ \| --------------------------------- \| \| \| Tyler Johnson Tampa Bay Lightning \| \| Jonathan Drouin Tampa Bay Lightning \| \| Ryan Callahan Tampa Bay Lightning \| |                                         | |                                                                                                  | | |
| Trzy gwiazdy meczu |                                         | |                                                                                                  | | |
| 1 | 1                                       | 2 | 2                                                                                                | 3 | 3 |
| | Tyler Johnson Tampa Bay Lightning       | | Jonathan Drouin Tampa Bay Lightning                                                              | | Ryan Callahan Tampa Bay Lightning |

| Trzy gwiazdy meczu | Trzy gwiazdy meczu                | Trzy gwiazdy meczu | Trzy gwiazdy meczu                  | Trzy gwiazdy meczu | Trzy gwiazdy meczu                |
| 1                  | 1                                 | 2                  | 2                                   | 3                  | 3                                 |
| ------------------ | --------------------------------- | ------------------ | ----------------------------------- | ------------------ | --------------------------------- |
|                    | Tyler Johnson Tampa Bay Lightning |                    | Jonathan Drouin Tampa Bay Lightning |                    | Ryan Callahan Tampa Bay Lightning |

| Szczegóły meczu | Szczegóły meczu                   | Szczegóły meczu                                          | Szczegóły meczu                      | Szczegóły meczu | Szczegóły meczu |
| Tercja | Stan meczu                        | Zdobywcy bramek                                          | Zdobywcy bramek                      | Kary | Kary |
| Tercja | Stan meczu                        | Strzelec                                                 | Asysta                               | Ukarany zawodnik | Przewinienie |
| --- | --------------------------------- | -------------------------------------------------------- | ------------------------------------ | --- | --- |
| 1 (0 : 0) |                                   |                                                          |                                      | 04:34 Braydon Coburn (TBL) 04:34 Darren Helm (DET) 14:32 Tyler Johnson (TBL) 15:33 Ondřej Palát (TBL) | spowodowanie upadku przeciwnika symulowany upadek spowodowanie upadku przeciwnika                                                                    |
| 2 (2 : 0) | 1 : 0 DET 2 : 0 DET               | 32:42 Andreas Athanasiou (1) 37:22 Henrik Zetterberg (1) | T.Tatar (3), J.Andersson (1)         | 25:26 Andrej Šustr (TBL) 27:37 Victor Hedman (TBL) 38:52 Henrik Zetterberg (DET) | zahaczanie uderzanie kijem przeszkadzanie w grze |
| 3 (0 : 0) |                                   |                                                          |                                      | 40:58 Nikita Kuczerow (TBL) 40:58 Darren Helm (DET) 42:23 Niklas Kronwall (DET) 43:20 Tyler Johnson (TBL) 45:47 Alex Killorn (TBL) 54:20 Pawieł Daciuk (DET) 57:43 Braydon Coburn (TBL) 60:00 Matt Carle (TBL) 60:00 Brian Boyle (TBL) 60:00 Alex Killorn (TBL) 60:00 Justin Abdelkader (DET) | niesportowe zachowanie trzymanie przeciwnika zahaczanie spowodowanie upadku przeciwnika przeszkadzanie w grze uderzanie kijem niesportowe zachowanie |
| Statystyki bramkarzy | Statystyki bramkarzy              | Petr Mrázek (DET) Ben Bishop (TBL)                       | Czas gry – 60:00 Czas gry – 59:12    | 16 obron / 16 strzałów 28 obron / 30 strzałów | SV% – 1.000 SV% – .933 |
| Objaśnienia: PPG – gol w przewadze, SHG – gol w osłabieniu, EN – gol do pustej bramki, OT – dogrywka, SV – procent obronionych strzałów |                                   |                                                          |                                      | | |
| \| Trzy gwiazdy meczu \| Trzy gwiazdy meczu \| Trzy gwiazdy meczu \| Trzy gwiazdy meczu \| Trzy gwiazdy meczu \| Trzy gwiazdy meczu \| \| 1 \| 1 \| 2 \| 2 \| 3 \| 3 \| \| ------------------ \| --------------------------------- \| ------------------ \| ------------------------------------ \| ------------------ \| ----------------------------- \| \| \| Luke Glendening Detroit Red Wings \| \| Andreas Athanasiou Detroit Red Wings \| \| Petr Mrázek Detroit Red Wings \| |                                   |                                                          |                                      | | |
| Trzy gwiazdy meczu |                                   |                                                          |                                      | | |
| 1 | 1                                 | 2                                                        | 2                                    | 3 | 3 |
| | Luke Glendening Detroit Red Wings |                                                          | Andreas Athanasiou Detroit Red Wings | | Petr Mrázek Detroit Red Wings |

| Trzy gwiazdy meczu | Trzy gwiazdy meczu                | Trzy gwiazdy meczu | Trzy gwiazdy meczu                   | Trzy gwiazdy meczu | Trzy gwiazdy meczu            |
| 1                  | 1                                 | 2                  | 2                                    | 3                  | 3                             |
| ------------------ | --------------------------------- | ------------------ | ------------------------------------ | ------------------ | ----------------------------- |
|                    | Luke Glendening Detroit Red Wings |                    | Andreas Athanasiou Detroit Red Wings |                    | Petr Mrázek Detroit Red Wings |

| Szczegóły meczu | Szczegóły meczu                     | Szczegóły meczu                                                              | Szczegóły meczu                                                          | Szczegóły meczu | Szczegóły meczu                                                                                          |
| Tercja | Stan meczu                          | Zdobywcy bramek                                                              | Zdobywcy bramek                                                          | Kary | Kary |
| Tercja | Stan meczu                          | Strzelec                                                                     | Asysta                                                                   | Ukarany zawodnik | Przewinienie                                                                                             |
| --- | ----------------------------------- | ---------------------------------------------------------------------------- | ------------------------------------------------------------------------ | --- | --- |
| 1 (0 : 1) | 0 : 1 TBL                           | 05:41 Nikita Kuczerow (4) PPG                                                | T.Johnson (5), J.Drouin (2)                                              | 05:32 Justin Abdelkader (DET) 14:20 Niklas Kronwall (DET) 16:28 Cedric Paquette (TBL) 19:14 Tyler Johnson (TBL)                           | trzymanie przeciwnika zahaczanie uderzanie kijem opóźnianie gry                                          |
| 2 (2 : 1) | 0 : 2 TBL 1 : 2 DET 2 : 2 DET       | 30:31 Nikita Kuczerow (5) PPG 34:53 Darren Helm (1) 39:50 Gustav Nyquist (1) | J.Drouin (3), J.Garrison (2) L.Glendening (1), B.Smith (1) R.Sheahan (1) | 25:10 Joakim Andersson (DET) 25:10 Cedric Paquette (TBL) 29:07 Riley Sheahan (DET) 32:42 Cedric Paquette (TBL) 37:30 Gustav Nyquist (DET) | nadmierna ostrość w grze uderzanie kijem spowodowanie upadku przeciwnika przeszkadzanie w grze bramkarza |
| 3 (0 : 1) | 2 : 3 TBL                           | 57:01 Ondřej Palát (1)                                                       | J.Drouin (4), N.Kuczerow (3)                                             | 51:44 Jason Garrison (TBL) 55:18 Jonathan Ericsson (DET)                                                                                  | zahaczanie atak kijem trzymanym oburącz                                                                  |
| Statystyki bramkarzy | Statystyki bramkarzy                | Petr Mrázek (DET) Ben Bishop (TBL)                                           | Czas gry – 58:23 Czas gry – 59:59                                        | 30 obron / 33 strzały 26 obron / 28 strzałów                                                                                              | SV% – .909 SV% – .929                                                                                    |
| Objaśnienia: PPG – gol w przewadze, SHG – gol w osłabieniu, EN – gol do pustej bramki, OT – dogrywka, SV – procent obronionych strzałów |                                     |                                                                              |                                                                          | | |
| \| Trzy gwiazdy meczu \| Trzy gwiazdy meczu \| Trzy gwiazdy meczu \| Trzy gwiazdy meczu \| Trzy gwiazdy meczu \| Trzy gwiazdy meczu \| \| 1 \| 1 \| 2 \| 2 \| 3 \| 3 \| \| ------------------ \| ----------------------------------- \| ------------------ \| ----------------------------------- \| ------------------ \| ------------------------------- \| \| \| Nikita Kuczerow Tampa Bay Lightning \| \| Jonathan Drouin Tampa Bay Lightning \| \| Riley Sheahan Detroit Red Wings \| |                                     |                                                                              |                                                                          | | |
| Trzy gwiazdy meczu |                                     |                                                                              |                                                                          | | |
| 1 | 1                                   | 2                                                                            | 2                                                                        | 3 | 3 |
| | Nikita Kuczerow Tampa Bay Lightning |                                                                              | Jonathan Drouin Tampa Bay Lightning                                      | | Riley Sheahan Detroit Red Wings                                                                          |

| Trzy gwiazdy meczu | Trzy gwiazdy meczu                  | Trzy gwiazdy meczu | Trzy gwiazdy meczu                  | Trzy gwiazdy meczu | Trzy gwiazdy meczu              |
| 1                  | 1                                   | 2                  | 2                                   | 3                  | 3                               |
| ------------------ | ----------------------------------- | ------------------ | ----------------------------------- | ------------------ | ------------------------------- |
|                    | Nikita Kuczerow Tampa Bay Lightning |                    | Jonathan Drouin Tampa Bay Lightning |                    | Riley Sheahan Detroit Red Wings |

| Szczegóły meczu | Szczegóły meczu                | Szczegóły meczu                    | Szczegóły meczu                   | Szczegóły meczu | Szczegóły meczu                                                                      |
| Tercja | Stan meczu                     | Zdobywcy bramek                    | Zdobywcy bramek                   | Kary | Kary                                                                                 |
| Tercja | Stan meczu                     | Strzelec                           | Asysta                            | Ukarany zawodnik | Przewinienie                                                                         |
| --- | ------------------------------ | ---------------------------------- | --------------------------------- | --- | ------------------------------------------------------------------------------------ |
| 1 (0 : 0) |                                |                                    |                                   | 03:41 Jonathan Drouin (TBL) 04:27 Jason Garrison (TBL) 09:06 Gustav Nyquist (DET) (DET) 19:21 Niklas Kronwall (DET) | nadmiar zawodników na lodzie atak kijem trzymanym oburącz uderzanie kijem zahaczanie |
| 2 (0 : 0) |                                |                                    |                                   | 22:53 Dylan Larkin (DET) 29:47 Kyle Quincey (DET) 34:01 Victor Hedman (TBL)                                         | spowodowanie upadku przeciwnika zahaczanie                                           |
| 3 (1 : 0) | 1 : 0 TBL                      | 58:17 Alex Killorn (3)             | R.Callahan (1)                    | 59:16 Jason Garrison (TBL)                                                                                          | atak kijem trzymanym oburącz                                                         |
| Statystyki bramkarzy | Statystyki bramkarzy           | Petr Mrázek (DET) Ben Bishop (TBL) | Czas gry – 58:47 Czas gry – 59:26 | 23 obrony / 24 strzały 34 obrony / 34 strzały                                                                       | SV% – .958 SV% – 1.000                                                               |
| Objaśnienia: PPG – gol w przewadze, SHG – gol w osłabieniu, EN – gol do pustej bramki, OT – dogrywka, SV – procent obronionych strzałów |                                |                                    |                                   | |                                                                                      |
| \| Trzy gwiazdy meczu \| Trzy gwiazdy meczu \| Trzy gwiazdy meczu \| Trzy gwiazdy meczu \| Trzy gwiazdy meczu \| Trzy gwiazdy meczu \| \| 1 \| 1 \| 2 \| 2 \| 3 \| 3 \| \| ------------------ \| ------------------------------ \| ------------------ \| ----------------------------- \| ------------------ \| -------------------------------- \| \| \| Ben Bishop Tampa Bay Lightning \| \| Petr Mrázek Detroit Red Wings \| \| Alex Killorn Tampa Bay Lightning \| |                                |                                    |                                   | |                                                                                      |
| Trzy gwiazdy meczu |                                |                                    |                                   | |                                                                                      |
| 1 | 1                              | 2                                  | 2                                 | 3 | 3                                                                                    |
| | Ben Bishop Tampa Bay Lightning |                                    | Petr Mrázek Detroit Red Wings     | | Alex Killorn Tampa Bay Lightning                                                     |

| Trzy gwiazdy meczu | Trzy gwiazdy meczu             | Trzy gwiazdy meczu | Trzy gwiazdy meczu            | Trzy gwiazdy meczu | Trzy gwiazdy meczu               |
| 1                  | 1                              | 2                  | 2                             | 3                  | 3                                |
| ------------------ | ------------------------------ | ------------------ | ----------------------------- | ------------------ | -------------------------------- |
|                    | Ben Bishop Tampa Bay Lightning |                    | Petr Mrázek Detroit Red Wings |                    | Alex Killorn Tampa Bay Lightning |

#### Florida Panthers (A1) – New York Islanders (WC)
Drużyny w fazie play-off spotkały się po raz pierwszy. W sezonie zasadniczym drużyna z Florydy wygrała dwa z trzech spotkań.
| Sunrise           | SunriseNowy Jork | Nowy Jork         |
| BB&T Center       | SunriseNowy Jork | Barclays Center   |
| Pojemność: 19 250 | SunriseNowy Jork | Pojemność: 15 795 |
|                   | SunriseNowy Jork |                   |

| Szczegóły meczu | Szczegóły meczu                         | Szczegóły meczu                                                                                | Szczegóły meczu                                                                                 | Szczegóły meczu | Szczegóły meczu                                           |
| Tercja | Stan meczu                              | Zdobywcy bramek                                                                                | Zdobywcy bramek                                                                                 | Kary | Kary                                                      |
| Tercja | Stan meczu                              | Strzelec                                                                                       | Asysta                                                                                          | Ukarany zawodnik | Przewinienie                                              |
| --- | --------------------------------------- | ---------------------------------------------------------------------------------------------- | ----------------------------------------------------------------------------------------------- | --- | --------------------------------------------------------- |
| 1 (2 : 2) | 1 : 0 FLA 1 : 1 NYI 2 : 1 FLA 2 : 2 NYI | 01:55 Teddy Purcell (1) 06:39 Brock Nelson (1) 13:51 Jussi Jokinen (1) 16:46 Frans Nielsen (1) | J.Hudler (1), D.Kulikow (1) R.Strome (1) B.Campbell (1), R.Smith (1) J.Tavares (1), N.Leddy (1) | 02:59 Kyle Okposo (NYI) 13:04 Cal Clutterbuck (NYI) 13:04 Jonathan Huberdeau (FLA) 13:04 Cal Clutterbuck (NYI) 14:57 Erik Gudbranson (FLA) | przeszkadzanie w grze nadmierna ostrość w grze zahaczanie |
| 2 (1 : 1) | 3 : 2 FLA 3 : 3 NYI                     | 21:31 Reilly Smith (1) 39:38 John Tavares (1)                                                  | A.Petrovic (1), J.Jokinen (1) K.Okposo (1), F.Nielsen (1)                                       | |                                                           |
| 3 (1 : 2) | 3 : 4 NYI 3 : 5 NYI 4 : 5 FLA           | 42:33 Kyle Okposo (1) 46:01 Ryan Strome (1) 46:56 Reilly Smith (2)                             | J.Tavares (2) A.Quine (1), T.Harmonic (1) J.Jokinen (1), N.Bjugstad (1)                         | 47:59 Matt Martin (NYI) 56:56 Jussi Jokinen (FLA)                                                                                          | uderzanie kijem                                           |
| Statystyki bramkarzy | Statystyki bramkarzy                    | Thomas Greiss (NYI) Roberto Luongo (FLA)                                                       | Czas gry – 60:00 Czas gry – 59:12                                                               | 42 obrony / 46 strzałów 21 obron / 26 strzałów                                                                                             | SV% – .913 SV% – .808                                     |
| Objaśnienia: PPG – gol w przewadze, SHG – gol w osłabieniu, EN – gol do pustej bramki, OT – dogrywka, SV – procent obronionych strzałów |                                         |                                                                                                |                                                                                                 | |                                                           |
| \| Trzy gwiazdy meczu \| Trzy gwiazdy meczu \| Trzy gwiazdy meczu \| Trzy gwiazdy meczu \| Trzy gwiazdy meczu \| Trzy gwiazdy meczu \| \| 1 \| 1 \| 2 \| 2 \| 3 \| 3 \| \| ------------------ \| ------------------------------- \| ------------------ \| ----------------------------- \| ------------------ \| ------------------------------ \| \| \| John Tavares New York Islanders \| \| Reilly Smith Florida Panthers \| \| Kyle Okposo New York Islanders \| |                                         |                                                                                                |                                                                                                 | |                                                           |
| Trzy gwiazdy meczu |                                         |                                                                                                |                                                                                                 | |                                                           |
| 1 | 1                                       | 2                                                                                              | 2                                                                                               | 3 | 3                                                         |
| | John Tavares New York Islanders         |                                                                                                | Reilly Smith Florida Panthers                                                                   | | Kyle Okposo New York Islanders                            |

| Trzy gwiazdy meczu | Trzy gwiazdy meczu              | Trzy gwiazdy meczu | Trzy gwiazdy meczu            | Trzy gwiazdy meczu | Trzy gwiazdy meczu             |
| 1                  | 1                               | 2                  | 2                             | 3                  | 3                              |
| ------------------ | ------------------------------- | ------------------ | ----------------------------- | ------------------ | ------------------------------ |
|                    | John Tavares New York Islanders |                    | Reilly Smith Florida Panthers |                    | Kyle Okposo New York Islanders |

| Szczegóły meczu | Szczegóły meczu                 | Szczegóły meczu                                     | Szczegóły meczu                        | Szczegóły meczu | Szczegóły meczu                 |
| Tercja | Stan meczu                      | Zdobywcy bramek                                     | Zdobywcy bramek                        | Kary | Kary                            |
| Tercja | Stan meczu                      | Strzelec                                            | Asysta                                 | Ukarany zawodnik | Przewinienie                    |
| --- | ------------------------------- | --------------------------------------------------- | -------------------------------------- | --- | ------------------------------- |
| 1 (1 : 0) | 1 : 0 FLA                       | 04:32 Reilly Smith (3)                              | N.Bjugstad (2), J.Huberdeau (1)        | 06:19 Rocco Grimaldi (FLA) 14:21 Garrett Wilson (FLA) | spowodowanie upadku przeciwnika |
| 2 (1 : 0) | 2 : 0 FLA                       | 26:17 Nick Bjugstad (1)                             | R.Smith (1), D.Kulikow (2)             | 38:33 Casey Cizikas NYI) 38:33 Derek MacKenzie (FLA) 38:33 Shawn Thornton (FLA) 38:33 Casey Cizikas NYI) 38:33 Garrett Wilson (FLA) 38:33 Cal Clutterbuck (NYI) 38:33 Matt Martin (NYI) | nadmierna ostrość w grze        |
| 3 (1 : 1) | 2 : 1 NYI 3 : 1 FLA             | 56:27 John Tavares (2) 59:50 Dmitrij Kulikow (1) EN | N.Leddy (2), K.Okposo (2) A.Barkov (1) | 44:13 Alex Petrovic (FLA) | trzymanie przeciwnika           |
| Statystyki bramkarzy | Statystyki bramkarzy            | Thomas Greiss (NYI) Roberto Luongo (FLA)            | Czas gry – 58:15 Czas gry – 59:58      | 28 obron / 30 strzałów 41 obron / 42 strzały | SV% – .933 SV% – .976           |
| Objaśnienia: PPG – gol w przewadze, SHG – gol w osłabieniu, EN – gol do pustej bramki, OT – dogrywka, SV – procent obronionych strzałów |                                 |                                                     |                                        | |                                 |
| \| Trzy gwiazdy meczu \| Trzy gwiazdy meczu \| Trzy gwiazdy meczu \| Trzy gwiazdy meczu \| Trzy gwiazdy meczu \| Trzy gwiazdy meczu \| \| 1 \| 1 \| 2 \| 2 \| 3 \| 3 \| \| ------------------ \| ------------------------------- \| ------------------ \| ----------------------------- \| ------------------ \| ------------------------------ \| \| \| Roberto Luongo Florida Panthers \| \| Reilly Smith Florida Panthers \| \| Nick Bjugstad Florida Panthers \| |                                 |                                                     |                                        | |                                 |
| Trzy gwiazdy meczu |                                 |                                                     |                                        | |                                 |
| 1 | 1                               | 2                                                   | 2                                      | 3 | 3                               |
| | Roberto Luongo Florida Panthers |                                                     | Reilly Smith Florida Panthers          | | Nick Bjugstad Florida Panthers  |

| Trzy gwiazdy meczu | Trzy gwiazdy meczu              | Trzy gwiazdy meczu | Trzy gwiazdy meczu            | Trzy gwiazdy meczu | Trzy gwiazdy meczu             |
| 1                  | 1                               | 2                  | 2                             | 3                  | 3                              |
| ------------------ | ------------------------------- | ------------------ | ----------------------------- | ------------------ | ------------------------------ |
|                    | Roberto Luongo Florida Panthers |                    | Reilly Smith Florida Panthers |                    | Nick Bjugstad Florida Panthers |

| Szczegóły meczu | Szczegóły meczu                                   | Szczegóły meczu | Szczegóły meczu | Szczegóły meczu                                                                                           | Szczegóły meczu                                                                                      |
| Tercja | Stan meczu                                        | Zdobywcy bramek | Zdobywcy bramek | Kary | Kary                                                                                                 |
| Tercja | Stan meczu                                        | Strzelec | Asysta | Ukarany zawodnik                                                                                          | Przewinienie                                                                                         |
| --- | ------------------------------------------------- | --- | --- | --- | --- |
| 1 (0 : 1) | 0 : 1 FLA                                         | 02:25 Reilly Smith (4) | A.Petrovic (2), M.Matheson (1) | 08:32 Greg McKegg (FLA) 08:32 Cal Clutterbuck (NYI) 10:19 Jiří Hudler (FLA) 18:58 Matt Martin (NYI)       | trzymanie przeciwnika niebezpieczna gra wysokim kijem przeszkadzanie w grze nadmierna ostrość w grze |
| 2 (3 : 2) | 0 : 2 FLA 1 : 2 NYI 1 : 3 FLA 2 : 3 NYI 3 : 3 NYI | 21:11 Aleksandr Barkov (1) 25:21 Ryan Pulock (1) PPG 27:23 Nick Bjugstad (2) 31:48 Shane Prince (1) 36:55 Frans Nielsen (2) PPG | R.Smith (3), J.Huberdeau (2) K.Okposo (3), J.Tavares (3) R.Smith (4), D.Kulikow (3) R.Pulock (1), C.de Haan (1) J.Tavares (4), K.Okposo (4) | 24:43 Alex Petrovic (FLA) 25:08 Jussi Jokinen (FLA) 36:12 Dmitrij Kulikow (FLA) 38:32 Casey Cizikas (NYI) | wrzucenie na bandę trzymanie przeciwnika podcinanie spowodowanie upadku przeciwnika                  |
| 3 (0 : 0) |                                                   | | | 44:38 Travis Harmonic (NYI)                                                                               | niebezpieczna gra wysokim kijem                                                                      |
| OT (1 : 0) | 4 : 3 NYI                                         | 72:31 Thomas Hickey (1) | B.Nelson (1), J.Bailey (1) | | |
| Statystyki bramkarzy | Statystyki bramkarzy                              | Thomas Greiss (NYI) Roberto Luongo (FLA)                                                                                        | Czas gry – 72:28 Czas gry – 72:31 | 36 obron / 39 strzałów 35 obron / 39 strzałów                                                             | SV% – .923 SV% – .897                                                                                |
| Objaśnienia: PPG – gol w przewadze, SHG – gol w osłabieniu, EN – gol do pustej bramki, OT – dogrywka, SV – procent obronionych strzałów |                                                   | | | | |
| \| Trzy gwiazdy meczu \| Trzy gwiazdy meczu \| Trzy gwiazdy meczu \| Trzy gwiazdy meczu \| Trzy gwiazdy meczu \| Trzy gwiazdy meczu \| \| 1 \| 1 \| 2 \| 2 \| 3 \| 3 \| \| ------------------ \| -------------------------------- \| ------------------ \| ----------------------------- \| ------------------ \| ------------------------------ \| \| \| Thomas Hickey New York Islanders \| \| Reilly Smith Florida Panthers \| \| Ryan Pulock New York Islanders \| |                                                   | | | | |
| Trzy gwiazdy meczu |                                                   | | | | |
| 1 | 1                                                 | 2 | 2 | 3 | 3 |
| | Thomas Hickey New York Islanders                  | | Reilly Smith Florida Panthers | | Ryan Pulock New York Islanders                                                                       |

| Trzy gwiazdy meczu | Trzy gwiazdy meczu               | Trzy gwiazdy meczu | Trzy gwiazdy meczu            | Trzy gwiazdy meczu | Trzy gwiazdy meczu             |
| 1                  | 1                                | 2                  | 2                             | 3                  | 3                              |
| ------------------ | -------------------------------- | ------------------ | ----------------------------- | ------------------ | ------------------------------ |
|                    | Thomas Hickey New York Islanders |                    | Reilly Smith Florida Panthers |                    | Ryan Pulock New York Islanders |

| Szczegóły meczu | Szczegóły meczu                | Szczegóły meczu                                | Szczegóły meczu                                     | Szczegóły meczu                                                                    | Szczegóły meczu                                                                 |
| Tercja | Stan meczu                     | Zdobywcy bramek                                | Zdobywcy bramek                                     | Kary                                                                               | Kary                                                                            |
| Tercja | Stan meczu                     | Strzelec                                       | Asysta                                              | Ukarany zawodnik                                                                   | Przewinienie                                                                    |
| --- | ------------------------------ | ---------------------------------------------- | --------------------------------------------------- | ---------------------------------------------------------------------------------- | ------------------------------------------------------------------------------- |
| 1 (0 : 0) |                                |                                                |                                                     | 02:04 Casey Cizikas (NYI) 06:06 Jonathan Huberdeau (FLA)                           | spowodowanie upadku przeciwnika                                                 |
| 2 (1 : 1) | 0 : 1 FLA 1 : 1 NYI            | 35:18 Teddy Purcell (2) 39:44 John Tavares (3) | J.Jágr (1), A.Ekblad (1) R.Pulock (2), B.Nelson (2) | 34:03 Matt Martin (NYI) 37:43 Aleksandr Barkov (FLA) 39:04 Dmitrij Kulikow (FLA)   | spowodowanie upadku przeciwnika uderzanie kijem spowodowanie upadku przeciwnika |
| 3 (0 : 1) | 1 : 2 FLA                      | 49:25 Alex Petrovic (1)                        | D.MacKenzie (1), G.Wilson (1)                       | 44:26 Brock Nelson (NYI) 52:20 Calvin de Haan (NYI) 56:27 Jonathan Huberdeau (FLA) | uderzanie kijem zahaczanie                                                      |
| Statystyki bramkarzy | Statystyki bramkarzy           | Thomas Greiss (NYI) Roberto Luongo (FLA)       | Czas gry – 58:35 Czas gry – 60:00                   | 27 obron / 29 strzałów 26 obron / 27 strzałów                                      | SV% – .931 SV% – .963                                                           |
| Objaśnienia: PPG – gol w przewadze, SHG – gol w osłabieniu, EN – gol do pustej bramki, OT – dogrywka, SV – procent obronionych strzałów |                                |                                                |                                                     |                                                                                    |                                                                                 |
| \| Trzy gwiazdy meczu \| Trzy gwiazdy meczu \| Trzy gwiazdy meczu \| Trzy gwiazdy meczu \| Trzy gwiazdy meczu \| Trzy gwiazdy meczu \| \| 1 \| 1 \| 2 \| 2 \| 3 \| 3 \| \| ------------------ \| ------------------------------ \| ------------------ \| -------------------------------- \| ------------------ \| ------------------------------ \| \| \| Alex Petrovic Florida Panthers \| \| Thomas Greiss New York Islanders \| \| Teddy Purcell Florida Panthers \| |                                |                                                |                                                     |                                                                                    |                                                                                 |
| Trzy gwiazdy meczu |                                |                                                |                                                     |                                                                                    |                                                                                 |
| 1 | 1                              | 2                                              | 2                                                   | 3                                                                                  | 3                                                                               |
| | Alex Petrovic Florida Panthers |                                                | Thomas Greiss New York Islanders                    |                                                                                    | Teddy Purcell Florida Panthers                                                  |

| Trzy gwiazdy meczu | Trzy gwiazdy meczu             | Trzy gwiazdy meczu | Trzy gwiazdy meczu               | Trzy gwiazdy meczu | Trzy gwiazdy meczu             |
| 1                  | 1                              | 2                  | 2                                | 3                  | 3                              |
| ------------------ | ------------------------------ | ------------------ | -------------------------------- | ------------------ | ------------------------------ |
|                    | Alex Petrovic Florida Panthers |                    | Thomas Greiss New York Islanders |                    | Teddy Purcell Florida Panthers |

| Szczegóły meczu | Szczegóły meczu                  | Szczegóły meczu                          | Szczegóły meczu                   | Szczegóły meczu                                          | Szczegóły meczu                                 |
| Tercja | Stan meczu                       | Zdobywcy bramek                          | Zdobywcy bramek                   | Kary                                                     | Kary                                            |
| Tercja | Stan meczu                       | Strzelec                                 | Asysta                            | Ukarany zawodnik                                         | Przewinienie                                    |
| --- | -------------------------------- | ---------------------------------------- | --------------------------------- | -------------------------------------------------------- | ----------------------------------------------- |
| 1 (0 : 1) | 0 : 1 NYI                        | 13:31 Frans Nielsen (3)                  | T.Hickey (1)                      | 02:53 Nick Bjugstad (FLA) 16:40 Jonathan Huberdeau (FLA) | niebezpieczna gra wysokim kijem zahaczanie      |
| 2 (0 : 0) |                                  |                                          |                                   | 36:31 Teddy Purcell (FLA) 37:28 John Tavares (NYI)       | nadmiar zawodników na lodzie uderzanie kijem    |
| 3 (1 : 0) | 1 : 1 FLA                        | 41:59 Aleksandr Barkov (2)               | A.Petrovic (3), J.Jágr (2)        |                                                          |                                                 |
| OT (0 : 0) |                                  |                                          |                                   | 67:19 Calvin de Haan (NYI)                               | zbyteczne unieruchomienie krążka                |
| 2OT (0 : 1) | 1 : 2 NYI                        | 96:00 Alan Quine (1) PPG                 | M.Židlický (1), T.Hickey (2)      | 85:06 Jaromir Jágr (FLA) 94:31 Derek MacKenzie (FLA)     | spowodowanie upadku przeciwnika uderzanie kijem |
| Statystyki bramkarzy | Statystyki bramkarzy             | Thomas Greiss (NYI) Roberto Luongo (FLA) | Czas gry – 95:58 Czas gry – 96:00 | 47 obron / 48 strzałów 40 obron / 42 strzały             | SV% – .979 SV% – .952                           |
| Objaśnienia: PPG – gol w przewadze, SHG – gol w osłabieniu, EN – gol do pustej bramki, OT – dogrywka, SV – procent obronionych strzałów |                                  |                                          |                                   |                                                          |                                                 |
| \| Trzy gwiazdy meczu \| Trzy gwiazdy meczu \| Trzy gwiazdy meczu \| Trzy gwiazdy meczu \| Trzy gwiazdy meczu \| Trzy gwiazdy meczu \| \| 1 \| 1 \| 2 \| 2 \| 3 \| 3 \| \| ------------------ \| -------------------------------- \| ------------------ \| ------------------------------- \| ------------------ \| ----------------------------- \| \| \| Thomas Greiss New York Islanders \| \| Roberto Luongo Florida Panthers \| \| Alan Quine New York Islanders \| |                                  |                                          |                                   |                                                          |                                                 |
| Trzy gwiazdy meczu |                                  |                                          |                                   |                                                          |                                                 |
| 1 | 1                                | 2                                        | 2                                 | 3                                                        | 3                                               |
| | Thomas Greiss New York Islanders |                                          | Roberto Luongo Florida Panthers   |                                                          | Alan Quine New York Islanders                   |

| Trzy gwiazdy meczu | Trzy gwiazdy meczu               | Trzy gwiazdy meczu | Trzy gwiazdy meczu              | Trzy gwiazdy meczu | Trzy gwiazdy meczu            |
| 1                  | 1                                | 2                  | 2                               | 3                  | 3                             |
| ------------------ | -------------------------------- | ------------------ | ------------------------------- | ------------------ | ----------------------------- |
|                    | Thomas Greiss New York Islanders |                    | Roberto Luongo Florida Panthers |                    | Alan Quine New York Islanders |

| Szczegóły meczu | Szczegóły meczu                 | Szczegóły meczu                          | Szczegóły meczu                   | Szczegóły meczu                                                             | Szczegóły meczu                                                  |
| Tercja | Stan meczu                      | Zdobywcy bramek                          | Zdobywcy bramek                   | Kary                                                                        | Kary                                                             |
| Tercja | Stan meczu                      | Strzelec                                 | Asysta                            | Ukarany zawodnik                                                            | Przewinienie                                                     |
| --- | ------------------------------- | ---------------------------------------- | --------------------------------- | --------------------------------------------------------------------------- | ---------------------------------------------------------------- |
| 1 (0 : 1) | 0 : 1 FLA                       | 18:58 Jonathan Huberdeau (1)             | V.Trocheck (1), J.Jokinen (3)     | 13:29 Jaromir Jágr (FLA)                                                    | zahaczanie                                                       |
| 2 (0 : 0) |                                 |                                          |                                   | 30:22 Nikołaj Kulemin (NYI) 37:26 Kyle Okposo (NYI) 37:35 Jiří Hudler (FLA) | zahaczanie spowodowanie upadku przeciwnika przeszkadzanie w grze |
| 3 (1 : 0) | 1 : 1 NYI                       | 59:06 John Tavares (4)                   | N.Kulemin (1), N.Leddy (3)        | 49:11 Thomas Hickey (NYI) 52:37 Jonathan Huberdeau (FLA)                    | przeszkadzanie w grze niebezpieczna gra wysokim kijem            |
| OT (0 : 0) |                                 |                                          |                                   |                                                                             |                                                                  |
| 2OT (1 : 0) | 2 : 1 NYI                       | 90:41 John Tavares (5)                   | K.Okposo (5), A.Quine (2)         |                                                                             |                                                                  |
| Statystyki bramkarzy | Statystyki bramkarzy            | Thomas Greiss (NYI) Roberto Luongo (FLA) | Czas gry – 89:56 Czas gry – 90:39 | 41 obron / 42 strzały 49 obron / 51 strzałów                                | SV% – .976 SV% – .961                                            |
| Objaśnienia: PPG – gol w przewadze, SHG – gol w osłabieniu, EN – gol do pustej bramki, OT – dogrywka, SV – procent obronionych strzałów |                                 |                                          |                                   |                                                                             |                                                                  |
| \| Trzy gwiazdy meczu \| Trzy gwiazdy meczu \| Trzy gwiazdy meczu \| Trzy gwiazdy meczu \| Trzy gwiazdy meczu \| Trzy gwiazdy meczu \| \| 1 \| 1 \| 2 \| 2 \| 3 \| 3 \| \| ------------------ \| ------------------------------- \| ------------------ \| -------------------------------- \| ------------------ \| ----------------------------- \| \| \| John Tavares New York Islanders \| \| Thomas Greiss New York Islanders \| \| Nick Leddy New York Islanders \| |                                 |                                          |                                   |                                                                             |                                                                  |
| Trzy gwiazdy meczu |                                 |                                          |                                   |                                                                             |                                                                  |
| 1 | 1                               | 2                                        | 2                                 | 3                                                                           | 3                                                                |
| | John Tavares New York Islanders |                                          | Thomas Greiss New York Islanders  |                                                                             | Nick Leddy New York Islanders                                    |

| Trzy gwiazdy meczu | Trzy gwiazdy meczu              | Trzy gwiazdy meczu | Trzy gwiazdy meczu               | Trzy gwiazdy meczu | Trzy gwiazdy meczu            |
| 1                  | 1                               | 2                  | 2                                | 3                  | 3                             |
| ------------------ | ------------------------------- | ------------------ | -------------------------------- | ------------------ | ----------------------------- |
|                    | John Tavares New York Islanders |                    | Thomas Greiss New York Islanders |                    | Nick Leddy New York Islanders |

#### Dallas Stars – Minnesota Wild
W fazie play-off drużyny zmierzyły się po raz pierwszy. W sezonie zasadniczym Dallas zwyciężyło czterokrotnie w pięciu spotkaniach.
| Dallas                   | DallasSaint Paul | Saint Paul         |
| American Airlines Center | DallasSaint Paul | Xcel Energy Center |
| Pojemność: 18 532        | DallasSaint Paul | Pojemność: 19 350  |
|                          | DallasSaint Paul |                    |

| ĆWIERĆFINAŁ KONFERENCJI ZACHODNIEJ |                         |                                               |                                               |                                               |                                               |                        |
| 14.04.2016 Mecz numer 1            | 14.04.2016 Mecz numer 1 | Dallas American Airlines Center 18 532 widzów | Dallas Stars (C1) – Minnesota Wild (WC) 4 : 0 | Dallas Stars (C1) – Minnesota Wild (WC) 4 : 0 | Dallas Stars (C1) – Minnesota Wild (WC) 4 : 0 | Stan rywalizacji 1 : 0 |
|                                    |                         |                                               |                                               |                                               |                                               |                        |
| 16.04.2016 Mecz numer 2            | 16.04.2016 Mecz numer 2 | Dallas American Airlines Center 18 988 widzów | Dallas Stars (C1) – Minnesota Wild (WC) 2 : 1 | Dallas Stars (C1) – Minnesota Wild (WC) 2 : 1 | Dallas Stars (C1) – Minnesota Wild (WC) 2 : 1 | Stan rywalizacji 2 : 0 |
|                                    |                         |                                               |                                               |                                               |                                               |                        |
| 18.04.2016 Mecz numer 3            | 18.04.2016 Mecz numer 3 | Saint Paul Xcel Energy Center 19 038 widzów   | Minnesota Wild (WC) – Dallas Stars (C1) 5 : 3 | Minnesota Wild (WC) – Dallas Stars (C1) 5 : 3 | Minnesota Wild (WC) – Dallas Stars (C1) 5 : 3 | Stan rywalizacji 1 : 2 |
|                                    |                         |                                               |                                               |                                               |                                               |                        |
| 20.04.2016 Mecz numer 4            | 20.04.2016 Mecz numer 4 | Saint Paul Xcel Energy Center 19 080 widzów   | Minnesota Wild (WC) – Dallas Stars (C1) 2 : 3 | Minnesota Wild (WC) – Dallas Stars (C1) 2 : 3 | Minnesota Wild (WC) – Dallas Stars (C1) 2 : 3 | Stan rywalizacji 1 : 3 |
|                                    |                         |                                               |                                               |                                               |                                               |                        |
| 22.04.2018 Mecz numer 5            | 22.04.2018 Mecz numer 5 | Dallas American Airlines Center 18 889 widzów | Dallas Stars (C1) – Minnesota Wild (WC) 4 : 5 | Dallas Stars (C1) – Minnesota Wild (WC) 4 : 5 | Dallas Stars (C1) – Minnesota Wild (WC) 4 : 5 | Stan rywalizacji 3 : 2 |
|                                    |                         |                                               |                                               |                                               |                                               |                        |
| 24.04.2018 Mecz numer 6            | 24.04.2018 Mecz numer 6 | Saint Paul Xcel Energy Center 19 310 widzów   | Minnesota Wild (WC) – Dallas Stars (C1) 4 : 5 | Minnesota Wild (WC) – Dallas Stars (C1) 4 : 5 | Minnesota Wild (WC) – Dallas Stars (C1) 4 : 5 | Stan rywalizacji 2 : 4 |
|                                    |                         |                                               |                                               |                                               |                                               |                        |

#### St. Louis Blues – Chicago Blackhawks
Drużyny w fazie play-off zmierzyły się po raz dwunasty. Chicago zwyciężyło w ośmiu z jedenastu poprzednich serii. W sezonie zasadniczym St. Louis zwyciężyło trzykrotnie w pięciu spotkaniach.
| St. Louis         | ChicagoSt. Louis | Chicago           |
| Scottrade Center  | ChicagoSt. Louis | United Center     |
| Pojemność: 18 724 | ChicagoSt. Louis | Pojemność: 19 717 |
|                   | ChicagoSt. Louis |                   |

| ĆWIERĆFINAŁ KONFERENCJI ZACHODNIEJ |                         |                                          |                                                      |                                                      |                                                      |                        |
| 13.04.2016 Mecz numer 1            | 13.04.2016 Mecz numer 1 | St. Louis Scottrade Center 19 241 widzów | St. Louis Blues (C2) – Chicago Blackhawks (C3) 1 : 0 | St. Louis Blues (C2) – Chicago Blackhawks (C3) 1 : 0 | St. Louis Blues (C2) – Chicago Blackhawks (C3) 1 : 0 | Stan rywalizacji 1 : 0 |
|                                    |                         |                                          |                                                      |                                                      |                                                      |                        |
| 15.04.2016 Mecz numer 2            | 15.04.2016 Mecz numer 2 | St. Louis Scottrade Center 19 846 widzów | St. Louis Blues (C2) – Chicago Blackhawks (C3) 2 : 3 | St. Louis Blues (C2) – Chicago Blackhawks (C3) 2 : 3 | St. Louis Blues (C2) – Chicago Blackhawks (C3) 2 : 3 | Stan rywalizacji 1 : 1 |
|                                    |                         |                                          |                                                      |                                                      |                                                      |                        |
| 17.04.2016 Mecz numer 3            | 17.04.2016 Mecz numer 3 | Chicago United Center 22 207 widzów      | Chicago Blackhawks (C3) – St. Louis Blues (C2) 2 : 3 | Chicago Blackhawks (C3) – St. Louis Blues (C2) 2 : 3 | Chicago Blackhawks (C3) – St. Louis Blues (C2) 2 : 3 | Stan rywalizacji 1 : 2 |
|                                    |                         |                                          |                                                      |                                                      |                                                      |                        |
| 19.04.2016 Mecz numer 4            | 19.04.2016 Mecz numer 4 | Chicago United Center 22 212 widzów      | Chicago Blackhawks (C3) – St. Louis Blues (C2) 3 : 4 | Chicago Blackhawks (C3) – St. Louis Blues (C2) 3 : 4 | Chicago Blackhawks (C3) – St. Louis Blues (C2) 3 : 4 | Stan rywalizacji 1 : 3 |
|                                    |                         |                                          |                                                      |                                                      |                                                      |                        |
| 21.04.2016 Mecz numer 5            | 21.04.2016 Mecz numer 5 | St. Louis Scottrade Center 19 956 widzów | St. Louis Blues (C2) – Chicago Blackhawks (C3) 3 : 4 | St. Louis Blues (C2) – Chicago Blackhawks (C3) 3 : 4 | St. Louis Blues (C2) – Chicago Blackhawks (C3) 3 : 4 | Stan rywalizacji 3 : 2 |
|                                    |                         |                                          |                                                      |                                                      |                                                      |                        |
| 23.04.2016 Mecz numer 6            | 23.04.2016 Mecz numer 6 | Chicago United Center 22 260 widzów      | Chicago Blackhawks (C3) – St. Louis Blues (C2) 6 : 3 | Chicago Blackhawks (C3) – St. Louis Blues (C2) 6 : 3 | Chicago Blackhawks (C3) – St. Louis Blues (C2) 6 : 3 | Stan rywalizacji 3 : 3 |
|                                    |                         |                                          |                                                      |                                                      |                                                      |                        |
| 25.04.2016 Mecz numer 7            | 25.04.2016 Mecz numer 7 | St. Louis Scottrade Center 19 935 widzów | St. Louis Blues (C2) – Chicago Blackhawks (C3) 3 : 2 | St. Louis Blues (C2) – Chicago Blackhawks (C3) 3 : 2 | St. Louis Blues (C2) – Chicago Blackhawks (C3) 3 : 2 | Stan rywalizacji 4 : 3 |
|                                    |                         |                                          |                                                      |                                                      |                                                      |                        |

#### Los Angeles Kings – San Jose Sharks
W fazie play-off drużyny zmierzyły się po raz czwarty. Dwukrotnie serię wygrało Los Angeles. W sezonie zasadniczym San Jose wygrało trzy z pięciu konfrontacji.
| Los Angeles       | San JoseLos Angeles | San Jose          |
| Staples Center    | San JoseLos Angeles | SAP Center        |
| Pojemność: 18 230 | San JoseLos Angeles | Pojemność: 17 562 |
|                   | San JoseLos Angeles |                   |

| ĆWIERĆFINAŁ KONFERENCJI ZACHODNIEJ |                         |                                          |                                                     |                                                     |                                                     |                        |
| 14.04.2016 Mecz numer 1            | 14.04.2016 Mecz numer 1 | Los Angeles Staples Center 18 230 widzów | Los Angeles Kings (P2) – San Jose Sharks (P3) 3 : 4 | Los Angeles Kings (P2) – San Jose Sharks (P3) 3 : 4 | Los Angeles Kings (P2) – San Jose Sharks (P3) 3 : 4 | Stan rywalizacji 0 : 1 |
|                                    |                         |                                          |                                                     |                                                     |                                                     |                        |
| 16.04.2016 Mecz numer 2            | 16.04.2016 Mecz numer 2 | Los Angeles Staples Center 18 514 widzów | Los Angeles Kings (P2) – San Jose Sharks (P3) 1 : 2 | Los Angeles Kings (P2) – San Jose Sharks (P3) 1 : 2 | Los Angeles Kings (P2) – San Jose Sharks (P3) 1 : 2 | Stan rywalizacji 0 : 2 |
|                                    |                         |                                          |                                                     |                                                     |                                                     |                        |
| 18.04.2016 Mecz numer 3            | 18.04.2016 Mecz numer 3 | San Jose SAP Center 17 562 widzów        | San Jose Sharks (P3) – Los Angeles Kings (P2) 1 : 2 | San Jose Sharks (P3) – Los Angeles Kings (P2) 1 : 2 | San Jose Sharks (P3) – Los Angeles Kings (P2) 1 : 2 | Stan rywalizacji 2 : 1 |
|                                    |                         |                                          |                                                     |                                                     |                                                     |                        |
| 20.04.2016 Mecz numer 4            | 20.04.2016 Mecz numer 4 | San Jose SAP Center 17 562 widzów        | San Jose Sharks (P3) – Los Angeles Kings (P2) 3 : 2 | San Jose Sharks (P3) – Los Angeles Kings (P2) 3 : 2 | San Jose Sharks (P3) – Los Angeles Kings (P2) 3 : 2 | Stan rywalizacji 3 : 1 |
|                                    |                         |                                          |                                                     |                                                     |                                                     |                        |
| 22.04.2016 Mecz numer 5            | 22.04.2016 Mecz numer 5 | Los Angeles Staples Center 18 543 widzów | Los Angeles Kings (P2) – San Jose Sharks (P3) 3 : 6 | Los Angeles Kings (P2) – San Jose Sharks (P3) 3 : 6 | Los Angeles Kings (P2) – San Jose Sharks (P3) 3 : 6 | Stan rywalizacji 1 : 4 |
|                                    |                         |                                          |                                                     |                                                     |                                                     |                        |

#### Anaheim Ducks – Nashville Predators
W fazie play-off drużyny spotkały się po raz drugi. Pierwszą serię wygrało Nashville w sześciu grach. W sezonie zasadniczym Nashville zwyciężyło w dwóch z trzech spotkań.
| Anaheim           | AnaheimNashville | Nashville         |
| Honda Center      | AnaheimNashville | Bridgestone Arena |
| Pojemność: 17 174 | AnaheimNashville | Pojemność: 17 113 |
|                   | AnaheimNashville |                   |

| ĆWIERĆFINAŁ KONFERENCJI ZACHODNIEJ |                         |                                           |                                                     |                                                     |                                                     |                        |
| 15.04.2016 Mecz numer 1            | 15.04.2016 Mecz numer 1 | Anaheim Honda Center 17 236 widzów        | Anaheim Ducks (P1) – Nashville Predators (WC) 2 : 3 | Anaheim Ducks (P1) – Nashville Predators (WC) 2 : 3 | Anaheim Ducks (P1) – Nashville Predators (WC) 2 : 3 | Stan rywalizacji 0 : 1 |
|                                    |                         |                                           |                                                     |                                                     |                                                     |                        |
| 17.04.2016 Mecz numer 2            | 17.04.2016 Mecz numer 2 | Anaheim Honda Center 17 174 widzów        | Anaheim Ducks (P1) – Nashville Predators (WC) 2 : 3 | Anaheim Ducks (P1) – Nashville Predators (WC) 2 : 3 | Anaheim Ducks (P1) – Nashville Predators (WC) 2 : 3 | Stan rywalizacji 0 : 2 |
|                                    |                         |                                           |                                                     |                                                     |                                                     |                        |
| 19.04.2016 Mecz numer 3            | 19.04.2016 Mecz numer 3 | Nashville Bridgestone Arena 17 204 widzów | Nashville Predators (WC) – Anaheim Ducks (P1) 0 : 3 | Nashville Predators (WC) – Anaheim Ducks (P1) 0 : 3 | Nashville Predators (WC) – Anaheim Ducks (P1) 0 : 3 | Stan rywalizacji 2 : 1 |
|                                    |                         |                                           |                                                     |                                                     |                                                     |                        |
| 21.04.2016 Mecz numer 4            | 21.04.2016 Mecz numer 4 | Nashville Bridgestone Arena 17 232 widzów | Nashville Predators (WC) – Anaheim Ducks (P1) 1 : 4 | Nashville Predators (WC) – Anaheim Ducks (P1) 1 : 4 | Nashville Predators (WC) – Anaheim Ducks (P1) 1 : 4 | Stan rywalizacji 2 : 2 |
|                                    |                         |                                           |                                                     |                                                     |                                                     |                        |
| 23.04.2016 Mecz numer 5            | 23.04.2016 Mecz numer 5 | Anaheim Honda Center 17 360 widzów        | Anaheim Ducks (P1) – Nashville Predators (WC) 5 : 2 | Anaheim Ducks (P1) – Nashville Predators (WC) 5 : 2 | Anaheim Ducks (P1) – Nashville Predators (WC) 5 : 2 | Stan rywalizacji 3 : 2 |
|                                    |                         |                                           |                                                     |                                                     |                                                     |                        |
| 25.04.2016 Mecz numer 6            | 25.04.2016 Mecz numer 6 | Nashville Bridgestone Arena 17 113 widzów | Nashville Predators (WC) – Anaheim Ducks (P1) 3 : 1 | Nashville Predators (WC) – Anaheim Ducks (P1) 3 : 1 | Nashville Predators (WC) – Anaheim Ducks (P1) 3 : 1 | Stan rywalizacji 3 : 3 |
|                                    |                         |                                           |                                                     |                                                     |                                                     |                        |
| 27.04.2016 Mecz numer 7            | 27.04.2016 Mecz numer 7 | Anaheim Honda Center 17 407 widzów        | Anaheim Ducks (P1) – Nashville Predators (WC) 1 : 2 | Anaheim Ducks (P1) – Nashville Predators (WC) 1 : 2 | Anaheim Ducks (P1) – Nashville Predators (WC) 1 : 2 | Stan rywalizacji 3 : 4 |
|                                    |                         |                                           |                                                     |                                                     |                                                     |                        |

### Półfinały Konferencji

#### Washington Capitals – Pittsburgh Penguins
W fazie play-off było to dziewiąte spotkanie pomiędzy tymi zespołami. Z poprzednich ośmiu siedem serii wygrał Pittsburgh. W sezonie zasadniczym Pittsburgh zwyciężył trzykrotnie w pięciu spotkaniach.
| Waszyngton        | PittsburghWaszyngton | Pittsburgh           |
| Verizon Center    | PittsburghWaszyngton | Consol Energy Center |
| Pojemność: 18 506 | PittsburghWaszyngton | Pojemność: 18 387    |
|                   | PittsburghWaszyngton |                      |

| PÓŁFINAŁ KONFERENCJI WSCHODNIEJ |                         |                                               |                                                           |                                                           |                                                           |                        |
| 28.04.2016 Mecz numer 1         | 28.04.2016 Mecz numer 1 | Waszyngton Verizon Center 18 506 widzów       | Washington Capitals (M1) – Pittsburgh Penguins (M2) 4 : 3 | Washington Capitals (M1) – Pittsburgh Penguins (M2) 4 : 3 | Washington Capitals (M1) – Pittsburgh Penguins (M2) 4 : 3 | Stan rywalizacji 1 : 0 |
|                                 |                         |                                               |                                                           |                                                           |                                                           |                        |
| 30.04.2016 Mecz numer 2         | 30.04.2016 Mecz numer 2 | Waszyngton Verizon Center 18 506 widzów       | Washington Capitals (M1) – Pittsburgh Penguins (M2) 1 : 2 | Washington Capitals (M1) – Pittsburgh Penguins (M2) 1 : 2 | Washington Capitals (M1) – Pittsburgh Penguins (M2) 1 : 2 | Stan rywalizacji 1 : 1 |
|                                 |                         |                                               |                                                           |                                                           |                                                           |                        |
| 2.05.2016 Mecz numer 3          | 2.05.2016 Mecz numer 3  | Pittsburgh Consol Energy Center 18 601 widzów | Pittsburgh Penguins (M2) – Washington Capitals (M1) 3 : 2 | Pittsburgh Penguins (M2) – Washington Capitals (M1) 3 : 2 | Pittsburgh Penguins (M2) – Washington Capitals (M1) 3 : 2 | Stan rywalizacji 2 : 1 |
|                                 |                         |                                               |                                                           |                                                           |                                                           |                        |
| 4.05.2016 Mecz numer 4          | 4.05.2016 Mecz numer 4  | Pittsburgh Consol Energy Center 18 614 widzów | Pittsburgh Penguins (M2) – Washington Capitals (M1) 3 : 2 | Pittsburgh Penguins (M2) – Washington Capitals (M1) 3 : 2 | Pittsburgh Penguins (M2) – Washington Capitals (M1) 3 : 2 | Stan rywalizacji 3 : 1 |
|                                 |                         |                                               |                                                           |                                                           |                                                           |                        |
| 7.05.2016 Mecz numer 5          | 7.05.2016 Mecz numer 5  | Waszyngton Verizon Center 18 506 widzów       | Washington Capitals (M1) – Pittsburgh Penguins (M2) 3 : 1 | Washington Capitals (M1) – Pittsburgh Penguins (M2) 3 : 1 | Washington Capitals (M1) – Pittsburgh Penguins (M2) 3 : 1 | Stan rywalizacji 2 : 3 |
|                                 |                         |                                               |                                                           |                                                           |                                                           |                        |
| 10.05.2016 Mecz numer 6         | 10.05.2016 Mecz numer 6 | Pittsburgh Consol Energy Center 18 650 widzów | Pittsburgh Penguins (M2) – Washington Capitals (M1) 4 : 3 | Pittsburgh Penguins (M2) – Washington Capitals (M1) 4 : 3 | Pittsburgh Penguins (M2) – Washington Capitals (M1) 4 : 3 | Stan rywalizacji 4 : 2 |
|                                 |                         |                                               |                                                           |                                                           |                                                           |                        |

#### Tampa Bay Lightning – New York Islanders
W fazie play-off drużyny spotkały się po raz drugi. W pierwszym zwyciężył zespół z Tampy w pięciu meczach. W sezonie zasadniczym Nowy Jork wygrał dwa z trzech spotkań.
| Tampa             | TampaNowy Jork | Nowy Jork         |
| Amalie Arena      | TampaNowy Jork | Barclays Center   |
| Pojemność: 19 092 | TampaNowy Jork | Pojemność: 15 795 |
|                   | TampaNowy Jork |                   |

| PÓŁFINAŁ KONFERENCJI WSCHODNIEJ |                         |                                         |                                                          |                                                          |                                                          |                        |
| 27.04.2016 Mecz numer 1         | 27.04.2016 Mecz numer 1 | Tampa Amalie arena 19 092 widzów        | Tampa Bay Lightning (A2) – New York Islanders (WC) 3 : 5 | Tampa Bay Lightning (A2) – New York Islanders (WC) 3 : 5 | Tampa Bay Lightning (A2) – New York Islanders (WC) 3 : 5 | Stan rywalizacji 0 : 1 |
|                                 |                         |                                         |                                                          |                                                          |                                                          |                        |
| 30.04.2016 Mecz numer 2         | 30.04.2016 Mecz numer 2 | Tampa Amalie arena 19 092 widzów        | Tampa Bay Lightning (A2) – New York Islanders (WC) 4 : 1 | Tampa Bay Lightning (A2) – New York Islanders (WC) 4 : 1 | Tampa Bay Lightning (A2) – New York Islanders (WC) 4 : 1 | Stan rywalizacji 1 : 1 |
|                                 |                         |                                         |                                                          |                                                          |                                                          |                        |
| 3.05.2016 Mecz numer 3          | 3.05.2016 Mecz numer 3  | Nowy Jork Barclays Center 15 795 widzów | New York Islanders (WC) – Tampa Bay Lightning (A2) 4 : 5 | New York Islanders (WC) – Tampa Bay Lightning (A2) 4 : 5 | New York Islanders (WC) – Tampa Bay Lightning (A2) 4 : 5 | Stan rywalizacji 1 : 2 |
|                                 |                         |                                         |                                                          |                                                          |                                                          |                        |
| 6.05.2016 Mecz numer 4          | 6.05.2016 Mecz numer 4  | Nowy Jork Barclays Center 15 795 widzów | New York Islanders (WC) – Tampa Bay Lightning (A2) 1 : 2 | New York Islanders (WC) – Tampa Bay Lightning (A2) 1 : 2 | New York Islanders (WC) – Tampa Bay Lightning (A2) 1 : 2 | Stan rywalizacji 1 : 3 |
|                                 |                         |                                         |                                                          |                                                          |                                                          |                        |
| 8.05.2016 Mecz numer 5          | 8.05.2016 Mecz numer 5  | Tampa Amalie arena 19 092 widzów        | Tampa Bay Lightning (A2) – New York Islanders (WC) 4 : 0 | Tampa Bay Lightning (A2) – New York Islanders (WC) 4 : 0 | Tampa Bay Lightning (A2) – New York Islanders (WC) 4 : 0 | Stan rywalizacji 4 : 1 |
|                                 |                         |                                         |                                                          |                                                          |                                                          |                        |

#### Dallas Stars – St. Louis Blues
W fazie play-off drużyny spotkały się po raz trzynasty. Każda z drużyn zwyciężyła sześciokrotnie w dotychczasowych dwunastu seriach. W sezonie zasadniczym St. Louis wygrało cztery z pięciu spotkań.
| Dallas                   | DallasSt. Louis | St. Louis         |
| American Airlines Center | DallasSt. Louis | Scottrade Center  |
| Pojemność: 18 532        | DallasSt. Louis | Pojemność: 19 250 |
|                          | DallasSt. Louis |                   |

| PÓŁFINAŁ KONFERENCJI ZACHODNIEJ |                         |                                               |                                                |                                                |                                                |                        |
| 29.04.2016 Mecz numer 1         | 29.04.2016 Mecz numer 1 | Dallas American Airlines Center 18 532 widzów | Dallas Stars (C1) – St. Louis Blues (C2) 2 : 1 | Dallas Stars (C1) – St. Louis Blues (C2) 2 : 1 | Dallas Stars (C1) – St. Louis Blues (C2) 2 : 1 | Stan rywalizacji 1 : 0 |
|                                 |                         |                                               |                                                |                                                |                                                |                        |
| 1.05.2016 Mecz numer 2          | 1.05.2016 Mecz numer 2  | Dallas American Airlines Center 18 889 widzów | Dallas Stars (C1) – St. Louis Blues (C2) 3 : 4 | Dallas Stars (C1) – St. Louis Blues (C2) 3 : 4 | Dallas Stars (C1) – St. Louis Blues (C2) 3 : 4 | Stan rywalizacji 1 : 1 |
|                                 |                         |                                               |                                                |                                                |                                                |                        |
| 3.05.2016 Mecz numer 3          | 3.05.2016 Mecz numer 3  | St. Louis Scottrade Center 19 323 widzów      | St. Louis Blues (C2) – Dallas Stars (C1) 6 : 1 | St. Louis Blues (C2) – Dallas Stars (C1) 6 : 1 | St. Louis Blues (C2) – Dallas Stars (C1) 6 : 1 | Stan rywalizacji 2 : 1 |
|                                 |                         |                                               |                                                |                                                |                                                |                        |
| 5.05.2016 Mecz numer 4          | 5.05.2016 Mecz numer 4  | St. Louis Scottrade Center 19 770 widzów      | St. Louis Blues (C2) – Dallas Stars (C1) 2 : 3 | St. Louis Blues (C2) – Dallas Stars (C1) 2 : 3 | St. Louis Blues (C2) – Dallas Stars (C1) 2 : 3 | Stan rywalizacji 2 : 2 |
|                                 |                         |                                               |                                                |                                                |                                                |                        |
| 7.05.2016 Mecz numer 5          | 7.05.2016 Mecz numer 5  | Dallas American Airlines Center 18 754 widzów | Dallas Stars (C1) – St. Louis Blues (C2) 1 : 4 | Dallas Stars (C1) – St. Louis Blues (C2) 1 : 4 | Dallas Stars (C1) – St. Louis Blues (C2) 1 : 4 | Stan rywalizacji 2 : 3 |
|                                 |                         |                                               |                                                |                                                |                                                |                        |
| 9.05.2016 Mecz numer 6          | 9.05.2016 Mecz numer 6  | St. Louis Scottrade Center 19 808 widzów      | St. Louis Blues (C2) – Dallas Stars (C1) 2 : 3 | St. Louis Blues (C2) – Dallas Stars (C1) 2 : 3 | St. Louis Blues (C2) – Dallas Stars (C1) 2 : 3 | Stan rywalizacji 3 : 3 |
|                                 |                         |                                               |                                                |                                                |                                                |                        |
| 11.05.2016 Mecz numer 7         | 11.05.2016 Mecz numer 7 | Dallas American Airlines Center 18 532 widzów | Dallas Stars (C1) – St. Louis Blues (C2) 1 : 6 | Dallas Stars (C1) – St. Louis Blues (C2) 1 : 6 | Dallas Stars (C1) – St. Louis Blues (C2) 1 : 6 | Stan rywalizacji 3 : 4 |
|                                 |                         |                                               |                                                |                                                |                                                |                        |

#### San Jose Sharks – Nashville Predators
W fazie play-off była to trzecia konfrontacja pomiędzy tymi drużynami. San Jose zwyciężyło w obydwu poprzednich seriach. W sezonie zasadniczym Nashville wygrało dwa z trzech spotkań.
| San Jose          | San JoseNashville | Nashville         |
| SAP Center        | San JoseNashville | Bridgestone Arena |
| Pojemność: 17 562 | San JoseNashville | Pojemność: 17 113 |
|                   | San JoseNashville |                   |

| PÓŁFINAŁ KONFERENCJI ZACHODNIEJ |                         |                                           |                                                       |                                                       |                                                       |                        |
| 29.04.2016 Mecz numer 1         | 29.04.2016 Mecz numer 1 | San Jose SAP Center 17 026 widzów         | San Jose Sharks (P3) – Nashville Predators (WC) 5 : 2 | San Jose Sharks (P3) – Nashville Predators (WC) 5 : 2 | San Jose Sharks (P3) – Nashville Predators (WC) 5 : 2 | Stan rywalizacji 1 : 0 |
|                                 |                         |                                           |                                                       |                                                       |                                                       |                        |
| 1.05.2016 Mecz numer 2          | 1.05.2016 Mecz numer 2  | San Jose SAP Center 17 562 widzów         | San Jose Sharks (P3) – Nashville Predators (WC) 3 : 2 | San Jose Sharks (P3) – Nashville Predators (WC) 3 : 2 | San Jose Sharks (P3) – Nashville Predators (WC) 3 : 2 | Stan rywalizacji 2 : 0 |
|                                 |                         |                                           |                                                       |                                                       |                                                       |                        |
| 3.05.2018 Mecz numer 3          | 3.05.2018 Mecz numer 3  | Nashville Bridgestone Arena 17 163 widzów | Nashville Predators (WC) – San Jose Sharks (P3) 4 : 1 | Nashville Predators (WC) – San Jose Sharks (P3) 4 : 1 | Nashville Predators (WC) – San Jose Sharks (P3) 4 : 1 | Stan rywalizacji 1 : 2 |
|                                 |                         |                                           |                                                       |                                                       |                                                       |                        |
| 5.05.2018 Mecz numer 4          | 5.05.2018 Mecz numer 4  | Nashville Bridgestone Arena 17 188 widzów | Nashville Predators (WC) – San Jose Sharks (P3) 4 : 3 | Nashville Predators (WC) – San Jose Sharks (P3) 4 : 3 | Nashville Predators (WC) – San Jose Sharks (P3) 4 : 3 | Stan rywalizacji 2 : 2 |
|                                 |                         |                                           |                                                       |                                                       |                                                       |                        |
| 7.05.2016 Mecz numer 5          | 7.05.2016 Mecz numer 5  | San Jose SAP Center 17 562 widzów         | San Jose Sharks (P3) – Nashville Predators (WC) 5 : 1 | San Jose Sharks (P3) – Nashville Predators (WC) 5 : 1 | San Jose Sharks (P3) – Nashville Predators (WC) 5 : 1 | Stan rywalizacji 3 : 2 |
|                                 |                         |                                           |                                                       |                                                       |                                                       |                        |
| 9.05.2018 Mecz numer 6          | 9.05.2018 Mecz numer 6  | Nashville Bridgestone Arena 17 292 widzów | Nashville Predators (WC) – San Jose Sharks (P3) 4 : 3 | Nashville Predators (WC) – San Jose Sharks (P3) 4 : 3 | Nashville Predators (WC) – San Jose Sharks (P3) 4 : 3 | Stan rywalizacji 3 : 3 |
|                                 |                         |                                           |                                                       |                                                       |                                                       |                        |
| 12.05.2016 Mecz numer 7         | 12.05.2016 Mecz numer 7 | San Jose SAP Center 17 562 widzów         | San Jose Sharks (P3) – Nashville Predators (WC) 5 : 0 | San Jose Sharks (P3) – Nashville Predators (WC) 5 : 0 | San Jose Sharks (P3) – Nashville Predators (WC) 5 : 0 | Stan rywalizacji 4 : 3 |
|                                 |                         |                                           |                                                       |                                                       |                                                       |                        |

### Finały Konferencji

#### Pittsburgh Penguins – Tampa Bay Lightning
W fazie play-off zespoły spotkały się po raz drugi. W 2011 zwyciężyła Tampa w siedmiu meczach. W sezonie regularnym Tampa wygrała wszystkie trzy spotkania.
| Pittsburgh           | PittsburghTampa | Tampa             |
| Consol Energy Center | PittsburghTampa | Amalie Arena      |
| Pojemność: 18 387    | PittsburghTampa | Pojemność: 19 092 |
|                      | PittsburghTampa |                   |

| Szczegóły meczu | Szczegóły meczu                  | Szczegóły meczu                                                                 | Szczegóły meczu                                                                       | Szczegóły meczu                                                                                             | Szczegóły meczu                                 |
| Tercja | Stan meczu                       | Zdobywcy bramek                                                                 | Zdobywcy bramek                                                                       | Kary | Kary                                            |
| Tercja | Stan meczu                       | Strzelec                                                                        | Asysta                                                                                | Ukarany zawodnik                                                                                            | Przewinienie                                    |
| --- | -------------------------------- | ------------------------------------------------------------------------------- | ------------------------------------------------------------------------------------- | --- | ----------------------------------------------- |
| 1 (0 : 1) | 0 : 1 TBL                        | 18:46 Alex Killorn (4)                                                          | V.Hedman (6)                                                                          | 02:50 Ryan Callahan (TBL)                                                                                   | wrzucenie na bandę                              |
| 2 (1 : 2) | 0 : 2 TBL 0 : 3 TBL 1 : 3 PIT    | 22:33 Ondřej Palát (3) PPG 38:25 Jonathan Drouin (2) 39:05 Patric Hörnqvist (6) | V.Filppula (4), J.Garrison (1) O.Palát (3), V.Filppula (5) S.Crosby (8), P.Kessel (8) | 21:46 Jewgienij Małkin (PIT) 27:50 Nikita Niesterow (TBL) 30:50 Matt Cullen (PIT) 38:49 Victor Hedman (TBL) | zahaczanie spowodowanie upadku przeciwnika      |
| 3 (0 : 0) |                                  |                                                                                 |                                                                                       | 45:14 Ondřej Palát (TBL) 60:00 Patric Hörnqvist (PIT)                                                       | wrzucenie na bandę atak kijem trzymanym oburącz |
| Statystyki bramkarzy | Statystyki bramkarzy             | Matt Murray (PIT) Ben Bishop (TBL) Andriej Wasilewski (TBL)                     | Czas gry – 57:44 Czas gry – 12:25 Czas gry – 47:15                                    | 17 obron / 20 strzałów 9 obron / 9 strzałów 25 obron / 26 strzałów                                          | SV% – .850 SV% – 1.000 SV% – .962               |
| Objaśnienia: PPG – gol w przewadze, SHG – gol w osłabieniu, EN – gol do pustej bramki, OT – dogrywka, SV – procent obronionych strzałów |                                  |                                                                                 |                                                                                       | |                                                 |
| \| Trzy gwiazdy meczu \| Trzy gwiazdy meczu \| Trzy gwiazdy meczu \| Trzy gwiazdy meczu \| Trzy gwiazdy meczu \| Trzy gwiazdy meczu \| \| 1 \| 1 \| 2 \| 2 \| 3 \| 3 \| \| ------------------ \| -------------------------------- \| ------------------ \| ----------------------------------- \| ------------------ \| ------------------------------------ \| \| \| Ondřej Palát Tampa Bay Lightning \| \| Jonathan Drouin Tampa Bay Lightning \| \| Patric Hörnqvist Pittsburgh Penguins \| |                                  |                                                                                 |                                                                                       | |                                                 |
| Trzy gwiazdy meczu |                                  |                                                                                 |                                                                                       | |                                                 |
| 1 | 1                                | 2                                                                               | 2                                                                                     | 3 | 3                                               |
| | Ondřej Palát Tampa Bay Lightning |                                                                                 | Jonathan Drouin Tampa Bay Lightning                                                   | | Patric Hörnqvist Pittsburgh Penguins            |

| Trzy gwiazdy meczu | Trzy gwiazdy meczu               | Trzy gwiazdy meczu | Trzy gwiazdy meczu                  | Trzy gwiazdy meczu | Trzy gwiazdy meczu                   |
| 1                  | 1                                | 2                  | 2                                   | 3                  | 3                                    |
| ------------------ | -------------------------------- | ------------------ | ----------------------------------- | ------------------ | ------------------------------------ |
|                    | Ondřej Palát Tampa Bay Lightning |                    | Jonathan Drouin Tampa Bay Lightning |                    | Patric Hörnqvist Pittsburgh Penguins |

| Szczegóły meczu | Szczegóły meczu                         | Szczegóły meczu                                                                                | Szczegóły meczu | Szczegóły meczu                                      | Szczegóły meczu                     |
| Tercja | Stan meczu                              | Zdobywcy bramek                                                                                | Zdobywcy bramek | Kary                                                 | Kary                                |
| Tercja | Stan meczu                              | Strzelec                                                                                       | Asysta | Ukarany zawodnik                                     | Przewinienie                        |
| --- | --------------------------------------- | ---------------------------------------------------------------------------------------------- | --- | ---------------------------------------------------- | ----------------------------------- |
| 1 (2 : 2) | 1 : 0 PIT 2 : 0 PIT 2 : 1 TBL 2 : 2 TBL | 04:32 Matt Cullen (4) 09:37 Phil Kessel (6) 16:37 Anton Strålman (1) 19:10 Jonathan Drouin (3) | E.Fehr (1), Kris Letang (1) N.Bonino (9), C.Hagelin (5) J.Marchessault (1), V.Hedman (7) J.T. Brown (1), Matt Carle (4) | 13:23 Alex Killorn (TBL) 16:53 Jonathan Drouin (TBL) | trzymanie przeciwnika zahaczanie    |
| 2 (0 : 0) |                                         |                                                                                                | | 27:02 Matt Murray (PIT)                              | spowodowanie upadku przeciwnika     |
| 3 (0 : 0) |                                         |                                                                                                | |                                                      |                                     |
| OT (1 : 0) | 3 : 2 PIT                               | 60:40 Sidney Crosby (4)                                                                        | B.Rust (2), B.Dumoulin (5)                                                                                              |                                                      |                                     |
| Statystyki bramkarzy | Statystyki bramkarzy                    | Matt Murray (PIT) Andriej Wasilewski (TBL)                                                     | Czas gry – 60:40 Czas gry – 60:40                                                                                       | 19 obron / 21 strzałów 38 obron / 41 strzałów        | SV% – .905 SV% – .927               |
| Objaśnienia: PPG – gol w przewadze, SHG – gol w osłabieniu, EN – gol do pustej bramki, OT – dogrywka, SV – procent obronionych strzałów |                                         |                                                                                                | |                                                      |                                     |
| \| Trzy gwiazdy meczu \| Trzy gwiazdy meczu \| Trzy gwiazdy meczu \| Trzy gwiazdy meczu \| Trzy gwiazdy meczu \| Trzy gwiazdy meczu \| \| 1 \| 1 \| 2 \| 2 \| 3 \| 3 \| \| ------------------ \| --------------------------------- \| ------------------ \| ------------------------------- \| ------------------ \| ----------------------------------- \| \| \| Sidney Crosby Pittsburgh Penguins \| \| Kris Letang Pittsburgh Penguins \| \| Jonathan Drouin Tampa Bay Lightning \| |                                         |                                                                                                | |                                                      |                                     |
| Trzy gwiazdy meczu |                                         |                                                                                                | |                                                      |                                     |
| 1 | 1                                       | 2                                                                                              | 2 | 3                                                    | 3                                   |
| | Sidney Crosby Pittsburgh Penguins       |                                                                                                | Kris Letang Pittsburgh Penguins                                                                                         |                                                      | Jonathan Drouin Tampa Bay Lightning |

| Trzy gwiazdy meczu | Trzy gwiazdy meczu                | Trzy gwiazdy meczu | Trzy gwiazdy meczu              | Trzy gwiazdy meczu | Trzy gwiazdy meczu                  |
| 1                  | 1                                 | 2                  | 2                               | 3                  | 3                                   |
| ------------------ | --------------------------------- | ------------------ | ------------------------------- | ------------------ | ----------------------------------- |
|                    | Sidney Crosby Pittsburgh Penguins |                    | Kris Letang Pittsburgh Penguins |                    | Jonathan Drouin Tampa Bay Lightning |

| Szczegóły meczu | Szczegóły meczu                                   | Szczegóły meczu | Szczegóły meczu                                                                                                  | Szczegóły meczu | Szczegóły meczu |
| Tercja | Stan meczu                                        | Zdobywcy bramek | Zdobywcy bramek                                                                                                  | Kary | Kary |
| Tercja | Stan meczu                                        | Strzelec | Asysta | Ukarany zawodnik | Przewinienie |
| --- | ------------------------------------------------- | --- | --- | --- | --- |
| 1 (0 : 0) |                                                   | | | 17:42 Patric Hörnqvist (PIT) | uderzanie kijem |
| 2 (0 : 1) | 0 : 1 PIT                                         | 39:50 Carl Hagelin (5)                                                                                                  | P.Kessel (9) | 23:57 Ryan Callahan (TBL) | trzymanie przeciwnika                                                                                                 |
| 3 (2 : 3) | 0 : 2 PIT 1 : 2 TBL 1 : 3 PIT 1 : 4 PIT 2 : 4 TBL | 45:16 Phil Kessel (7) 45:30 Tyler Johnson (5) 50:50 Sidney Crosby (5) PPG 53:12 Chris Kunitz (2) 58:16 Ondřej Palát (4) | N.Bonino (10), C.Hagelin (6) N.Kuczerow (4), O.Palát (4) J.Małkin (7), J.Schultz (1) N.Kuczerow (5), M.Carle (5) | 49:05 Ondřej Palát (TBL) 49:05 Kris Letang (PIT) 49:53 Braydon Coburn (TBL) 54:12 Braydon Coburn (TBL) 59:41 Alex Killorn (TBL) 59:41 Trevor Daley (PIT) 59:41 Alex Killorn (TBL) | nadmierna ostrość w grze atak łokciem niebezpieczna gra wysokim kijem nadmierna ostrość w grze niesportowe zachowanie |
| Statystyki bramkarzy | Statystyki bramkarzy                              | Matt Murray (PIT) Andriej Wasilewski (TBL)                                                                              | Czas gry – 60:00 Czas gry – 58:24                                                                                | 26 obron / 28 strzałów 44 obrony / 48 strzałów | SV% – .929 SV% – .917                                                                                                 |
| Objaśnienia: PPG – gol w przewadze, SHG – gol w osłabieniu, EN – gol do pustej bramki, OT – dogrywka, SV – procent obronionych strzałów |                                                   | | | | |
| \| Trzy gwiazdy meczu \| Trzy gwiazdy meczu \| Trzy gwiazdy meczu \| Trzy gwiazdy meczu \| Trzy gwiazdy meczu \| Trzy gwiazdy meczu \| \| 1 \| 1 \| 2 \| 2 \| 3 \| 3 \| \| ------------------ \| ------------------------------- \| ------------------ \| -------------------------------- \| ------------------ \| --------------------------------- \| \| \| Phil Kessel Pittsburgh Penguins \| \| Carl Hagelin Pittsburgh Penguins \| \| Sidney Crosby Pittsburgh Penguins \| |                                                   | | | | |
| Trzy gwiazdy meczu |                                                   | | | | |
| 1 | 1                                                 | 2 | 2 | 3 | 3 |
| | Phil Kessel Pittsburgh Penguins                   | | Carl Hagelin Pittsburgh Penguins                                                                                 | | Sidney Crosby Pittsburgh Penguins                                                                                     |

| Trzy gwiazdy meczu | Trzy gwiazdy meczu              | Trzy gwiazdy meczu | Trzy gwiazdy meczu               | Trzy gwiazdy meczu | Trzy gwiazdy meczu                |
| 1                  | 1                               | 2                  | 2                                | 3                  | 3                                 |
| ------------------ | ------------------------------- | ------------------ | -------------------------------- | ------------------ | --------------------------------- |
|                    | Phil Kessel Pittsburgh Penguins |                    | Carl Hagelin Pittsburgh Penguins |                    | Sidney Crosby Pittsburgh Penguins |

| Szczegóły meczu | Szczegóły meczu                   | Szczegóły meczu                                                             | Szczegóły meczu                                                      | Szczegóły meczu | Szczegóły meczu |
| Tercja | Stan meczu                        | Zdobywcy bramek                                                             | Zdobywcy bramek                                                      | Kary | Kary |
| Tercja | Stan meczu                        | Strzelec                                                                    | Asysta                                                               | Ukarany zawodnik | Przewinienie |
| --- | --------------------------------- | --------------------------------------------------------------------------- | -------------------------------------------------------------------- | --- | --- |
| 1 (2 : 0) | 1 : 0 TBL 2 : 0 TBL               | 00:27 Ryan Callahan (2) 14:28 Andrej Šustr (1)                              | V.Hedman (8), J.T. Brown (2) N.Kuczerow (6), A.Killorn (7)           | 01:10 Carl Hagelin (PIT) 07:59 Phil Kessel (PIT) 18:00 Chris Kunitz (PIT) 18:00 J.T. Brown (TBL)                                                                                 | spowodowanie upadku przeciwnika nadmiar zawodników na lodzie nadmierna ostrość w grze                                                                |
| 2 (2 : 0) | 3 : 0 TBL 4 : 0 TBL               | 34:38 Jonathan Drouin (4) PPG 37:48 Tyler Johnson (6)                       | O.Palát (5), V.Hedman (9) N.Kuczerow (7), A.Killorn (8)              | 22:11 Nikita Kuczerow (TBL) 25:59 Jonathan Drouin (TBL) 31:38 Brian Boyle (TBL) 31:38 Kris Letang (PIT) 31:38 Kris Letang (PIT) 31:38 Matt Cullen (PIT) 35:17 Alex Killorn (TBL) | wrzucenie na bandę trzymanie przeciwnika nadmierna ostrość w grze atak kijem trzymanym oburącz trzymanie przeciwnika spowodowanie upadku przeciwnika |
| 3 (0 : 3) | 4 : 1 PIT 4 : 2 PIT 4 : 3 PIT     | 41:18 Phil Kessel (8) 51:13 Jewgienij Małkin (4) 53:08 Chris Kunitz (3) PPG | N.Bonino (11), B.Dumoulin (6) I.Cole (2) J.Schultz (2), C.Sheary (4) | 51:26 Alex Killorn (TBL) | spowodowanie upadku przeciwnika |
| Statystyki bramkarzy | Statystyki bramkarzy              | Matt Murray (PIT) Marc-André Fleury (PIT) Andriej Wasilewskij (TBL)         | Czas gry – 40:00 Czas gry – 18:26 Czas gry – 59:45                   | 26 obron / 30 strzałów 7 obron / 7 strzałów 35 obron / 38 strzałów | SV% – .867 SV% – 1.000 SV% – .921 |
| Objaśnienia: PPG – gol w przewadze, SHG – gol w osłabieniu, EN – gol do pustej bramki, OT – dogrywka, SV – procent obronionych strzałów |                                   |                                                                             |                                                                      | | |
| \| Trzy gwiazdy meczu \| Trzy gwiazdy meczu \| Trzy gwiazdy meczu \| Trzy gwiazdy meczu \| Trzy gwiazdy meczu \| Trzy gwiazdy meczu \| \| 1 \| 1 \| 2 \| 2 \| 3 \| 3 \| \| ------------------ \| --------------------------------- \| ------------------ \| --------------------------------- \| ------------------ \| --------------------------------------- \| \| \| Ryan Callahan Tampa Bay Lightning \| \| Victor Hedman Tampa Bay Lightning \| \| Andriej Wasilewskij Tampa Bay Lightning \| |                                   |                                                                             |                                                                      | | |
| Trzy gwiazdy meczu |                                   |                                                                             |                                                                      | | |
| 1 | 1                                 | 2                                                                           | 2                                                                    | 3 | 3 |
| | Ryan Callahan Tampa Bay Lightning |                                                                             | Victor Hedman Tampa Bay Lightning                                    | | Andriej Wasilewskij Tampa Bay Lightning |

| Trzy gwiazdy meczu | Trzy gwiazdy meczu                | Trzy gwiazdy meczu | Trzy gwiazdy meczu                | Trzy gwiazdy meczu | Trzy gwiazdy meczu                      |
| 1                  | 1                                 | 2                  | 2                                 | 3                  | 3                                       |
| ------------------ | --------------------------------- | ------------------ | --------------------------------- | ------------------ | --------------------------------------- |
|                    | Ryan Callahan Tampa Bay Lightning |                    | Victor Hedman Tampa Bay Lightning |                    | Andriej Wasilewskij Tampa Bay Lightning |

| Szczegóły meczu | Szczegóły meczu                         | Szczegóły meczu                                                                                     | Szczegóły meczu                                                                       | Szczegóły meczu                                                               | Szczegóły meczu                                       |
| Tercja | Stan meczu                              | Zdobywcy bramek                                                                                     | Zdobywcy bramek                                                                       | Kary                                                                          | Kary                                                  |
| Tercja | Stan meczu                              | Strzelec                                                                                            | Asysta                                                                                | Ukarany zawodnik                                                              | Przewinienie                                          |
| --- | --------------------------------------- | --------------------------------------------------------------------------------------------------- | ------------------------------------------------------------------------------------- | ----------------------------------------------------------------------------- | ----------------------------------------------------- |
| 1 (1 : 0) | 1 : 0 PIT                               | 19:59 Brian Dumoulin (1)                                                                            | B.Rust (3), C.Kunitz (4)                                                              | 09:11 Jewgienij Małkin (PIT) 09:11 Matt Carle (TBL) 10:36 Tyler Johnson (TBL) | niesportowe zachowanie zahaczanie                     |
| 2 (2 : 2) | 2 : 0 PIT 2 : 1 TBL 2 : 2 TBL 3 : 2 PIT | 21:30 Patric Hörnqvist (7) 33:15 Alex Killorn (5) 34:25 Nikita Kuczerow (10) 39:10 Chris Kunitz (4) | C.Hagelin (7), O.Määttä (2) A.Šustr (2) W.Namiestnikow (2) J.Małkin (8), O.Määttä (3) | 27:42 Kris Letang (PIT) 31:02 Nikita Kuczerow (TBL)                           | uderzanie kijem trzymanie przeciwnika                 |
| 3 (0 : 1) | 3 : 3 TBL                               | 56:44 Nikita Kuczerow (11)                                                                          | T.Johnson (10), O.Palát (6)                                                           | 42:36 Olli Määttä (PIT) 44:43 Tyler Johnson (TBL)                             | niebezpieczna gra wysokim kijem przeszkadzanie w grze |
| OT (0 : 1) | 3 : 4 TBL                               | 60:53 Tyler Johnson (7)                                                                             | J.Garrison (6), N.Kuczerow (8)                                                        |                                                                               |                                                       |
| Statystyki bramkarzy | Statystyki bramkarzy                    | Marc-André Fleury (PIT) Andriej Wasilewskij (TBL)                                                   | Czas gry – 60:53 Czas gry – 60:47                                                     | 21 obron / 25 strzałów 31 obron / 34 strzały                                  | SV% – .840 SV% – .912                                 |
| Objaśnienia: PPG – gol w przewadze, SHG – gol w osłabieniu, EN – gol do pustej bramki, OT – dogrywka, SV – procent obronionych strzałów |                                         | |                                                                                       |                                                                               |                                                       |
| \| Trzy gwiazdy meczu \| Trzy gwiazdy meczu \| Trzy gwiazdy meczu \| Trzy gwiazdy meczu \| Trzy gwiazdy meczu \| Trzy gwiazdy meczu \| \| 1 \| 1 \| 2 \| 2 \| 3 \| 3 \| \| ------------------ \| ----------------------------------- \| ------------------ \| ---------------------------------- \| ------------------ \| -------------------------------- \| \| \| Nikita Kuczerow Tampa Bay Lightning \| \| Jason Garrison Tampa Bay Lightning \| \| Chris Kunitz Pittsburgh Penguins \| |                                         | |                                                                                       |                                                                               |                                                       |
| Trzy gwiazdy meczu |                                         | |                                                                                       |                                                                               |                                                       |
| 1 | 1                                       | 2                                                                                                   | 2                                                                                     | 3                                                                             | 3                                                     |
| | Nikita Kuczerow Tampa Bay Lightning     | | Jason Garrison Tampa Bay Lightning                                                    |                                                                               | Chris Kunitz Pittsburgh Penguins                      |

| Trzy gwiazdy meczu | Trzy gwiazdy meczu                  | Trzy gwiazdy meczu | Trzy gwiazdy meczu                 | Trzy gwiazdy meczu | Trzy gwiazdy meczu               |
| 1                  | 1                                   | 2                  | 2                                  | 3                  | 3                                |
| ------------------ | ----------------------------------- | ------------------ | ---------------------------------- | ------------------ | -------------------------------- |
|                    | Nikita Kuczerow Tampa Bay Lightning |                    | Jason Garrison Tampa Bay Lightning |                    | Chris Kunitz Pittsburgh Penguins |

| Szczegóły meczu | Szczegóły meczu                         | Szczegóły meczu                                                                           | Szczegóły meczu                                                       | Szczegóły meczu                                                                   | Szczegóły meczu                                      |
| Tercja | Stan meczu                              | Zdobywcy bramek                                                                           | Zdobywcy bramek                                                       | Kary                                                                              | Kary                                                 |
| Tercja | Stan meczu                              | Strzelec                                                                                  | Asysta                                                                | Ukarany zawodnik                                                                  | Przewinienie                                         |
| --- | --------------------------------------- | ----------------------------------------------------------------------------------------- | --------------------------------------------------------------------- | --------------------------------------------------------------------------------- | ---------------------------------------------------- |
| 1 (0 : 1) | 0 : 1 PIT                               | 18:46 Phil Kessel (9) PPG                                                                 | S.Crosby (9), J.Małkin (8)                                            | 14:20 Jewgienij Małkin (PIT) 17:09 Anton Strålman (TBL) 17:50 Victor Hedman (TBL) | uderzanie kijem przeszkadzanie w grze opóźnianie gry |
| 2 (0 : 2) | 0 : 2 PIT 0 : 3 PIT                     | 27:40 Kris Letang (2) 39:34 Sidney Crosby (6)                                             | C.Sheary (5), N.Bonino (12) P.Hörnqvist (4)                           | 30:06 Ondřej Palát (TBL)                                                          | uderzanie kijem                                      |
| 3 (2 : 2) | 1 : 3 TBL 2 : 3 TBL 2 : 4 PIT 2 : 5 PIT | 45:30 Brian Boyle (4) 52:43 Brian Boyle (5) 57:52 Bryan Rust (3) 59:06 Nick Bonino (3) EN | S.Koekkoek (1), J.Drouin (9) C.Kunitz (5), O.Määttä (4) B.Lovejoy (2) |                                                                                   |                                                      |
| Statystyki bramkarzy | Statystyki bramkarzy                    | Matt Murray (PIT) Andriej Wasilewskij (TBL)                                               | Czas gry – 60:00 Czas gry – 59:01                                     | 28 obron / 30 strzałów 29 obron / 33 strzały                                      | SV% – .933 SV% – .879                                |
| Objaśnienia: PPG – gol w przewadze, SHG – gol w osłabieniu, EN – gol do pustej bramki, OT – dogrywka, SV – procent obronionych strzałów |                                         |                                                                                           |                                                                       |                                                                                   |                                                      |
| \| Trzy gwiazdy meczu \| Trzy gwiazdy meczu \| Trzy gwiazdy meczu \| Trzy gwiazdy meczu \| Trzy gwiazdy meczu \| Trzy gwiazdy meczu \| \| 1 \| 1 \| 2 \| 2 \| 3 \| 3 \| \| ------------------ \| --------------------------------- \| ------------------ \| ------------------------------- \| ------------------ \| ------------------------------- \| \| \| Sidney Crosby Pittsburgh Penguins \| \| Brian Boyle Tampa Bay Lightning \| \| Kris Letang Pittsburgh Penguins \| |                                         |                                                                                           |                                                                       |                                                                                   |                                                      |
| Trzy gwiazdy meczu |                                         |                                                                                           |                                                                       |                                                                                   |                                                      |
| 1 | 1                                       | 2                                                                                         | 2                                                                     | 3                                                                                 | 3                                                    |
| | Sidney Crosby Pittsburgh Penguins       |                                                                                           | Brian Boyle Tampa Bay Lightning                                       |                                                                                   | Kris Letang Pittsburgh Penguins                      |

| Trzy gwiazdy meczu | Trzy gwiazdy meczu                | Trzy gwiazdy meczu | Trzy gwiazdy meczu              | Trzy gwiazdy meczu | Trzy gwiazdy meczu              |
| 1                  | 1                                 | 2                  | 2                               | 3                  | 3                               |
| ------------------ | --------------------------------- | ------------------ | ------------------------------- | ------------------ | ------------------------------- |
|                    | Sidney Crosby Pittsburgh Penguins |                    | Brian Boyle Tampa Bay Lightning |                    | Kris Letang Pittsburgh Penguins |

| Szczegóły meczu | Szczegóły meczu                | Szczegóły meczu                                                     | Szczegóły meczu                                                                        | Szczegóły meczu | Szczegóły meczu |
| Tercja | Stan meczu                     | Zdobywcy bramek                                                     | Zdobywcy bramek                                                                        | Kary | Kary |
| Tercja | Stan meczu                     | Strzelec                                                            | Asysta                                                                                 | Ukarany zawodnik | Przewinienie |
| --- | ------------------------------ | ------------------------------------------------------------------- | -------------------------------------------------------------------------------------- | --- | --- |
| 1 (0 : 0) |                                |                                                                     |                                                                                        | 06:52 Jewgienij Małkin (PIT) 07:23 Brian Boyle (TBL) | przeszkadzanie w grze uderzanie kijem |
| 2 (2 : 1) | 1 : 0 PIT 1 : 1 TBL 2 : 1 PIT  | 21:55 Bryan Rust (4) 29:36 Jonathan Drouin (5) 30:06 Bryan Rust (5) | C.Kunitz (6), J.Małkin (10) V.Filppula (1), V.Hedman (10) B.Lovejoy (3), J.Małkin (11) | 22:55 Cedric Paquette (TBL) 22:55 Ian Cole (PIT) 32:23 Ryan Callahan (TBL) 34:54 Jonathan Drouin (TBL) 35:13 Kris Letang (PIT) 36:54 Victor Hedman (TBL) | nadmierna ostrość w grze atak łokciem niebezpieczna gra wysokim kijem trzymanie kija przeciwnika spowodowanie upadku przeciwnika uderzanie kijem |
| 3 (0 : 0) |                                |                                                                     |                                                                                        | 50:38 Nikita Kuczerow (TBL) | opóźnianie gry |
| Statystyki bramkarzy | Statystyki bramkarzy           | Matt Murray (PIT) Andriej Wasilewskij (TBL)                         | Czas gry – 59:53 Czas gry – 58:53                                                      | 16 obron / 17 strzałów 37 obron / 39 strzałów | SV% – .941 SV% – .949 |
| Objaśnienia: PPG – gol w przewadze, SHG – gol w osłabieniu, EN – gol do pustej bramki, OT – dogrywka, SV – procent obronionych strzałów |                                |                                                                     |                                                                                        | | |
| \| Trzy gwiazdy meczu \| Trzy gwiazdy meczu \| Trzy gwiazdy meczu \| Trzy gwiazdy meczu \| Trzy gwiazdy meczu \| Trzy gwiazdy meczu \| \| 1 \| 1 \| 2 \| 2 \| 3 \| 3 \| \| ------------------ \| ------------------------------ \| ------------------ \| ------------------------------- \| ------------------ \| ------------------------------------ \| \| \| Bryan Rust Pittsburgh Penguins \| \| Matt Murray Pittsburgh Penguins \| \| Jewgienij Małkin Pittsburgh Penguins \| |                                |                                                                     |                                                                                        | | |
| Trzy gwiazdy meczu |                                |                                                                     |                                                                                        | | |
| 1 | 1                              | 2                                                                   | 2                                                                                      | 3 | 3 |
| | Bryan Rust Pittsburgh Penguins |                                                                     | Matt Murray Pittsburgh Penguins                                                        | | Jewgienij Małkin Pittsburgh Penguins |

| Trzy gwiazdy meczu | Trzy gwiazdy meczu             | Trzy gwiazdy meczu | Trzy gwiazdy meczu              | Trzy gwiazdy meczu | Trzy gwiazdy meczu                   |
| 1                  | 1                              | 2                  | 2                               | 3                  | 3                                    |
| ------------------ | ------------------------------ | ------------------ | ------------------------------- | ------------------ | ------------------------------------ |
|                    | Bryan Rust Pittsburgh Penguins |                    | Matt Murray Pittsburgh Penguins |                    | Jewgienij Małkin Pittsburgh Penguins |

#### St. Louis Blues – San Jose Sharks
W fazie play-off drużyny zmierzyły się po raz piąty. W poprzednich seriach drużyny zwyciężały po dwa razy. W sezonie zasadniczym San Jose wygrało dwa z trzech spotkań.
| St. Louis         | St. LouisSan Jose | San Jose          |
| Scottrade Center  | St. LouisSan Jose | SAP Center        |
| Pojemność: 18 724 | St. LouisSan Jose | Pojemność: 17 562 |
|                   | St. LouisSan Jose |                   |

| Szczegóły meczu | Szczegóły meczu               | Szczegóły meczu                                  | Szczegóły meczu                                                | Szczegóły meczu                                                          | Szczegóły meczu                                                       |
| Tercja | Stan meczu                    | Zdobywcy bramek                                  | Zdobywcy bramek                                                | Kary                                                                     | Kary                                                                  |
| Tercja | Stan meczu                    | Strzelec                                         | Asysta                                                         | Ukarany zawodnik                                                         | Przewinienie                                                          |
| --- | ----------------------------- | ------------------------------------------------ | -------------------------------------------------------------- | ------------------------------------------------------------------------ | --------------------------------------------------------------------- |
| 1 (1 : 1) | STL 1 : 0 1 : 1 SJS           | 15:04 David Backes (7) PPG 15:38 Tomáš Hertl (3) | K.Shattenkirk (9), J.Schwartz (9) J.Pavelski (5), B.Burns (12) | 03:56 Jori Lehterä (STL) 13:56 Logan Couture (SJS) 17:18 Steve Ott (STL) | trzymanie przeciwnika spowodowanie upadku przeciwnika uderzanie kijem |
| 2 (1 : 0) | STL 2 : 1                     | 29:15 Jori Lehterä (2)                           |                                                                |                                                                          |                                                                       |
| 3 (0 : 0) |                               |                                                  |                                                                | 48:44 Paul Stastny (STL) 51:06 Tomáš Hertl (SJS)                         | zahaczanie spowodowanie upadku przeciwnika                            |
| Statystyki bramkarzy | Statystyki bramkarzy          | Brian Elliott (STL) Martin Jones (SJS)           | Czas gry – 60:00 Czas gry – 56:58                              | 31 obron / 32 strzały 21 obron / 23 strzały                              | SV% – .969 SV% – .913                                                 |
| Objaśnienia: PPG – gol w przewadze, SHG – gol w osłabieniu, EN – gol do pustej bramki, OT – dogrywka, SV – procent obronionych strzałów |                               |                                                  |                                                                |                                                                          |                                                                       |
| \| Trzy gwiazdy meczu \| Trzy gwiazdy meczu \| Trzy gwiazdy meczu \| Trzy gwiazdy meczu \| Trzy gwiazdy meczu \| Trzy gwiazdy meczu \| \| 1 \| 1 \| 2 \| 2 \| 3 \| 3 \| \| ------------------ \| ----------------------------- \| ------------------ \| ---------------------------- \| ------------------ \| ---------------------------- \| \| \| Brian Elliott St. Louis Blues \| \| David Backes St. Louis Blues \| \| Jori Lehterä St. Louis Blues \| |                               |                                                  |                                                                |                                                                          |                                                                       |
| Trzy gwiazdy meczu |                               |                                                  |                                                                |                                                                          |                                                                       |
| 1 | 1                             | 2                                                | 2                                                              | 3                                                                        | 3                                                                     |
| | Brian Elliott St. Louis Blues |                                                  | David Backes St. Louis Blues                                   |                                                                          | Jori Lehterä St. Louis Blues                                          |

| Trzy gwiazdy meczu | Trzy gwiazdy meczu            | Trzy gwiazdy meczu | Trzy gwiazdy meczu           | Trzy gwiazdy meczu | Trzy gwiazdy meczu           |
| 1                  | 1                             | 2                  | 2                            | 3                  | 3                            |
| ------------------ | ----------------------------- | ------------------ | ---------------------------- | ------------------ | ---------------------------- |
|                    | Brian Elliott St. Louis Blues |                    | David Backes St. Louis Blues |                    | Jori Lehterä St. Louis Blues |

| Szczegóły meczu | Szczegóły meczu             | Szczegóły meczu                                | Szczegóły meczu                   | Szczegóły meczu | Szczegóły meczu |
| Tercja | Stan meczu                  | Zdobywcy bramek                                | Zdobywcy bramek                   | Kary | Kary |
| Tercja | Stan meczu                  | Strzelec                                       | Asysta                            | Ukarany zawodnik | Przewinienie |
| --- | --------------------------- | ---------------------------------------------- | --------------------------------- | --- | --- |
| 1 (0 : 1) | 0 : 1 SJS                   | 02:07 Tommy Wingels (2)                        | D.Zubrus (1), J.Braun (4)         | 11:26 David Backes (STL) 13:38 Chris Tierney (SJS)                                                                               | spowodowanie upadku przeciwnika                                                                                       |
| 2 (0 : 1) | 0 : 2 SJS                   | 27:04 Brent Burns (5)                          | J.Pavelski (6), L.Coutre (11)     | 24:45 Logan Couture (SJS) 26:46 Troy Brouwer (STL) 28:03 Steve Ott (STL)                                                         | trzymanie przeciwnika uderzanie kijem przeszkadzanie w grze                                                           |
| 3 (0 : 2) | 0 : 3 SJS 0 : 4 SJS         | 51:58 Brent Burns (6) 59:41 Dainius Zubrus (1) | P.Marleau (6), L.Coutre (12)      | 40:32 Patrick Marleau (SJS) 45:00 Jay Bouwmeester (STL) 51:34 Troy Brouwer (STL) 53:19 Roman Polak (SJS) 54:55 Paul Martin (SJS) | niebezpieczna gra wysokim kijem uderzanie kijem niebezpieczna gra wysokim kijem przeszkadzanie w grze uderzanie kijem |
| Statystyki bramkarzy | Statystyki bramkarzy        | Brian Elliott (STL) Martin Jones (SJS)         | Czas gry – 56:10 Czas gry – 60:00 | 20 obron / 23 strzały 26 obron / 26 strzałów                                                                                     | SV% – .870 SV% – 1.000                                                                                                |
| Objaśnienia: PPG – gol w przewadze, SHG – gol w osłabieniu, EN – gol do pustej bramki, OT – dogrywka, SV – procent obronionych strzałów |                             |                                                |                                   | | |
| \| Trzy gwiazdy meczu \| Trzy gwiazdy meczu \| Trzy gwiazdy meczu \| Trzy gwiazdy meczu \| Trzy gwiazdy meczu \| Trzy gwiazdy meczu \| \| 1 \| 1 \| 2 \| 2 \| 3 \| 3 \| \| ------------------ \| --------------------------- \| ------------------ \| ---------------------------- \| ------------------ \| ----------------------------- \| \| \| Brent Burns San Jose Sharks \| \| Martin Jones San Jose Sharks \| \| Logan Couture San Jose Sharks \| |                             |                                                |                                   | | |
| Trzy gwiazdy meczu |                             |                                                |                                   | | |
| 1 | 1                           | 2                                              | 2                                 | 3 | 3 |
| | Brent Burns San Jose Sharks |                                                | Martin Jones San Jose Sharks      | | Logan Couture San Jose Sharks                                                                                         |

| Trzy gwiazdy meczu | Trzy gwiazdy meczu          | Trzy gwiazdy meczu | Trzy gwiazdy meczu           | Trzy gwiazdy meczu | Trzy gwiazdy meczu            |
| 1                  | 1                           | 2                  | 2                            | 3                  | 3                             |
| ------------------ | --------------------------- | ------------------ | ---------------------------- | ------------------ | ----------------------------- |
|                    | Brent Burns San Jose Sharks |                    | Martin Jones San Jose Sharks |                    | Logan Couture San Jose Sharks |

| Szczegóły meczu | Szczegóły meczu             | Szczegóły meczu                                         | Szczegóły meczu                                   | Szczegóły meczu                                                    | Szczegóły meczu                    |
| Tercja | Stan meczu                  | Zdobywcy bramek                                         | Zdobywcy bramek                                   | Kary                                                               | Kary                               |
| Tercja | Stan meczu                  | Strzelec                                                | Asysta                                            | Ukarany zawodnik                                                   | Przewinienie                       |
| --- | --------------------------- | ------------------------------------------------------- | ------------------------------------------------- | ------------------------------------------------------------------ | ---------------------------------- |
| 1 (1 : 0) | SJS 1 : 0                   | 15:53 Tomáš Hertl (4)                                   | J.Pavelski (7), J.Thornton (9)                    | 19:52 Alex Pietrangelo (STL)                                       | natarcie                           |
| 2 (1 : 0) | SJS 2 : 0                   | 31:44 Joonas Donskoi (4)                                | L.Coutre (13)                                     | 35:01 Logan Couture (SJS)                                          | niebezpieczna gra wysokim kijem    |
| 3 (1 : 0) | SJS 3 : 0                   | 46:09 Tomáš Hertl (5)                                   | J.Thornton (10), J.Pavelski (8)                   | 59:15 Alex Pietrangelo (STL)                                       | atak łokciem                       |
| Statystyki bramkarzy | Statystyki bramkarzy        | Brian Elliott (STL) Jake Allen (STL) Martin Jones (SJS) | Czas gry – 46:09 Czas gry – 8:33 Czas gry – 60:00 | 11 obron / 14 strzałów 2 obrony / 2 strzały 22 obrony / 22 strzały | SV% – .786 SV% – 1.000 SV% – 1.000 |
| Objaśnienia: PPG – gol w przewadze, SHG – gol w osłabieniu, EN – gol do pustej bramki, OT – dogrywka, SV – procent obronionych strzałów |                             |                                                         |                                                   |                                                                    |                                    |
| \| Trzy gwiazdy meczu \| Trzy gwiazdy meczu \| Trzy gwiazdy meczu \| Trzy gwiazdy meczu \| Trzy gwiazdy meczu \| Trzy gwiazdy meczu \| \| 1 \| 1 \| 2 \| 2 \| 3 \| 3 \| \| ------------------ \| --------------------------- \| ------------------ \| ---------------------------- \| ------------------ \| ---------------------------- \| \| Tomáš Hertl \| Tomáš Hertl San Jose Sharks \| \| Joe Thornton San Jose Sharks \| \| Martin Jones San Jose Sharks \| |                             |                                                         |                                                   |                                                                    |                                    |
| Trzy gwiazdy meczu |                             |                                                         |                                                   |                                                                    |                                    |
| 1 | 1                           | 2                                                       | 2                                                 | 3                                                                  | 3                                  |
| Tomáš Hertl | Tomáš Hertl San Jose Sharks |                                                         | Joe Thornton San Jose Sharks                      |                                                                    | Martin Jones San Jose Sharks       |

| Trzy gwiazdy meczu | Trzy gwiazdy meczu          | Trzy gwiazdy meczu | Trzy gwiazdy meczu           | Trzy gwiazdy meczu | Trzy gwiazdy meczu           |
| 1                  | 1                           | 2                  | 2                            | 3                  | 3                            |
| ------------------ | --------------------------- | ------------------ | ---------------------------- | ------------------ | ---------------------------- |
| Tomáš Hertl        | Tomáš Hertl San Jose Sharks |                    | Joe Thornton San Jose Sharks |                    | Martin Jones San Jose Sharks |

| Szczegóły meczu | Szczegóły meczu                                   | Szczegóły meczu | Szczegóły meczu                                          | Szczegóły meczu | Szczegóły meczu                                                             |
| Tercja | Stan meczu                                        | Zdobywcy bramek | Zdobywcy bramek                                          | Kary | Kary                                                                        |
| Tercja | Stan meczu                                        | Strzelec | Asysta                                                   | Ukarany zawodnik | Przewinienie                                                                |
| --- | ------------------------------------------------- | --- | -------------------------------------------------------- | --- | --------------------------------------------------------------------------- |
| 1 (0 : 2) | 0 : 1 STL 0 : 2 STL                               | 06:14 Troy Brouwer (6) PPG 10:11 Jori Lehterä (3)                                                                                  | R.Fabbri (11), P.Stastny (7)                             | 05:00 Brent Burns (SJS) 10:28 Paul Stastny (STL) 19:35 Marc-Édouard Vlasic (SJS) | spowodowanie upadku przeciwnika przeszkadzanie w grze uderzanie kijem       |
| 2 (0 : 2) | 0 : 3 STL 0 : 4 STL                               | 26:09 Kyle Brodziak (1) SHG 30:11 Kyle Brodziak (2)                                                                                | J.Schwartz (10) D.Jaszkin (1), M.Pääjärvi (1)            | 20:48 Logan Couture (SJS) 25:10 Kevin Shattenkirk (STL) 31:38 Troy Brouwer (STL) 31:38 Joe Thornton (SJS)                                                                              | opóźnianie gry przeszkadzanie w grze nadmierna ostrość w grze               |
| 3 (3 : 2) | 1 : 4 SJS 1 : 5 STL 2 : 5 SJS 2 : 6 STL 3 : 6 SJS | 41:05 Joe Pavelski (10) 43:55 Troy Brouwer (6) PPG 46:57 Chris Tierney (4) 55:39 Alex Pietrangelo (2) EN 56:28 Melker Karlsson (3) | J.Thornton (11), P.Martin (4) A.Steen (5), P.Stastny (8) | 43:48 Joel Ward (SJS) 47:07 Jaden Schwartz (STL) 50:51 Paul Stastny (STL) 57:49 Carl Gunnarsson (STL) 57:49 Brendan Dillon (SJS) 57:49 Alexander Steen (STL) 57:49 Tommy Wingels (SJS) | opóźnianie gry spowodowanie upadku przeciwnika bójka niesportowe zachowanie |
| Statystyki bramkarzy | Statystyki bramkarzy                              | Jake Allen (STL) Martin Jones (SJS) James Reimer (SJS)                                                                             | Czas gry – 60:00 Czas gry – 30:11 Czas gry – 29:05       | 31 obron / 34 strzały 15 obron / 19 strzałów 6 obron / 7 strzałów | SV% – .912 SV% – .789 SV% – .857                                            |
| Objaśnienia: PPG – gol w przewadze, SHG – gol w osłabieniu, EN – gol do pustej bramki, OT – dogrywka, SV – procent obronionych strzałów |                                                   | |                                                          | |                                                                             |
| \| Trzy gwiazdy meczu \| Trzy gwiazdy meczu \| Trzy gwiazdy meczu \| Trzy gwiazdy meczu \| Trzy gwiazdy meczu \| Trzy gwiazdy meczu \| \| 1 \| 1 \| 2 \| 2 \| 3 \| 3 \| \| ------------------ \| ----------------------------- \| ------------------ \| ---------------------------- \| ------------------ \| ----------------------------- \| \| \| Kyle Brodziak St. Louis Blues \| \| Troy Brouwer St. Louis Blues \| \| Chris Tierney San Jose Sharks \| |                                                   | |                                                          | |                                                                             |
| Trzy gwiazdy meczu |                                                   | |                                                          | |                                                                             |
| 1 | 1                                                 | 2 | 2                                                        | 3 | 3                                                                           |
| | Kyle Brodziak St. Louis Blues                     | | Troy Brouwer St. Louis Blues                             | | Chris Tierney San Jose Sharks                                               |

| Trzy gwiazdy meczu | Trzy gwiazdy meczu            | Trzy gwiazdy meczu | Trzy gwiazdy meczu           | Trzy gwiazdy meczu | Trzy gwiazdy meczu            |
| 1                  | 1                             | 2                  | 2                            | 3                  | 3                             |
| ------------------ | ----------------------------- | ------------------ | ---------------------------- | ------------------ | ----------------------------- |
|                    | Kyle Brodziak St. Louis Blues |                    | Troy Brouwer St. Louis Blues |                    | Chris Tierney San Jose Sharks |

| Szczegóły meczu | Szczegóły meczu               | Szczegóły meczu                                                                | Szczegóły meczu                                                                              | Szczegóły meczu | Szczegóły meczu                                                                                |
| Tercja | Stan meczu                    | Zdobywcy bramek                                                                | Zdobywcy bramek                                                                              | Kary | Kary                                                                                           |
| Tercja | Stan meczu                    | Strzelec                                                                       | Asysta                                                                                       | Ukarany zawodnik | Przewinienie                                                                                   |
| --- | ----------------------------- | ------------------------------------------------------------------------------ | -------------------------------------------------------------------------------------------- | --- | ---------------------------------------------------------------------------------------------- |
| 1 (2 : 1) | 0 : 1 SJS 1 : 1 STL 2 : 1 STL | 03:51 Marc-Édouard Vlasic (1) 07:04 Jaden Schwartz (4) 15:08 Troy Brouwer (8)  | J.Pavelski (9), J.Thornton (12) D.Backes (7), P.Berglund (5) P.Stastny (9), A.Steen (6)      | |                                                                                                |
| 2 (1 : 2) | 2 : 2 SJS 3 : 2 STL 3 : 3 SJS | 24:37 Joel Ward (3) PPG 31:58 Robby Fabbri (4) PPG 38:33 Joe Pavelski (11) PPG | M.E.Vlasic (9) P.Martin (5) C.Parayko (4), A.Pietrangelo (7) J.Thornton (13), L.Couture (14) | 22:38 Kevin Shattenkirk (STL) 22:38 Kevin Shattenkirk (STL) 22:38 Tommy Wingels (SJS) 28:03 Justin Braun (SJS) 31:01 Roman Polak (SJS) 31:01 Roman Polak (SJS) 31:01 Dmitrij Jaszkin (STL) 37:08 Kevin Shattenkirk (STL) | nadmierna ostrość w grze bójka trzymanie przeciwnika nadmierna ostrość w grze bójka zahaczanie |
| 3 (0 : 3) | 3 : 4 SJS 3 : 5 SJS 3 : 6 SJS | 40:16 Joe Pavelski (12) 59:06 Chris Tierney (5) EN 59:27 Joel Ward (4) EN      | B.Burns (13), T.Hertl (4) J.Thornton (14)                                                    | 44:52 Władimir Tarasienko (STL) 45:33 Patrick Marleau (SJS) | nadmiar zawodników na lodzie spowodowanie upadku przeciwnika                                   |
| Statystyki bramkarzy | Statystyki bramkarzy          | Jake Allen (STL) Martin Jones (SJS)                                            | Czas gry – 58:56 Czas gry – 59:57                                                            | 21 obron / 25 strzałów 18 obron / 21 strzałów | SV% – .840 SV% – .857                                                                          |
| Objaśnienia: PPG – gol w przewadze, SHG – gol w osłabieniu, EN – gol do pustej bramki, OT – dogrywka, SV – procent obronionych strzałów |                               |                                                                                |                                                                                              | |                                                                                                |
| \| Trzy gwiazdy meczu \| Trzy gwiazdy meczu \| Trzy gwiazdy meczu \| Trzy gwiazdy meczu \| Trzy gwiazdy meczu \| Trzy gwiazdy meczu \| \| 1 \| 1 \| 2 \| 2 \| 3 \| 3 \| \| ------------------ \| ---------------------------- \| ------------------ \| ---------------------------- \| ------------------ \| ---------------------------- \| \| \| Joe Pavelski San Jose Sharks \| \| Robby Fabbri St. Louis Blues \| \| Joe Thornton San Jose Sharks \| |                               |                                                                                |                                                                                              | |                                                                                                |
| Trzy gwiazdy meczu |                               |                                                                                |                                                                                              | |                                                                                                |
| 1 | 1                             | 2                                                                              | 2                                                                                            | 3 | 3                                                                                              |
| | Joe Pavelski San Jose Sharks  |                                                                                | Robby Fabbri St. Louis Blues                                                                 | | Joe Thornton San Jose Sharks                                                                   |

| Trzy gwiazdy meczu | Trzy gwiazdy meczu           | Trzy gwiazdy meczu | Trzy gwiazdy meczu           | Trzy gwiazdy meczu | Trzy gwiazdy meczu           |
| 1                  | 1                            | 2                  | 2                            | 3                  | 3                            |
| ------------------ | ---------------------------- | ------------------ | ---------------------------- | ------------------ | ---------------------------- |
|                    | Joe Pavelski San Jose Sharks |                    | Robby Fabbri St. Louis Blues |                    | Joe Thornton San Jose Sharks |

| Szczegóły meczu | Szczegóły meczu                                   | Szczegóły meczu | Szczegóły meczu | Szczegóły meczu                                                      | Szczegóły meczu                                       |
| Tercja | Stan meczu                                        | Zdobywcy bramek | Zdobywcy bramek | Kary                                                                 | Kary                                                  |
| Tercja | Stan meczu                                        | Strzelec | Asysta | Ukarany zawodnik                                                     | Przewinienie                                          |
| --- | ------------------------------------------------- | --- | --- | -------------------------------------------------------------------- | ----------------------------------------------------- |
| 1 (1 : 0) | 1 : 0 SJS                                         | 03:57 Joe Pavelski (13) | J.Thornton (15), T.Hertl (5) |                                                                      |                                                       |
| 2 (1 : 0) | 2 : 0 SJS                                         | 25:02 Joel Ward (5) | B.Burns (14), C.Tierney (2) | 20:36 Troy Brouwer (STL) 26:08 Scottie Upshall (STL)                 | przeszkadzanie w grze niebezpieczna gra wysokim kijem |
| 3 (3 : 2) | 3 : 0 SJS 4 : 0 SJS 4 : 1 STL 4 : 2 STL 5 : 2 SJS | 43:01 Joel Ward (6) 48:11 Joonas Donskoi (5) 51:39 Władimir Tarasienko (8) 56:25 Władimir Tarasienko (9) 59:40 Logan Couture (8) | L.Couture (15), P.Marleau (7) L.Couture (16), P.Marleau (8) J.Lehterä (6), C.Parayko (5) Paul Stastny (10), A.Pietrangelo (8) M.E.Vlasic (10) | 45:35 Kevin Shattenkirk (STL) 45:35 Tommy Wingels (SJS)              | atak kijem trzymanym oburącz uderzanie kijem          |
| Statystyki bramkarzy | Statystyki bramkarzy                              | Brian Elliott Jake Allen (STL) Martin Jones (SJS)                                                                                | Czas gry – 56:29 Czas gry – 0:13 Czas gry – 60:00                                                                                             | 22 obrony / 26 strzałów 0 obron / 0 strzałów 24 obrony / 26 strzałów | SV% – .846 SV% – .923                                 |
| Objaśnienia: PPG – gol w przewadze, SHG – gol w osłabieniu, EN – gol do pustej bramki, OT – dogrywka, SV – procent obronionych strzałów |                                                   | | |                                                                      |                                                       |
| \| Trzy gwiazdy meczu \| Trzy gwiazdy meczu \| Trzy gwiazdy meczu \| Trzy gwiazdy meczu \| Trzy gwiazdy meczu \| Trzy gwiazdy meczu \| \| 1 \| 1 \| 2 \| 2 \| 3 \| 3 \| \| ------------------ \| ------------------------- \| ------------------ \| ------------------------------- \| ------------------ \| ----------------------------- \| \| \| Joel Ward San Jose Sharks \| \| Patrick Marleau San Jose Sharks \| \| Logan Couture San Jose Sharks \| |                                                   | | |                                                                      |                                                       |
| Trzy gwiazdy meczu |                                                   | | |                                                                      |                                                       |
| 1 | 1                                                 | 2 | 2 | 3                                                                    | 3                                                     |
| | Joel Ward San Jose Sharks                         | | Patrick Marleau San Jose Sharks |                                                                      | Logan Couture San Jose Sharks                         |

| Trzy gwiazdy meczu | Trzy gwiazdy meczu        | Trzy gwiazdy meczu | Trzy gwiazdy meczu              | Trzy gwiazdy meczu | Trzy gwiazdy meczu            |
| 1                  | 1                         | 2                  | 2                               | 3                  | 3                             |
| ------------------ | ------------------------- | ------------------ | ------------------------------- | ------------------ | ----------------------------- |
|                    | Joel Ward San Jose Sharks |                    | Patrick Marleau San Jose Sharks |                    | Logan Couture San Jose Sharks |

### Finał Pucharu Stanleya

#### Pittsburgh Penguins – San Jose Sharks
San Jose Sharks w finale zagrało po raz pierwszy, Pittsburgh po raz piąty. W sezonie zasadniczym drużyny wygrały po jednym meczu.
| Pittsburgh        | PittsburghSan Jose | San Jose          |
| PPG Paints Arena  | PittsburghSan Jose | SAP Center        |
| Pojemność: 18 387 | PittsburghSan Jose | Pojemność: 17 562 |
|                   | PittsburghSan Jose |                   |

| Szczegóły meczu | Szczegóły meczu                 | Szczegóły meczu                                     | Szczegóły meczu                                         | Szczegóły meczu                                                                                     | Szczegóły meczu                                                                     |
| Tercja | Stan meczu                      | Zdobywcy bramek                                     | Zdobywcy bramek                                         | Kary                                                                                                | Kary                                                                                |
| Tercja | Stan meczu                      | Strzelec                                            | Asysta                                                  | Ukarany zawodnik                                                                                    | Przewinienie                                                                        |
| --- | ------------------------------- | --------------------------------------------------- | ------------------------------------------------------- | --------------------------------------------------------------------------------------------------- | ----------------------------------------------------------------------------------- |
| 1 (2 : 0) | PIT 1 : 0 PIT 2 : 0             | 12:46 Bryan Rust (6) 13:48 Conor Sheary (3)         | J.Schultz (3), C.Kunitz (7) S.Crosby (10), O.Määttä (1) | 08:54 Dainius Zubrus (SJS)                                                                          | niebezpieczna gra wysokim kijem                                                     |
| 2 (0 : 2) | 2 : 1 SJS 2 : 2 SJS             | 23:02 Tomáš Hertl (6) PPG 38:12 Patrick Marleau (5) | J.Donskoi (5), B.Burns (15) B.Burns (16), L.Coutre (17) | 21:14 Ian Cole (PIT) 38:52 Joe Pavelski (SJS) 18:52 Joe Thornton (SJS) 18:52 Jewgienij Małkin (PIT) | zahaczanie spowodowanie upadku przeciwnika nadmierna ostrość w grze uderzanie kijem |
| 3 (1 : 0) | PIT 3 : 2                       | 57:27 Nick Bonino (4)                               | K.Letang (9), C.Hagelin (8)                             | 44:47 Patrick Marleau (SJS) 57:51 Ben Lovejoy (PIT)                                                 | niedozwolony atak na głowę zahaczanie                                               |
| Statystyki bramkarzy | Statystyki bramkarzy            | Matt Murray (PIT) Martin Jones (SJS)                | Czas gry – 60:00 Czas gry – 58:42                       | 24 obrony / 26 strzałów 38 obron / 41 strzałów                                                      | SV% – .923 SV% – .927                                                               |
| Objaśnienia: PPG – gol w przewadze, SHG – gol w osłabieniu, EN – gol do pustej bramki, OT – dogrywka, SV – procent obronionych strzałów |                                 |                                                     |                                                         | |                                                                                     |
| \| Trzy gwiazdy meczu \| Trzy gwiazdy meczu \| Trzy gwiazdy meczu \| Trzy gwiazdy meczu \| Trzy gwiazdy meczu \| Trzy gwiazdy meczu \| \| 1 \| 1 \| 2 \| 2 \| 3 \| 3 \| \| ------------------ \| ------------------------------- \| ------------------ \| -------------------------------- \| ------------------ \| ------------------------------- \| \| \| Nick Bonino Pittsburgh Penguins \| \| Conor Sheary Pittsburgh Penguins \| \| Patrick Marleau San Jose Sharks \| |                                 |                                                     |                                                         | |                                                                                     |
| Trzy gwiazdy meczu |                                 |                                                     |                                                         | |                                                                                     |
| 1 | 1                               | 2                                                   | 2                                                       | 3                                                                                                   | 3                                                                                   |
| | Nick Bonino Pittsburgh Penguins |                                                     | Conor Sheary Pittsburgh Penguins                        | | Patrick Marleau San Jose Sharks                                                     |

| Trzy gwiazdy meczu | Trzy gwiazdy meczu              | Trzy gwiazdy meczu | Trzy gwiazdy meczu               | Trzy gwiazdy meczu | Trzy gwiazdy meczu              |
| 1                  | 1                               | 2                  | 2                                | 3                  | 3                               |
| ------------------ | ------------------------------- | ------------------ | -------------------------------- | ------------------ | ------------------------------- |
|                    | Nick Bonino Pittsburgh Penguins |                    | Conor Sheary Pittsburgh Penguins |                    | Patrick Marleau San Jose Sharks |

| Szczegóły meczu | Szczegóły meczu                  | Szczegóły meczu                      | Szczegóły meczu                   | Szczegóły meczu                              | Szczegóły meczu                                       |
| Tercja | Stan meczu                       | Zdobywcy bramek                      | Zdobywcy bramek                   | Kary                                         | Kary                                                  |
| Tercja | Stan meczu                       | Strzelec                             | Asysta                            | Ukarany zawodnik                             | Przewinienie                                          |
| --- | -------------------------------- | ------------------------------------ | --------------------------------- | -------------------------------------------- | ----------------------------------------------------- |
| 1 (0 : 0) |                                  |                                      |                                   | 12:09 Paul Martin (SJS)                      | opóźnianie gry                                        |
| 2 (1 : 0) | PIT 1 : 0                        | 28:20 Phil Kessel (10)               | N.Bonino (13), C.Hagelin (9)      | 28:50 Paul Martin (SJS) 38:49 Ian Cole (PIT) | niebezpieczna gra wysokim kijem przeszkadzenie w grze |
| 3 (0 : 1) | 1 : 1 SJS                        | 55:55 Justin Braun (1)               | L.Coutre (18), J.Ward (6)         |                                              |                                                       |
| OT (1 : 0) | PIT 2 : 1                        | 62:35 Conor Sheary (4)               | K.Letang (10), S.Crosby (8)       |                                              |                                                       |
| Statystyki bramkarzy | Statystyki bramkarzy             | Matt Murray (PIT) Martin Jones (SJS) | Czas gry – 62:35 Czas gry – 62:35 | 21 obron / 22 strzały 28 obron / 30 strzałów | SV% – .955 SV% – .933                                 |
| Objaśnienia: PPG – gol w przewadze, SHG – gol w osłabieniu, EN – gol do pustej bramki, OT – dogrywka, SV – procent obronionych strzałów |                                  |                                      |                                   |                                              |                                                       |
| \| Trzy gwiazdy meczu \| Trzy gwiazdy meczu \| Trzy gwiazdy meczu \| Trzy gwiazdy meczu \| Trzy gwiazdy meczu \| Trzy gwiazdy meczu \| \| 1 \| 1 \| 2 \| 2 \| 3 \| 3 \| \| ------------------ \| -------------------------------- \| ------------------ \| ------------------------------- \| ------------------ \| ---------------------------- \| \| \| Conor Sheary Pittsburgh Penguins \| \| Phil Kessel Pittsburgh Penguins \| \| Justin Braun San Jose Sharks \| |                                  |                                      |                                   |                                              |                                                       |
| Trzy gwiazdy meczu |                                  |                                      |                                   |                                              |                                                       |
| 1 | 1                                | 2                                    | 2                                 | 3                                            | 3                                                     |
| | Conor Sheary Pittsburgh Penguins |                                      | Phil Kessel Pittsburgh Penguins   |                                              | Justin Braun San Jose Sharks                          |

| Trzy gwiazdy meczu | Trzy gwiazdy meczu               | Trzy gwiazdy meczu | Trzy gwiazdy meczu              | Trzy gwiazdy meczu | Trzy gwiazdy meczu           |
| 1                  | 1                                | 2                  | 2                               | 3                  | 3                            |
| ------------------ | -------------------------------- | ------------------ | ------------------------------- | ------------------ | ---------------------------- |
|                    | Conor Sheary Pittsburgh Penguins |                    | Phil Kessel Pittsburgh Penguins |                    | Justin Braun San Jose Sharks |

| Szczegóły meczu | Szczegóły meczu                | Szczegóły meczu                              | Szczegóły meczu                   | Szczegóły meczu                               | Szczegóły meczu                                 |
| Tercja | Stan meczu                     | Zdobywcy bramek                              | Zdobywcy bramek                   | Kary                                          | Kary                                            |
| Tercja | Stan meczu                     | Strzelec                                     | Asysta                            | Ukarany zawodnik                              | Przewinienie                                    |
| --- | ------------------------------ | -------------------------------------------- | --------------------------------- | --------------------------------------------- | ----------------------------------------------- |
| 1 (1 : 1) | 0 : 1 PIT SJS 1 : 1            | 05:29 Ben Lovejoy (2) 09:34 Justin Braun (2) | J.Thorton (16), M.E.Vlasic (11)   | 02:58 Joel Ward (SJS)                         | niebezpieczna gra wysokim kijem                 |
| 2 (0 : 1) | 1 : 2 PIT                      | 39:07 Patric Hörnqvist (8)                   | B.Lovejoy (4), O.Määttä (6)       | 30:39 Carl Hagelin (PIT)                      | spowodowanie upadku przeciwnika                 |
| 3 (1 : 0) | SJS 2 : 2                      | 48:48 Joel Ward (7)                          | J.Donskoi (6), J.Thorton (17)     | 44:48 Nick Bonino                             | niebezpieczna gra wysokim kijem – podwójna kara |
| OT (1 : 0) | SJS 3 : 2                      | 72:18 Joonas Donskoi (6)                     | C.Tierney (3)                     |                                               |                                                 |
| Statystyki bramkarzy | Statystyki bramkarzy           | Matt Murray (PIT) Martin Jones (SJS)         | Czas gry – 72:18 Czas gry – 71:54 | 23 obrony / 26 strzałów 40 obron / 42 strzały | SV% – .885 SV% – .952                           |
| Objaśnienia: PPG – gol w przewadze, SHG – gol w osłabieniu, EN – gol do pustej bramki, OT – dogrywka, SV – procent obronionych strzałów |                                |                                              |                                   |                                               |                                                 |
| \| Trzy gwiazdy meczu \| Trzy gwiazdy meczu \| Trzy gwiazdy meczu \| Trzy gwiazdy meczu \| Trzy gwiazdy meczu \| Trzy gwiazdy meczu \| \| 1 \| 1 \| 2 \| 2 \| 3 \| 3 \| \| ------------------ \| ------------------------------ \| ------------------ \| ------------------------- \| ------------------ \| ---------------------------- \| \| \| Joonas Donskoi San Jose Sharks \| \| Joel Ward San Jose Sharks \| \| Martin Jones San Jose Sharks \| |                                |                                              |                                   |                                               |                                                 |
| Trzy gwiazdy meczu |                                |                                              |                                   |                                               |                                                 |
| 1 | 1                              | 2                                            | 2                                 | 3                                             | 3                                               |
| | Joonas Donskoi San Jose Sharks |                                              | Joel Ward San Jose Sharks         |                                               | Martin Jones San Jose Sharks                    |

| Trzy gwiazdy meczu | Trzy gwiazdy meczu             | Trzy gwiazdy meczu | Trzy gwiazdy meczu        | Trzy gwiazdy meczu | Trzy gwiazdy meczu           |
| 1                  | 1                              | 2                  | 2                         | 3                  | 3                            |
| ------------------ | ------------------------------ | ------------------ | ------------------------- | ------------------ | ---------------------------- |
|                    | Joonas Donskoi San Jose Sharks |                    | Joel Ward San Jose Sharks |                    | Martin Jones San Jose Sharks |

| Szczegóły meczu | Szczegóły meczu                 | Szczegóły meczu                               | Szczegóły meczu                                          | Szczegóły meczu                                         | Szczegóły meczu                             |
| Tercja | Stan meczu                      | Zdobywcy bramek                               | Zdobywcy bramek                                          | Kary                                                    | Kary                                        |
| Tercja | Stan meczu                      | Strzelec                                      | Asysta                                                   | Ukarany zawodnik                                        | Przewinienie                                |
| --- | ------------------------------- | --------------------------------------------- | -------------------------------------------------------- | ------------------------------------------------------- | ------------------------------------------- |
| 1 (0 : 1) | 0 : 1 PIT                       | 07:36 Ian Cole (1)                            | P.Kessel (10), J.Małkin (12)                             | 11:37 Marc-Édouard Vlasic (SJS) 14:45 Ben Lovejoy (PIT) | przeszkadzanie w grze trzymanie przeciwnika |
| 2 (0 : 1) | 0 : 2 PIT                       | 22:37 Jewgienij Małkin (5)                    | P.Kessel (11), K.Letang (11)                             | 22:28 Melker Karlsson (SJS) 37:33 Bryan Rust (PIT)      | przeszkadzanie w grze zahaczanie            |
| 3 (1 : 1) | SJS 1 : 2 1 : 3 PIT             | 48:07 Melker Karlsson (4) 57:58 Eric Fehr (3) | C.Tierney (4), B.Dillon (1) C.Hagelin (10), O.Määttä (7) |                                                         |                                             |
| Statystyki bramkarzy | Statystyki bramkarzy            | Matt Murray (PIT) Martin Jones (SJS)          | Czas gry – 60:00 Czas gry – 58:09                        | 23 obrony / 24 strzały 17 obron / 20 strzałów           | SV% – .958 SV% – .850                       |
| Objaśnienia: PPG – gol w przewadze, SHG – gol w osłabieniu, EN – gol do pustej bramki, OT – dogrywka, SV – procent obronionych strzałów |                                 |                                               |                                                          |                                                         |                                             |
| \| Trzy gwiazdy meczu \| Trzy gwiazdy meczu \| Trzy gwiazdy meczu \| Trzy gwiazdy meczu \| Trzy gwiazdy meczu \| Trzy gwiazdy meczu \| \| 1 \| 1 \| 2 \| 2 \| 3 \| 3 \| \| ------------------ \| ------------------------------- \| ------------------ \| ------------------------------- \| ------------------ \| ------------------------------------ \| \| \| Matt Murray Pittsburgh Penguins \| \| Phil Kessel Pittsburgh Penguins \| \| Jewgienij Małkin Pittsburgh Penguins \| |                                 |                                               |                                                          |                                                         |                                             |
| Trzy gwiazdy meczu |                                 |                                               |                                                          |                                                         |                                             |
| 1 | 1                               | 2                                             | 2                                                        | 3                                                       | 3                                           |
| | Matt Murray Pittsburgh Penguins |                                               | Phil Kessel Pittsburgh Penguins                          |                                                         | Jewgienij Małkin Pittsburgh Penguins        |

| Trzy gwiazdy meczu | Trzy gwiazdy meczu              | Trzy gwiazdy meczu | Trzy gwiazdy meczu              | Trzy gwiazdy meczu | Trzy gwiazdy meczu                   |
| 1                  | 1                               | 2                  | 2                               | 3                  | 3                                    |
| ------------------ | ------------------------------- | ------------------ | ------------------------------- | ------------------ | ------------------------------------ |
|                    | Matt Murray Pittsburgh Penguins |                    | Phil Kessel Pittsburgh Penguins |                    | Jewgienij Małkin Pittsburgh Penguins |

| Szczegóły meczu | Szczegóły meczu                                   | Szczegóły meczu | Szczegóły meczu                                                                                                  | Szczegóły meczu                                     | Szczegóły meczu                                |
| Tercja | Stan meczu                                        | Zdobywcy bramek | Zdobywcy bramek                                                                                                  | Kary                                                | Kary                                           |
| Tercja | Stan meczu                                        | Strzelec | Asysta | Ukarany zawodnik                                    | Przewinienie                                   |
| --- | ------------------------------------------------- | --- | --- | --------------------------------------------------- | ---------------------------------------------- |
| 1 (2 : 3) | 0 : 1 SJS 0 : 2 SJS PIT 1 : 2 PIT 2 : 2 2 : 3 SJS | 01:04 Brent Burns (7) 02:53 Logan Couture (9) 04:44 Jewgienij Małkin (6) PPG 05:06 Carl Hagelin (6) 14:47 Melker Karlsson (5) | M.Karlsson (2), L.Coutre (19) J.Braun (5) P.Kessel (12), K.Letang (12) N.Bonino (14) L.Coutre (20), B.Dillon (2) | 04:21 Dainius Zubrus (SJS) 08:18 Brent Burns (SJS)  | opóźnianie gry niebezpieczna gra wysokim kijem |
| 2 (0 : 0) |                                                   | | | 25:58 Phil Kessel (PIT) 30:30 Melker Karlsson (SJS) | nadmiar zawodników na lodzie uderzanie kijem   |
| 3 (0 : 1) | 2 : 4 SJS                                         | 58:40 Joe Pavelski (14) EN | J.Thornton (18)                                                                                                  | 14:04 Carl Hagelin (PIT) 59:56 Sidney Crosby        | zahaczanie nadmierna ostrość w grze            |
| Statystyki bramkarzy | Statystyki bramkarzy                              | Matt Murray (PIT) Martin Jones (SJS)                                                                                          | Czas gry – 58:43 Czas gry – 60:00                                                                                | 18 obron / 21 strzałów 44 obrony / 46 strzałów      | SV% – .857 SV% – .957                          |
| Objaśnienia: PPG – gol w przewadze, SHG – gol w osłabieniu, EN – gol do pustej bramki, OT – dogrywka, SV – procent obronionych strzałów |                                                   | | |                                                     |                                                |
| \| Trzy gwiazdy meczu \| Trzy gwiazdy meczu \| Trzy gwiazdy meczu \| Trzy gwiazdy meczu \| Trzy gwiazdy meczu \| Trzy gwiazdy meczu \| \| 1 \| 1 \| 2 \| 2 \| 3 \| 3 \| \| ------------------ \| ----------------------------- \| ------------------ \| ---------------------------- \| ------------------ \| ------------------------------------ \| \| \| Logan Couture San Jose Sharks \| \| Martin Jones San Jose Sharks \| \| Jewgienij Małkin Pittsburgh Penguins \| |                                                   | | |                                                     |                                                |
| Trzy gwiazdy meczu |                                                   | | |                                                     |                                                |
| 1 | 1                                                 | 2 | 2 | 3                                                   | 3                                              |
| | Logan Couture San Jose Sharks                     | | Martin Jones San Jose Sharks                                                                                     |                                                     | Jewgienij Małkin Pittsburgh Penguins           |

| Trzy gwiazdy meczu | Trzy gwiazdy meczu            | Trzy gwiazdy meczu | Trzy gwiazdy meczu           | Trzy gwiazdy meczu | Trzy gwiazdy meczu                   |
| 1                  | 1                             | 2                  | 2                            | 3                  | 3                                    |
| ------------------ | ----------------------------- | ------------------ | ---------------------------- | ------------------ | ------------------------------------ |
|                    | Logan Couture San Jose Sharks |                    | Martin Jones San Jose Sharks |                    | Jewgienij Małkin Pittsburgh Penguins |

| Szczegóły meczu | Szczegóły meczu                   | Szczegóły meczu                                | Szczegóły meczu                                          | Szczegóły meczu                                                        | Szczegóły meczu                                            |
| Tercja | Stan meczu                        | Zdobywcy bramek                                | Zdobywcy bramek                                          | Kary                                                                   | Kary                                                       |
| Tercja | Stan meczu                        | Strzelec                                       | Asysta                                                   | Ukarany zawodnik                                                       | Przewinienie                                               |
| --- | --------------------------------- | ---------------------------------------------- | -------------------------------------------------------- | ---------------------------------------------------------------------- | ---------------------------------------------------------- |
| 1 (0 : 1) | 0 : 1 PIT                         | 01:04 Brian Dumoulin (2) PPG                   | J.Schultz (4), C.Kunitz (8)                              | 07:50 Dainius Zubrus (SJS)                                             | spowodowanie upadku przeciwnika                            |
| 2 (1 : 1) | SJS 1 : 1 1 : 2 PIT               | 26:27 Logan Couture (10) 27:46 Kris Letang (3) | M.Karlsson (3), B.Burns (17) S.Crosby (12), C.Sheary (6) |                                                                        |                                                            |
| 3 (0 : 1) | 1 : 3 PIT                         | 58:58 Patric Hörnqvist (9) EN                  | S.Crosby (13)                                            | 45:26 Conor Sheary (PIT) 51:02 Brent Burns (SJS) 59:50 Eric Fehr (PIT) | zahaczanie uderzanie kijem niebezpieczna gra wysokim kijem |
| Statystyki bramkarzy | Statystyki bramkarzy              | Matt Murray (PIT) Martin Jones (SJS)           | Czas gry – 60:00 Czas gry – 58:27                        | 18 obron / 19 strzałów 24 obrony / 26 strzałów                         | SV% – .947 SV% – .923                                      |
| Objaśnienia: PPG – gol w przewadze, SHG – gol w osłabieniu, EN – gol do pustej bramki, OT – dogrywka, SV – procent obronionych strzałów |                                   |                                                |                                                          |                                                                        |                                                            |
| \| Trzy gwiazdy meczu \| Trzy gwiazdy meczu \| Trzy gwiazdy meczu \| Trzy gwiazdy meczu \| Trzy gwiazdy meczu \| Trzy gwiazdy meczu \| \| 1 \| 1 \| 2 \| 2 \| 3 \| 3 \| \| ------------------ \| --------------------------------- \| ------------------ \| ------------------------------- \| ------------------ \| ---------------------------- \| \| \| Sidney Crosby Pittsburgh Penguins \| \| Kris Letang Pittsburgh Penguins \| \| Martin Jones San Jose Sharks \| |                                   |                                                |                                                          |                                                                        |                                                            |
| Trzy gwiazdy meczu |                                   |                                                |                                                          |                                                                        |                                                            |
| 1 | 1                                 | 2                                              | 2                                                        | 3                                                                      | 3                                                          |
| | Sidney Crosby Pittsburgh Penguins |                                                | Kris Letang Pittsburgh Penguins                          |                                                                        | Martin Jones San Jose Sharks                               |

| Trzy gwiazdy meczu | Trzy gwiazdy meczu                | Trzy gwiazdy meczu | Trzy gwiazdy meczu              | Trzy gwiazdy meczu | Trzy gwiazdy meczu           |
| 1                  | 1                                 | 2                  | 2                               | 3                  | 3                            |
| ------------------ | --------------------------------- | ------------------ | ------------------------------- | ------------------ | ---------------------------- |
|                    | Sidney Crosby Pittsburgh Penguins |                    | Kris Letang Pittsburgh Penguins |                    | Martin Jones San Jose Sharks |

## Najlepsi zawodnicy playoff
Zawodnicy z pola
| Punkty        | Punkty | Gole                | Gole | Asysty        | Asysty | +/-                 | +/- |
| ------------- | ------ | ------------------- | ---- | ------------- | ------ | ------------------- | --- |
| Logan Couture | 30     | Joe Pavelski        | 14   | Logan Couture | 20     | Marc-Édouard Vlasic | +14 |
| Brent Burns   | 24     | Nikita Kuczerow     | 11   | Joe Thornton  | 18     | Nikita Kuczerow     | +13 |
| Joe Pavelski  | 23     | Logan Couture       | 10   | Brent Burns   | 17     | Brent Burns         | +11 |
| Phil Kessel   | 22     | Phil Kessel         | 10   | Nick Bonino   | 14     | Nick Bonino         | +9  |
| Joe Thornton  | 21     | Władimir Tarasienko | 9    | Sidney Crosby | 13     | Tyler Johnson       | +9  |

Bramkarze

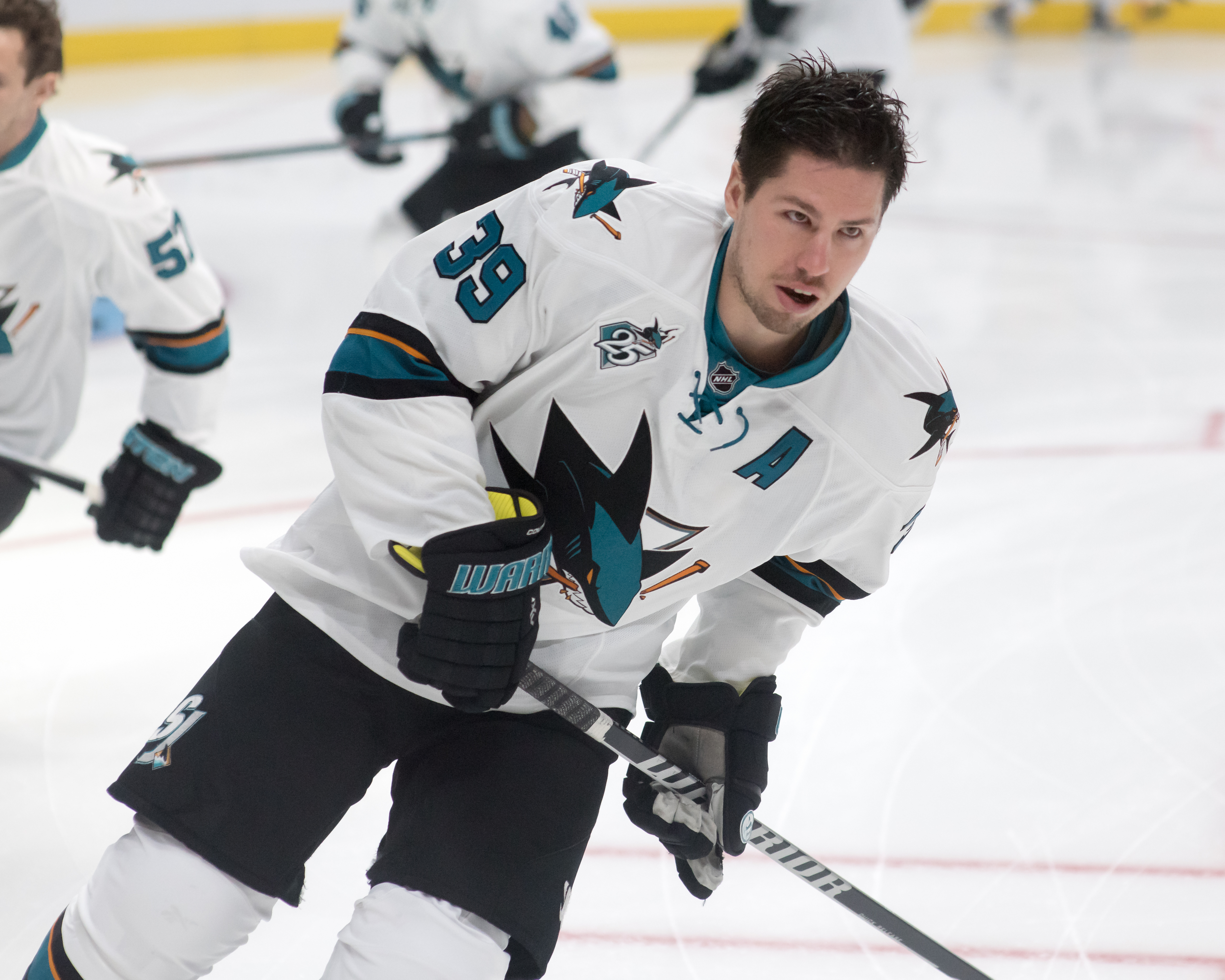
Logan Couture

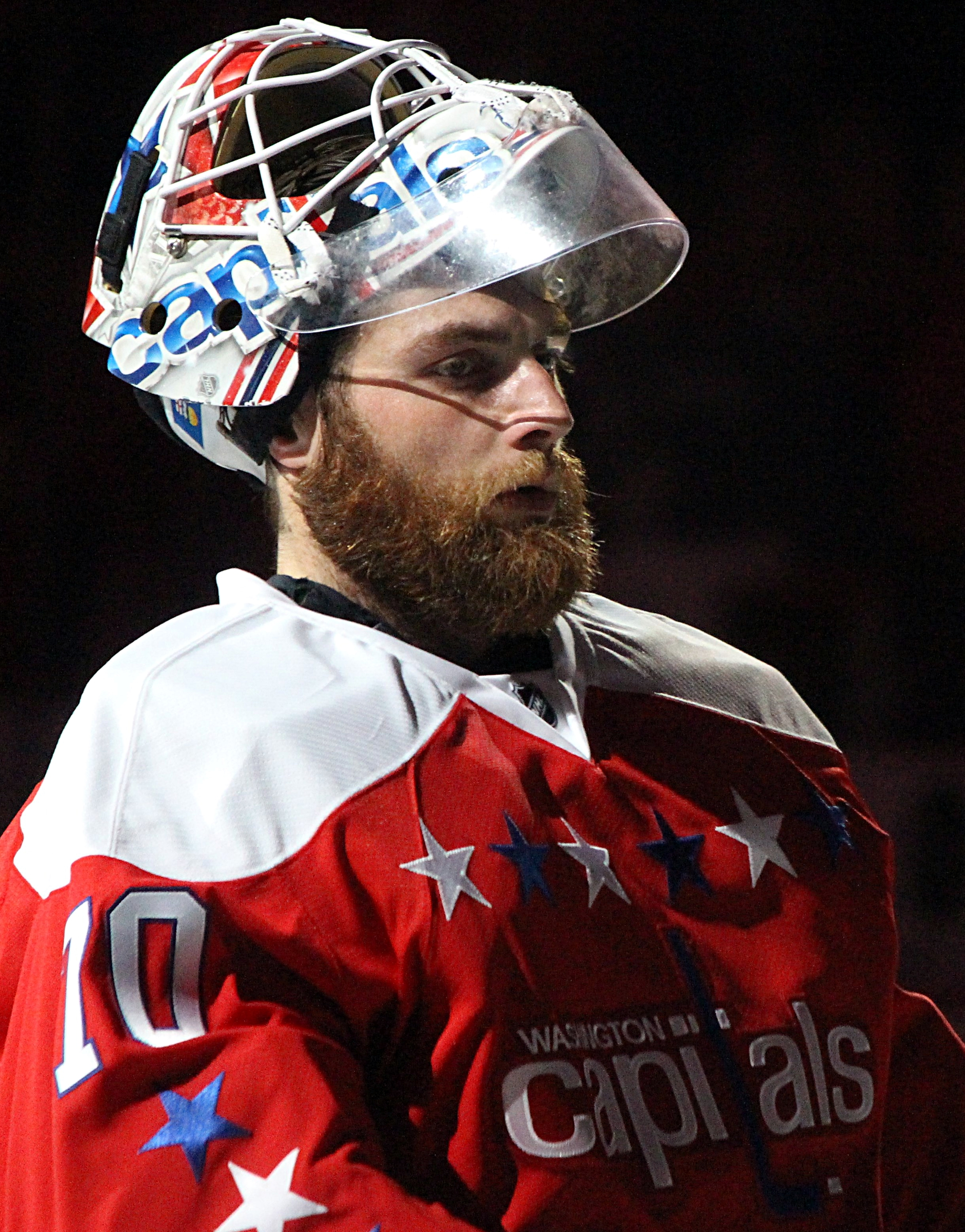
Braden Holtby

W zestawieniu ujęto bramkarzy grających przez przynajmniej 600 minut.
| Obrony (w %)  | Obrony (w %) | GAA*          | GAA* | Shutouty      | Shutouty | Zwycięstwa    | Zwycięstwa |
| ------------- | ------------ | ------------- | ---- | ------------- | -------- | ------------- | ---------- |
| Braden Holtby | .942         | Braden Holtby | 1.72 | Martin Jones  | 3        | Matt Murray   | 15         |
| Ben Bishop    | .939         | Ben Bishop    | 1.85 | Ben Bishop    | 2        | Martin Jones  | 14         |
| Matt Murray   | .923         | Matt Murray   | 2.08 | Braden Holtby | 2        | Brian Elliott | 9          |
| Thomas Greiss | .923         | Martin Jones  | 2.16 | Matt Murray   | 1        | Ben Bishop    | 8          |
| Martin Jones  | .923         | Brian Elliott | 2.44 | Brian Elliott | 1        | Pekka Rinne   | 7          |

GAA – Średnia straconych bramek na mecz